# Saison 12 de Top Chef
La douzième saison de Top Chef, est une émission de télévision franco-belge de téléréalité culinaire, diffusée chaque semaine en France, sur M6, du 10 février 2021 au 9 juin 2021 et en Belgique, sur RTL TVI, du 15 février 2021 au 10 juin 2021. Elle est animée par Stéphane Rotenberg.
Elle a été tournée dans un contexte particulier, lié à la pandémie de Covid-19, qui a nécessité diverses adaptations, notamment au niveau du déroulement des épreuves.
Cette édition est remportée par Mohamed Cheikh qui empoche 54 860 €, proportionnellement au pourcentage des points obtenus pour son menu lors de la finale (54,86 %). Il l'emporte au terme de 10 h de cuisine face à Sarah Mainguy qui a elle obtenu 45,14 % des points.

## Production et organisation
L'émission est présentée par Stéphane Rotenberg.
Elle est réalisée par Sébastien Zibi et produite par la société de production Studio 89 Productions.
Ce dispositif est quasiment inchangé depuis la première saison.

### Casting
Le casting de cette saison débute pendant la période de diffusion de la saison précédente, la chaîne lançant un appel à candidatures en avril 2020. Au cours de ce casting, entre 80 et 100 candidats sont jugés par un meilleur ouvrier de France et un critique gastronomique sur une épreuve libre et une épreuve imposée, ayant lieu dans une école hôtelière au cours de l'été 2020.
Le 2 octobre 2020, Télé Star annonce que le casting de cette saison est terminé. Contrairement aux saisons 3, 5, 8, 9 et 11, aucun candidat n'est étoilé.
La saison 6 d'Objectif Top Chef est remportée le 18 décembre 2020, par l'apprentie Charline Stengel, qui devient la première candidate intégrée au concours, dans la brigade de Philippe Etchebest.

### Tournage
La présence de l'émission dans la grille des programmes 2020-2021 de M6, est confirmée le 6 juillet 2020, par Guillaume Charles, le directeur général des programmes de la chaîne, dans un entretien accordé au Figaro,.
Le chef deux étoiles Pascal Barbot et son associé Christophe Rohat participent au tournage, de même que le chef trois étoiles Christian Le Squer, les chefs René et Maxime Meilleur, Guy Savoy, Sébastien et Michel Bras, Pierre Gagnaire, Anne-Sophie Pic, Mauro Colagreco, Ángel León, Heston Blumenthal, Andoni Aduriz, Glenn Viel et Kei Kobayashi,.

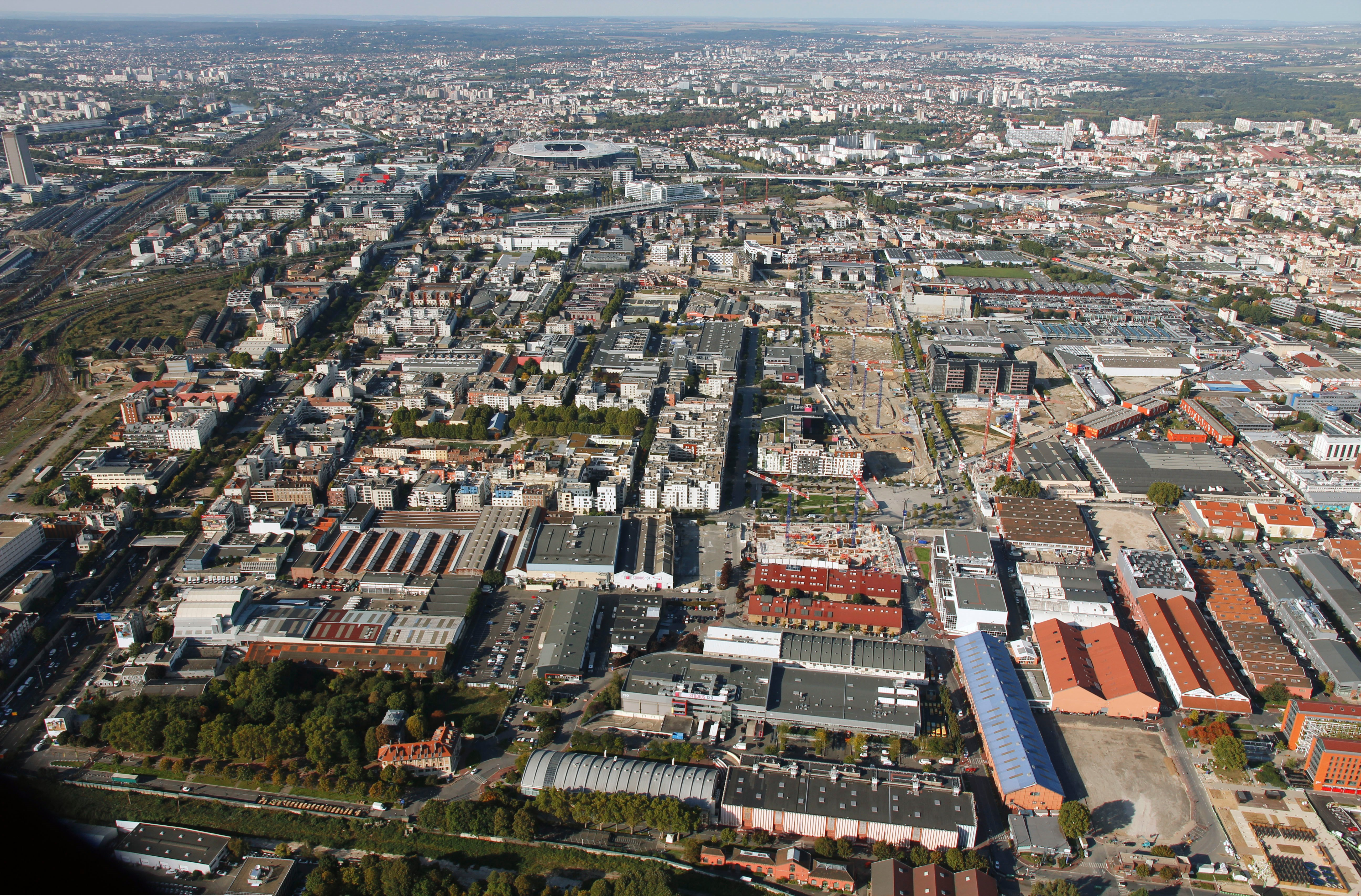
La Plaine Saint-Denis, lieu de tournage principal de la saison 12 de Top Chef.

Le tournage de cette saison a grandement été perturbé par la pandémie de Covid-19. En effet, habituellement tournée au Pré-Saint-Gervais, l'émission a cette fois-ci été tournée au studio 210 de La Plaine Saint-Denis, dans le même décor que les saisons précédentes. Une charte d'une quinzaine de pages a été rédigée par un médecin, pour établir un protocole sanitaire. Certaines épreuves ont dû être adaptées, comme l'épreuve de la boîte noire, pour laquelle les candidats n'ont pu rentrer qu'individuellement et non à plusieurs, comme habituellement, ou encore, lors des épreuves de dernière chance, ou chaque chef déguste dans sa propre assiette, sans la partager avec un autre juré comme habituellement. L'épreuve de la guerre des restos a aussi été repensée, pour mieux coller à la réalité du monde de la restauration en période de confinement, les candidats ayant dû réfléchir à un concept basé sur le principe du click and collect,. Afin d'anticiper les difficultés, liées au fait que le juré Paul Pairet travaille en Asie, la finale est exceptionnellement tournée dans la foulée des épisodes précédents, et non quelques semaines plus tard, comme dans les saisons précédentes. Enfin, les candidats ont été confinés ensemble pendant toute la durée du tournage.

### Promotion
La chaîne dévoile des informations sur cette saison, lors d'une conférence de presse organisée début janvier 2021. Le thème est « la créativité sans limite »,,. L'émission est une nouvelle fois suivie en seconde partie de soirée par Les Grands Duels, programme dans lequel des candidats des saisons passées s'affrontent.
Le mercredi 9 juin 2021, M6 lance une campagne de communication dans laquelle elle appelle à ne pas regarder la finale du programme. En effet, ce-même jour marque la réouverture des restaurants en intérieur, après plusieurs mois de fermeture dans le contexte de la pandémie de Covid-19. La chaîne justifie son action en indiquant « Philippe Etchebest, Michel Sarran, Hélène Darroze et Paul Pairet s'étant beaucoup impliqués pour leurs collègues et confrères durant toute la crise de la Covid, il nous a semblé important d'appuyer leur combat et de les accompagner pour ce jour important pour tous les restaurateurs. ». Ainsi, tout au long de la journée, des spots sont diffusés, avec pour slogan « Ne regardez pas Top Chef… Allez au restaurant », et ce, tant sur la chaîne, que sur les réseaux sociaux des chefs, des candidats et de Stéphane Rotenberg. Dans le même temps, la chaîne encourage tout de même les téléspectateurs à consommer « sans modération » l'ultime épisode en replay, via la plateforme 6play,,.

## Participants

### Jury
Le jury de cette saison est composé des chefs Hélène Darroze, Philippe Etchebest, Paul Pairet et Michel Sarran.

### Candidats
Pour cette saison, quinze candidats s'affrontent : quatorze professionnels ainsi qu'une jeune apprentie, issue du concours Objectif Top Chef,,,.
| Candidat | Candidat            | Âge    | Localisation       | Profession                               | Brigade                                                                            | Statut                     |
| -------- | ------------------- | ------ | ------------------ | ---------------------------------------- | ---------------------------------------------------------------------------------- | -------------------------- |
| ♂        | Mohamed Cheikh      | 28 ans | Fontenay-sous-Bois | Ex-chef au Publicis Drugstore            | Darroze (épisode 1 – 18)                                                           | Vainqueur                  |
| ♀        | Sarah Mainguy       | 25 ans | Nantes             | Cheffe d'un restaurant bistronomique     | Darroze (épisode 1 – 6) Pairet (épisode 6 – 18)                                    | Finaliste                  |
| ♂        | Matthias Marc       | 27 ans | Paris              | Chef du restaurant Substance             | Etchebest (épisode 1 – 17)                                                         | Éliminé le 2 juin 2021     |
| ♂        | Pierre Chomet       | 30 ans | Bangkok            | Sous-chef à Chef's Table ()              | Pairet (épisode 1 – 4) Éliminé Sarran (épisode 8 – 15)                             | Éliminé le 19 mai 2021     |
| ♂        | Bruno Aubin         | 31 ans | Paris              | Chef à l'hôtel Le Narcisse Blanc         | Sarran (épisode 1 – 5) Éliminé Etchebest (épisode 8 – 12)                          | Éliminé le 28 avril 2021   |
| ♂        | Arnaud Baptiste     | 33 ans | Noisy-le-Grand     | Sous-chef de L'Allénothèque              | Sarran (épisode 1 – 8) Candidat solitaire (épisode 8 – 9) Darroze (épisode 9 – 11) | Éliminé le 21 avril 2021   |
| ♂        | Baptiste Trudel     | 33 ans | Paris              | Chef du restaurant Le Mordu              | Pairet (épisode 1 – 10)                                                            | Éliminé le 14 avril 2021   |
| ♂        | Thomas Chisholm     | 28 ans | Paris              | Ex-sous-chef au restaurant AT            | Sarran (épisode 1 – 8) Darroze (épisode 8 – 9)                                     | Éliminé le 7 avril 2021    |
| ♀        | Chloé Charles       | 33 ans | Paris              | Cheffe indépendante                      | Darroze (épisode 1 – 8)                                                            | Éliminée le 1er avril 2021 |
| ♀        | Charline Stengel    | 19 ans | Pringy             | Apprentie – Gagnante d'Objectif Top Chef | Etchebest (épisode 1 – 7)                                                          | Éliminée le 24 mars 2021   |
| ♀        | Pauline Séné        | 28 ans | Paris              | Sous-cheffe au Cobéa ()                  | Pairet (épisode 1 – 6)                                                             | Éliminée le 17 mars 2021   |
| ♂        | Mathieu Vande Velde | 22 ans | Bruxelles          | Sous-chef au restaurant La Paix ()       | Etchebest (épisode 1 – 3)                                                          | Éliminé le 24 février 2021 |
| ♂        | Jarvis Scott        | 24 ans | Paris              | Chef de partie                           | Candidat solitaire (épisode 1 – 2)                                                 | Éliminé le 17 février 2021 |
| ♂        | Adrien Zedda        | 25 ans | Lyon               | Chef exécutif dans deux restaurants      | Aucune (épisode 1)                                                                 | Éliminé le 10 février 2021 |
| ♂        | Yohei Hosaka        | 37 ans | Saint-Jorioz       | Chef à La Ciboulette                     | Aucune (épisode 1)                                                                 | Éliminé le 10 février 2021 |

Légende :
- Darroze, signifie que le candidat a intégré la brigade d'Hélène Darroze.
- Etchebest, signifie que le candidat a intégré la brigade de Philippe Etchebest.
- Pairet, signifie que le candidat a intégré la brigade de Paul Pairet.
- Sarran, signifie que le candidat a intégré la brigade de Michel Sarran.
- Candidat solitaire, signifie que le candidat est dans le concours mais ne fait pas partie d'une brigade.
- Éliminé, signifie que le candidat a été éliminé, avant de réintégrer le jeu.
- Aucune, signifie que le candidat est éliminé sans intégrer de brigade[c].

Notes :
1. ↑  Pierre est éliminé à l'issue du 4e épisode, puis réintègre le concours après la deuxième épreuve du 8e épisode (retour des éliminés).
2. ↑  Bruno est éliminé à l'issue du 5e épisode, puis réintègre le concours après la deuxième épreuve du 8e épisode (retour des éliminés).
3. ↑  Ces candidats n'apparaissent plus dans le générique à partir du deuxième épisode.

## Bilan par épisode
| ► Épisode   | 1         | 2                   | 3                   | 4                   | 5                   | 6                   | 7                    | 8                    | 9                    | 10                   | 11                   | 12                   | Quarts de finale     | Demi-finale          | Finale               |
| ▼ Candidats | 1         | 2                   | 3                   | 4                   | 5                   | 6                   | 7                    | 8                    | 9                    | 10                   | 11                   | 12                   | 13, 14 et 15         | 16 et 17             | 18                   |
| ----------- | --------- | ------------------- | ------------------- | ------------------- | ------------------- | ------------------- | -------------------- | -------------------- | -------------------- | -------------------- | -------------------- | -------------------- | -------------------- | -------------------- | -------------------- |
| Mohamed     | DC        | DC                  | Q                   | S                   | S                   | Q                   | Q                    | Q                    | S                    | Q                    | Q                    | DC                   | Q                    | Q                    | Vainqueur            |
| Sarah       | Q         | S                   | Q                   | DC                  | Q                   | DC                  | Q                    | Q                    | S                    | Q                    | DC                   | Q                    | Q                    | Q                    | Finaliste            |
| Matthias    | Q         | DC                  | Q                   | S                   | Q                   | Q                   | S                    | Q                    | Q                    | DC                   | Q                    | Q                    | Q                    | D                    | Éliminé (Semaine 17) |
| Pierre      | Q         | Q                   | Q                   | D                   |                     |                     |                      | Q                    | DC                   | Q                    | DC                   | Q                    | D                    | Éliminé (Semaine 15) | Éliminé (Semaine 15) |
| Bruno       | Q         | Q                   | S                   | Q                   | D                   |                     |                      | Q                    | Q                    | Q                    | DC                   | D                    | Éliminé (Semaine 12) | Éliminé (Semaine 12) | Éliminé (Semaine 12) |
| Arnaud      | DC        | Q                   | DC                  | Q                   | S                   | Q                   | S                    | Q                    | Q                    | DC                   | D                    | Éliminé (Semaine 11) | Éliminé (Semaine 11) | Éliminé (Semaine 11) | Éliminé (Semaine 11) |
| Baptiste    | Q         | Q                   | Q                   | Q                   | DC                  | Q                   | DC                   | Q                    | DC                   | D                    | Éliminé (Semaine 10) | Éliminé (Semaine 10) | Éliminé (Semaine 10) | Éliminé (Semaine 10) | Éliminé (Semaine 10) |
| Thomas      | Q         | Q                   | S                   | Q                   | Q                   | Q                   | DC                   | Q                    | D                    | Éliminé (Semaine 9)  | Éliminé (Semaine 9)  | Éliminé (Semaine 9)  | Éliminé (Semaine 9)  | Éliminé (Semaine 9)  | Éliminé (Semaine 9)  |
| Chloé       | Q         | S                   | Q                   | S                   | DC                  | Q                   | Q                    | D                    | Éliminée (Semaine 8) | Éliminée (Semaine 8) | Éliminée (Semaine 8) | Éliminée (Semaine 8) | Éliminée (Semaine 8) | Éliminée (Semaine 8) | Éliminée (Semaine 8) |
| Charline    | [ n° 15 ] | S                   | S                   | DC                  | Q                   | Q                   | D                    | Éliminée (Semaine 7) | Éliminée (Semaine 7) | Éliminée (Semaine 7) | Éliminée (Semaine 7) | Éliminée (Semaine 7) | Éliminée (Semaine 7) | Éliminée (Semaine 7) | Éliminée (Semaine 7) |
| Pauline     | DC        | Q                   | Q                   | S                   | S                   | D                   | Éliminée (Semaine 6) | Éliminée (Semaine 6) | Éliminée (Semaine 6) | Éliminée (Semaine 6) | Éliminée (Semaine 6) | Éliminée (Semaine 6) | Éliminée (Semaine 6) | Éliminée (Semaine 6) | Éliminée (Semaine 6) |
| Mathieu     | Q         | S                   | D                   | Éliminé (Semaine 3) | Éliminé (Semaine 3) | Éliminé (Semaine 3) | Éliminé (Semaine 3)  | Éliminé (Semaine 3)  | Éliminé (Semaine 3)  | Éliminé (Semaine 3)  | Éliminé (Semaine 3)  | Éliminé (Semaine 3)  | Éliminé (Semaine 3)  | Éliminé (Semaine 3)  | Éliminé (Semaine 3)  |
| Jarvis      | DC        | D                   | Éliminé (Semaine 2) | Éliminé (Semaine 2) | Éliminé (Semaine 2) | Éliminé (Semaine 2) | Éliminé (Semaine 2)  | Éliminé (Semaine 2)  | Éliminé (Semaine 2)  | Éliminé (Semaine 2)  | Éliminé (Semaine 2)  | Éliminé (Semaine 2)  | Éliminé (Semaine 2)  | Éliminé (Semaine 2)  | Éliminé (Semaine 2)  |
| Adrien      | D         | Éliminé (Semaine 1) | Éliminé (Semaine 1) | Éliminé (Semaine 1) | Éliminé (Semaine 1) | Éliminé (Semaine 1) | Éliminé (Semaine 1)  | Éliminé (Semaine 1)  | Éliminé (Semaine 1)  | Éliminé (Semaine 1)  | Éliminé (Semaine 1)  | Éliminé (Semaine 1)  | Éliminé (Semaine 1)  | Éliminé (Semaine 1)  | Éliminé (Semaine 1)  |
| Yohei       | D         | Éliminé (Semaine 1) | Éliminé (Semaine 1) | Éliminé (Semaine 1) | Éliminé (Semaine 1) | Éliminé (Semaine 1) | Éliminé (Semaine 1)  | Éliminé (Semaine 1)  | Éliminé (Semaine 1)  | Éliminé (Semaine 1)  | Éliminé (Semaine 1)  | Éliminé (Semaine 1)  | Éliminé (Semaine 1)  | Éliminé (Semaine 1)  | Éliminé (Semaine 1)  |

Légende :
- Vainqueur signifie que le candidat remporte la finale, donc la douzième saison de Top Chef.
- Q« Q » (pour Qualifié) signifie que le candidat s'est qualifié pour la semaine suivante à l'issue des épreuves qualificatives précédant l'épreuve de la dernière chance (ou à n'importe quel moment de l'épisode si celui-ci ne contient pas d'épreuve de la dernière chance).
- S« S » (pour Sauvé) signifie que le candidat s'est retrouvé sur la sellette à l'issue des épreuves qualificatives, mais a été repêché par son chef de brigade avant l'épreuve de la dernière chance.
- DC« DC » (pour Dernière chance) signifie que le candidat a participé à l'épreuve de la dernière chance, mais a été sauvé.
- D« D » (pour Défaite) signifie que le candidat est éliminé à l'issue de l'épisode.

Notes :
1. ↑  Sarah faisait partie de la brigade rouge jusqu'au 6e épisode inclus.
2. ↑  Pierre faisait partie de la brigade violette jusqu'au 4e épisode inclus.
3. ↑  Bruno faisait partie de la brigade jaune jusqu'au 5e épisode inclus.
4. ↑  Arnaud faisait partie de la brigade jaune jusqu'au 8e épisode inclus et a été candidat solitaire au cours du 9e épisode.
5. ↑  Thomas faisait partie de la brigade jaune jusqu'au 8e épisode inclus.

1. ↑  Le premier épisode ayant pour vocation la composition des brigades, les candidats désignés comme vainqueur de l'épreuve sont en fait ceux qui ont intégré une brigade.
2. ↑  Cet épisode marque le « retour des éliminés ». Une réorganisation quasi complète des brigades est alors effectuée et il n'y a pas d'épreuve de la dernière chance.
3. ↑  Étant donné que la traditionnelle « guerre des restos » est organisée cette semaine, seule cette épreuve a lieu.
4. ↑  Les quarts de finale se déroulent sur le même principe que les saisons précédentes. C'est-à-dire qu'un marathon culinaire est organisé. Les candidats participent aux épreuves qui leur permettent de décrocher des pass. Dès qu'un candidat remporte deux pass, il se qualifie pour la demi-finale et arrête de participer aux épreuves. Les épreuves se poursuivent jusqu'à ce qu'il ne reste plus qu'un seul candidat, qui est alors éliminé.
5. ↑  La demi-finale se déroule sur le même principe que les saisons précédentes. C'est-à-dire que chaque candidat impose une épreuve à ses adversaires. Après dégustation à l'aveugle, un classement est établi. Si le candidat qui a proposé l'épreuve est imbattable, il ne marque pas de point, mais empêche les autres d'en marquer. Si certains candidats le battent, ils marquent un point. Les deux candidats qui cumulent le plus de points à l'issue des trois épreuves se qualifient pour la finale.
6. ↑  Mohamed remporte un premier pass lors de la quatrième épreuve de ces quarts de finale (14e épisode) et un second pass lors de l'épreuve coup de feu (15e épisode). Il se qualifie donc pour la demi-finale.
7. ↑  À l'issue de cette demi-finale, Mohamed cumule deux points, remportés lors de la deuxième et troisième épreuve (16e et 17e épisode). Il se qualifie donc pour la finale.
8. ↑  Sarah remporte un premier pass lors de la troisième épreuve de ces quarts de finale (14e épisode) et un second pass lors de la cinquième épreuve (15e épisode). Elle se qualifie donc pour la demi-finale.
9. ↑  À l'issue de cette demi-finale, Sarah cumule un seul point, remporté lors de la première épreuve (16e épisode). Elle se retrouve ainsi à égalité avec Matthias. Michel Sarran les départage à l'aveugle et choisit Sarah, qui se qualifie donc pour la finale.
10. ↑  Matthias remporte un premier pass lors de la première épreuve de ces quarts de finale (13e épisode) et un second pass lors de la sixième épreuve (15e épisode). Il se qualifie donc pour la demi-finale.
11. ↑  À l'issue de cette demi-finale, Matthias cumule un seul point, remporté lors de la deuxième épreuve (16e épisode). Il se retrouve ainsi à égalité avec Sarah. Michel Sarran les départage à l'aveugle et choisit Sarah. Matthias est donc éliminé.
12. ↑  Pierre est éliminé à l'issue du 4e épisode, puis réintègre le concours après la deuxième épreuve du 8e épisode (retour des éliminés).
13. ↑  Pierre ne remporte qu'un seul pass lors de la deuxième épreuve de ces quarts de finale (13e épisode). Il ne se qualifie donc pas pour la demi-finale et est éliminé.
14. ↑  Bruno est éliminé à l'issue du 5e épisode, puis réintègre le concours après la deuxième épreuve du 8e épisode (retour des éliminés).
15. ↑  Charline ayant gagné Objectif Top Chef, elle intègre directement la brigade de Philippe Etchebest, sans passer par la phase de "sélections" du premier épisode. Elle rejoint donc sa brigade dès le deuxième épisode.

## Résumés détaillés

### 1erépisode
Cet épisode est diffusé en intégralité pour la première fois le 10 février 2021, une partie de l'épisode ayant exceptionnellement été mise à disposition de téléspectateurs sur certains abonnements, dès le 8 février 2021.
Quatorze candidats s'affrontent pour tenter d'intégrer les quatre brigades, la gagnante d'Objectif Top Chef, Charline Stengel, étant déjà intégrée dans la brigade bleue de Philippe Etchebest. Les candidats sont répartis en deux groupes qui disputent chacun une épreuve différente.

#### 1reépreuve: une assiette sucrée
Dans le premier groupe, les sept candidats qui s'affrontent sont Baptiste, Chloé, Jarvis, Matthias, Mohamed, Thomas et Yohei. Ils doivent chacun réaliser, en deux heures, une assiette sucrée. À l'issue de l’épreuve, quatre candidats sont sélectionnés dans les brigades, les trois autres étant envoyés en dernière chance.
Pendant les préparations, les chefs visitent les postes pour rencontrer les candidats. Après chaque rencontre, les chefs votent sur une tablette pour exprimer leurs premières impressions sur les recettes et les façons de travailler. Les votes prennent la forme de points de couleur donnés anonymement par chaque chef. Un point vert () signifient qu'ils sont intéressés par ce que fait le candidat ; un point orange () qu'ils demandent à voir pour être convaincus ; un point rouge () qu'ils ne sont pas intéressés. Les candidats découvrent ensuite ce vote pendant qu'ils travaillent, afin de savoir s'ils sont encouragés ou s'ils doivent inverser la tendance. Ce système était déjà utilisé lors de la saison précédente.
Le tableau ci-après détaille les préparations des candidats, ainsi que les votes obtenus :
| Candidat | Bases de son assiette | Votes                                                         | Intitulé du plat                    |
| -------- | --- | ------------------------------------------------------------- | ----------------------------------- |
| Baptiste | Café, cardamome, topinambour et fruit de la passion | Point orange. · Point orange. · Point orange. · Point rouge.  | Topinambours café cardamome passion |
| Chloé    | Gâteau à la vapeur, compotée de poires, crème de sarrasin, sauce caramel et jus de poire, crumble et jaune d'œuf confit                                    | Point vert. · Point vert. · Point vert. · Point orange.       | Poire Sarrasin Caramel              |
| Jarvis   | Compotée d'oignons, crème brûlée au foin, tuile de crêpe de sarrasin et quenelle de lait ribot                                                             | Point vert. · Point vert. · Point vert. · Point vert.         | Goûter avec mamie                   |
| Matthias | Billes de pommes caramélisées, compote de pommes au vinaigre de cidre, crème fumée au foin, crumble, crêpes dentelles aux noix et crème diplomate au curry | Point vert. · Point vert. · Point vert. · Point rouge.        | Pommes au curry                     |
| Mohamed  | Crémeux caramel-vanille, caramel au beurre salé, pommes caramélisées et flambées au calvados, churros, tuile de pain                                       | Point rouge. · Point rouge. · Point rouge. · Point rouge.     | La splash tatin                     |
| Thomas   | Granola, courge, caramel de beurre de cacahuètes, badiane, pickles de courge butternut (revisite de la pumpkin pie)                                        | Point orange. · Point orange. · Point orange. · Point orange. | La tarte courge à 3 h du matin      |
| Yohei    | Revisite de mochi, sans riz | Point vert. · Point vert. · Point rouge. · Point rouge.       | Les mochi à ma façon                |

À l'issue des dégustations, Philippe Etchebest est le seul à retenir Matthias, qui intègre donc sa brigade. Michel Sarran choisit Thomas, qui intègre la brigade jaune. Baptiste est sélectionné par Hélène Darroze et Paul Pairet ; il décide d'intégrer la brigade violette. Hélène Darroze effectue un nouveau choix et s'arrête sur Chloé. Les trois candidats restants : Jarvis, Mohamed et Yohei sont envoyés en dernière chance.

#### 2eépreuve: un plat populaire revisité
Dans le second groupe, les sept candidats qui s'affrontent sont Adrien, Arnaud, Bruno, Mathieu, Pauline, Pierre et Sarah. Ils disposent de deux heures, pour revisiter un plat populaire. Les préparations se déroulent, comme pour la première épreuve, avec un vote d'encouragement des chefs.
Le tableau ci-après détaille les préparations des candidats, ainsi que les votes obtenus :
| Candidat | Bases de son assiette | Votes                                                        | Intitulé du plat                             |
| -------- | --- | ------------------------------------------------------------ | -------------------------------------------- |
| Adrien   | La ratatouille : soupe de ratatouille, tortellini farcis aux légumes, tomates snackées                                                              | Point orange. · Point rouge. · Point rouge. · Point rouge.   | Ratatouille gastronomique                    |
| Arnaud   | La bouillabaisse : gravelax de saint-pierre, mousseline de lotte, rascasse poêlée, pommes pailles, rouille à l'ail et salade d'herbes               | Point orange. · Point rouge. · Point rouge. · Point rouge.   | Ma bouillabaisse                             |
| Bruno    | Le jambon-beurre : crème de jambon blanc, brunoise de jambon et cornichons, gelée de pain brûlé, siphon baguette beurrée et pommes soufflées        | Point vert. · Point vert. · Point vert. · Point vert.        | Le jambon beurre                             |
| Mathieu  | Les moules-frites : feuilles de brick farcies de moules crues, céleri et oignons, mayonnaise de moules crues et billes de pommes de terre           | Point vert. · Point vert. · Point vert. · Point vert.        | Finger moules frites mayo                    |
| Pauline  | Le hachis parmentier : pommes de terre, effiloché de joue de bœuf, sauce au chimichurri, purée au beurre, huile de persil, tuile de pommes de terre | Point vert. · Point orange. · Point orange. · Point rouge.   | Hachis Parmentier sauce chimichurri bouillon |
| Pierre   | Le pad thai : tartare de langoustines, tuile croustillante de riz, condiment cacahuète épicé, condiment tamarin et émulsion de langoustines.        | Point vert. · Point vert. · Point vert. · Point orange.      | Pad thai Nakap                               |
| Sarah    | Le poireau vinaigrette : raviole végétale de poireaux, farce de cœurs de poireaux au poivre, condiment d'herbes, huile de verts de poireaux         | Point orange. · Point orange. · Point orange. · Point rouge. | Poireaux fumés et lait de chèvre aux anchois |

À l'issue des dégustations, Hélène Darroze est la seule à retenir Sarah, qui intègre donc sa brigade. Philippe Etchebest choisit Mathieu, qui est ainsi le troisième et dernier candidat de la brigade bleue. Pierre est sélectionné par Paul Pairet et Michel Sarran ; il décide d'intégrer la brigade violette. Michel Sarran effectue un nouveau choix et s'arrête sur Bruno. Les trois candidats restants, Adrien, Arnaud, Pauline sont envoyés en dernière chance.

#### Dernière chance: la carotte

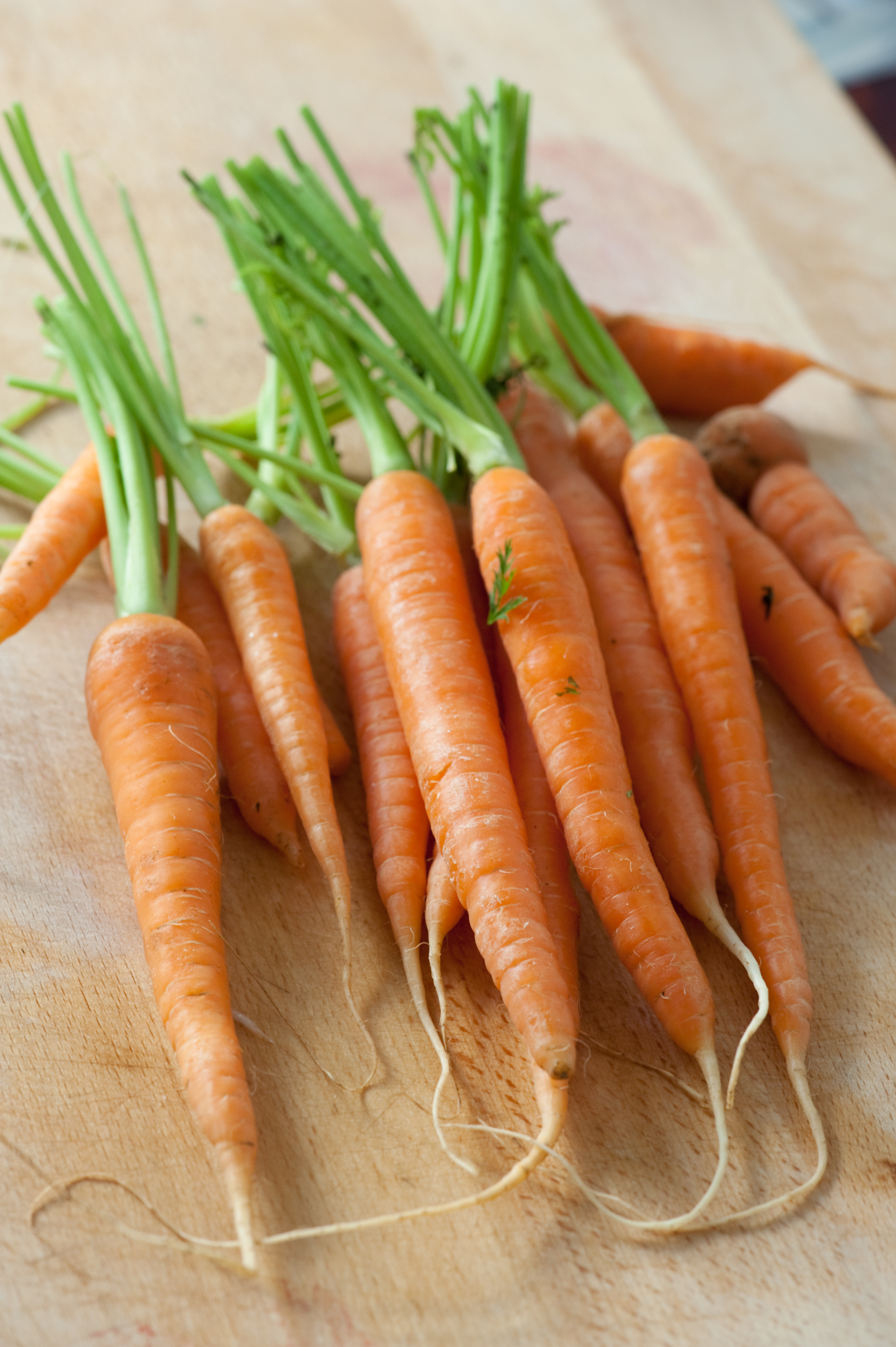
La carotte est le thème de cette première dernière chance de la saison.

Pour la dernière chance, les six candidats non qualifiés s'affrontent. Ils ont une heure pour réaliser une assiette autour de la carotte. Les plats sont ensuite dégustés à l'aveugle par les quatre chefs.
Adrien, Arnaud, Jarvis, Mohamed, Pauline et Yohei réalisent chacun un plat, qu'ils intitulent respectivement : La carotte dans tous ses éclats, Tajine de carottes de la tête au pied, Carottes aigre-doux, De Paris à Manille, Carotte épicée au cumin, et Autour de la carotte.
Après les dégustations, Stéphane Rotenberg annonce qu'une fois que les brigades seront complétées, un dernier candidat sera qualifié par le jury en tant que « candidat solitaire ». Il n’intégrera pas de brigade et affrontera seul les autres équipes pendant la suite du concours. Ce principe a été introduit dans la saison précédente.
Les chefs dévoilent ensuite leur choix : Hélène Darroze est la seule à avoir choisi le plat de Mohamed, qui vient donc compléter la brigade rouge. Paul Pairet et Michel Sarran ont tous les deux sélectionné le plat de Pauline, qui choisit d'intégrer la brigade de Paul Pairet. Michel Sarran qualifie en second choix le plat d'Arnaud. Toutes les brigades sont ainsi complètes.
Il ne reste plus que trois candidats non qualifiés : Adrien, Jarvis et Yohei. Les quatre chefs sont invités à se concerter pour départager les trois assiettes restantes. Après délibération, ils sélectionnent à l'unanimité le plat de Jarvis. Celui-ci devient donc le candidat solitaire et revêt un tablier Top Chef aux revers de manches blancs.
Adrien et Yohei sont finalement éliminés, sans avoir intégré de brigade,.

### 2eépisode
Cet épisode est diffusé pour la première fois le 17 février 2021.
Les treize candidats en compétition sont partagés en deux groupes, qui disputent chacun une épreuve différente. Cette disposition était déjà en place, lors de la précédente saison.

#### 1reépreuve: le jardin de légumes

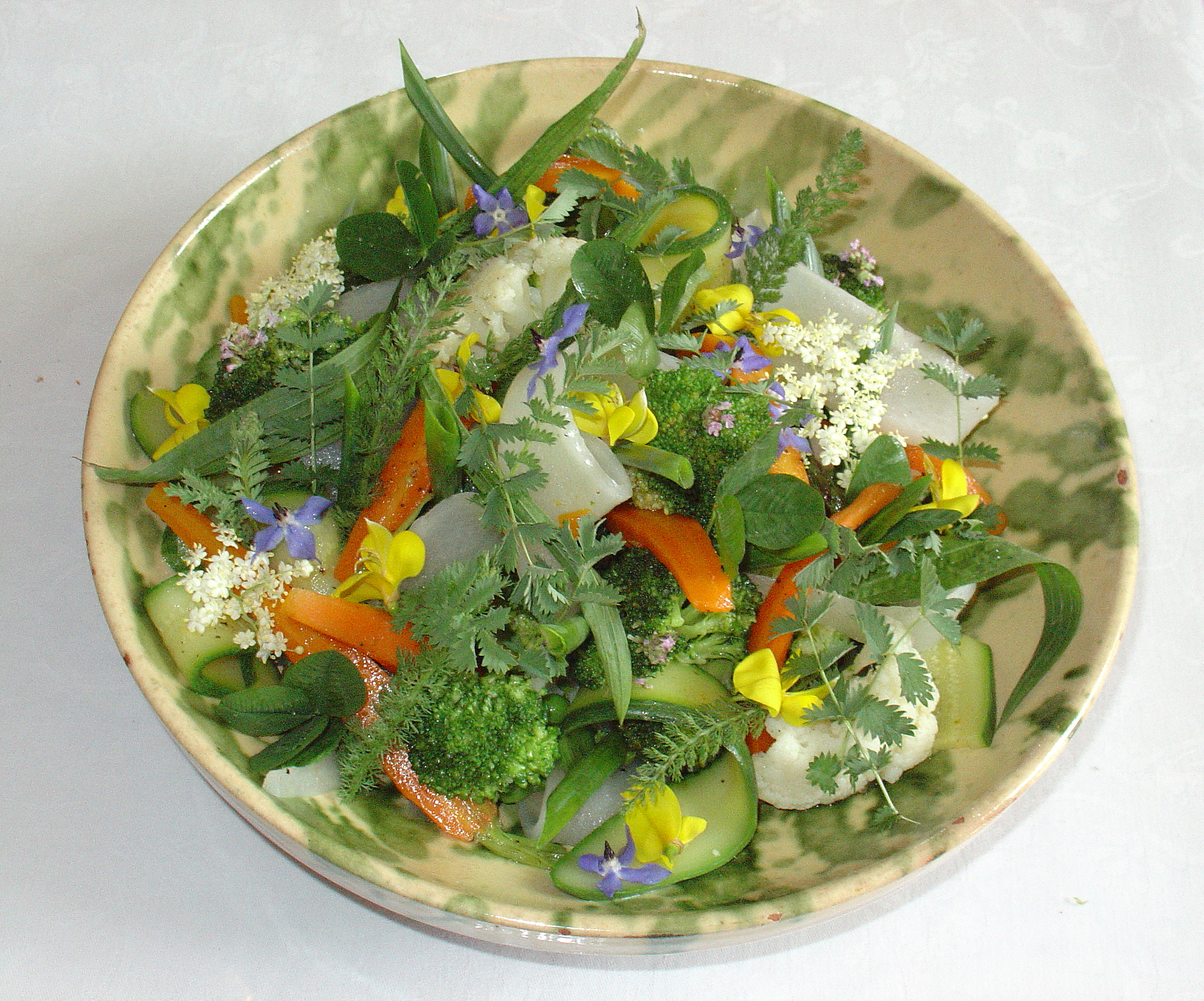
Une salade de légumes (ici, le Gargouillou de Michel Bras), thème de la première épreuve.

Pour la première épreuve, le premier groupe de candidats se trouve dans les cuisines de Top Chef. Ils participent à une épreuve imaginée par le chef japonais triplement étoilé, Kei Kobayashi, sur la base de l'un de ses plats signature : le jardin de légumes croquants (une salade composée de 40 légumes). Les candidats sont jugés par Gilles Goujon, l'un des mentor du chef japonais. Il leur est demandé de respecter les caractéristiques du plat originel : un dressage soigné et la présence des quatre saveurs : sucré, salé, acide, amer, ainsi que l'umami, qui est présenté comme « l'harmonie parfaite ». Après dégustation, le chef choisira deux assiettes, et qualifiera ainsi les candidats les ayant réalisées.
Deux candidats ont été sélectionnés dans chaque brigade pour participer à cette épreuve et travaillent en binôme :
- Michel Sarran décide d'associer Arnaud et Thomas, qui travaillent une salade au gel d’estragon, cerfeuil, échalotes, pickles de tomates, betterave, poireaux grillés, condiments de mizuna et bouillon de tomates brûlées, céleri, ail et fenouil, qu'ils intitulent Potager à 4 mains ;
- Philippe Etchebest choisit Mathieu et Charline, qui réalisent un plat à base de tomates passées au barbecue, blettes, carottes, crème de maïs, aubergines, vinaigrette aux agrumes et groseilles, qu'ils intitulent Harmonie ;
- Hélène Darroze réunit Sarah et Mohamed, qui choisissent d'intituler leur assiette à base de betterave, pickles de radis piquants, condiment iodé aux moules, feuilles d’huîtres, crème d’herbes, huile de fanes de carottes, Jardin potager ;
- Pauline et Baptiste sont réunis par Paul Pairet et ces derniers travaillent des artichauts, choux-fleurs, pâtissons, poireaux, pâte de citron, nougatine, herbes, mousse oignons curry, dans une assiette intitulée Jardin du Taj Mahal.

À l'issue de la dégustation, le chef Goujon choisit d'abord l'assiette pour laquelle il a eu un coup de cœur : le potager à 4 mains, qualifiant ainsi Arnaud et Thomas de la brigade jaune pour la semaine suivante. Il choisit en second le jardin du Taj Mahal, permettant à Baptiste et Pauline, de la brigade Pairet, de se qualifier. Les autres candidats se retrouvent sur la sellette.

#### 2eépreuve: le cœur coulant

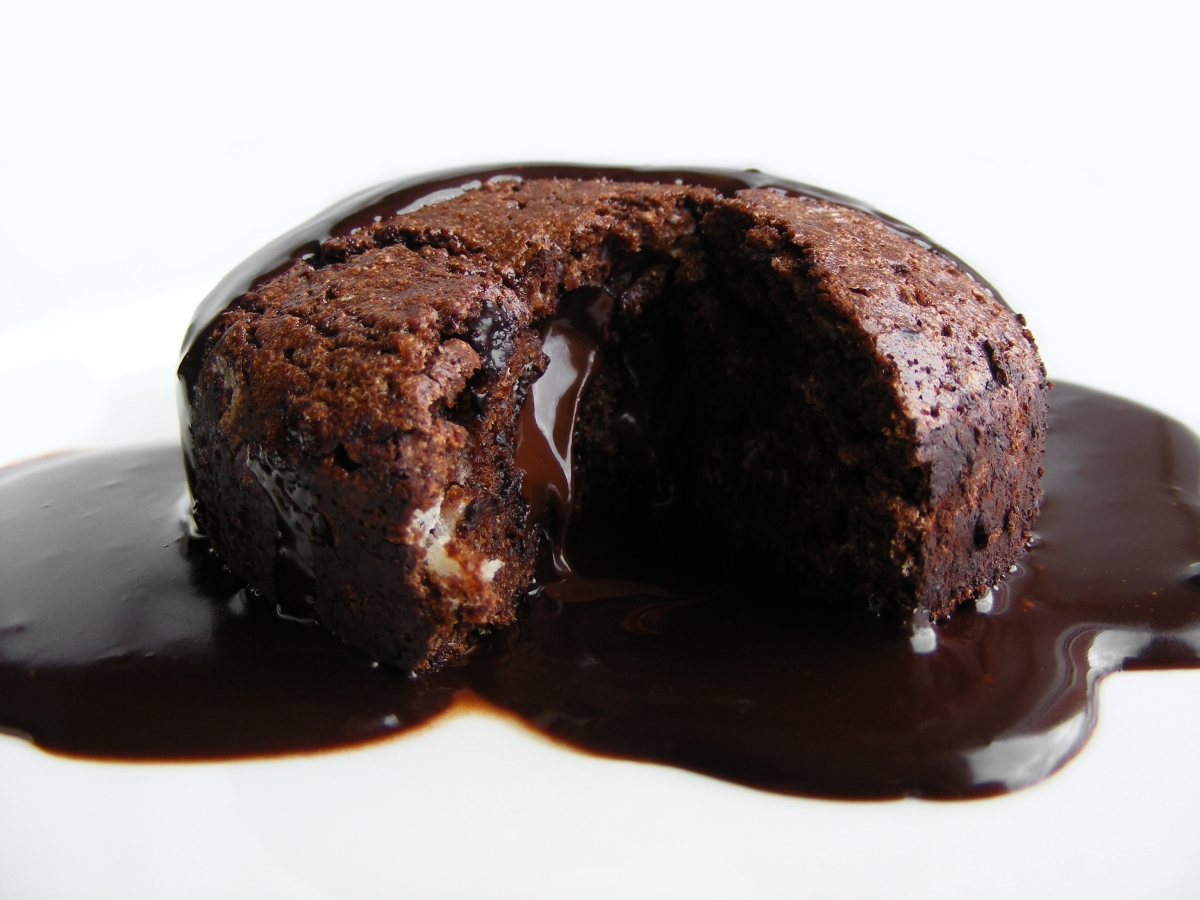
Le cœur coulant au chocolat sert d'inspiration à cette deuxième épreuve.

Pour la deuxième épreuve, le deuxième groupe de candidats se retrouve à Laguiole, fief des chefs Sébastien et Michel Bras. En s'inspirant de la recette du cœur coulant au chocolat, inventée par Michel Bras, les candidats doivent réaliser leur interprétation du cœur coulant, en version sucrée ou salée. Après dégustation, Sébastien et Michel choisiront les deux assiettes qu'ils ont préférées, qualifiant ainsi les candidats les ayant réalisées.
Les candidats n'ayant pas pris part à la première épreuve participent à celle-ci :
- Matthias pour la brigade Etchebest, qui travaille un jus de cœurs de canard, farce fine de volaille aux champignons et purée de champignons, intitulant cette assiette Ceci n’est pas une métaphore : Cœur de canard cèpes et herbes mystérieuses ;
- Bruno pour la brigade jaune, qui travaille une raviole de polenta, cœur crémeux fromage-cèpes, mousse florale et herbacée et intitule son plat Ravioles de polenta, coulant champignons, mousse herbacée ;
- Chloé chez les rouges, qui intitule son plat Fallafel sauce incluse en travaillant un falafel aux lentilles épicées et cœur coulant sauce blanche à base de yaourt, ail, citron et herbes aromatiques ;
- Pierre pour la brigade Pairet, qui travaille une crème d’anguille emprisonnée dans une gelée betterave, meringue à l'aneth, intitulant l'assiette En-guille Flottante ;
- Jarvis, le candidat solitaire, a choisi de participer à cette épreuve et travaille des pommes duchesse, farce aux champignons, crème d’oseille et intitule l'assiette Pommes duchesse coulis oseille.

À l'issue de la dégustation, les deux chefs choisissent d'abord l'assiette : Ravioles de polenta, coulant champignons, mousse herbacée, qualifiant ainsi Bruno de la brigade jaune pour la semaine suivante. Il choisit en second l'En-guille Flottante, permettant à Pierre, de la brigade Pairet, de se qualifier. Les autres candidats se retrouvent sur la sellette, sauf Jarvis, qui est directement envoyé en dernière chance.

#### Dernière chance: le filet de bœuf

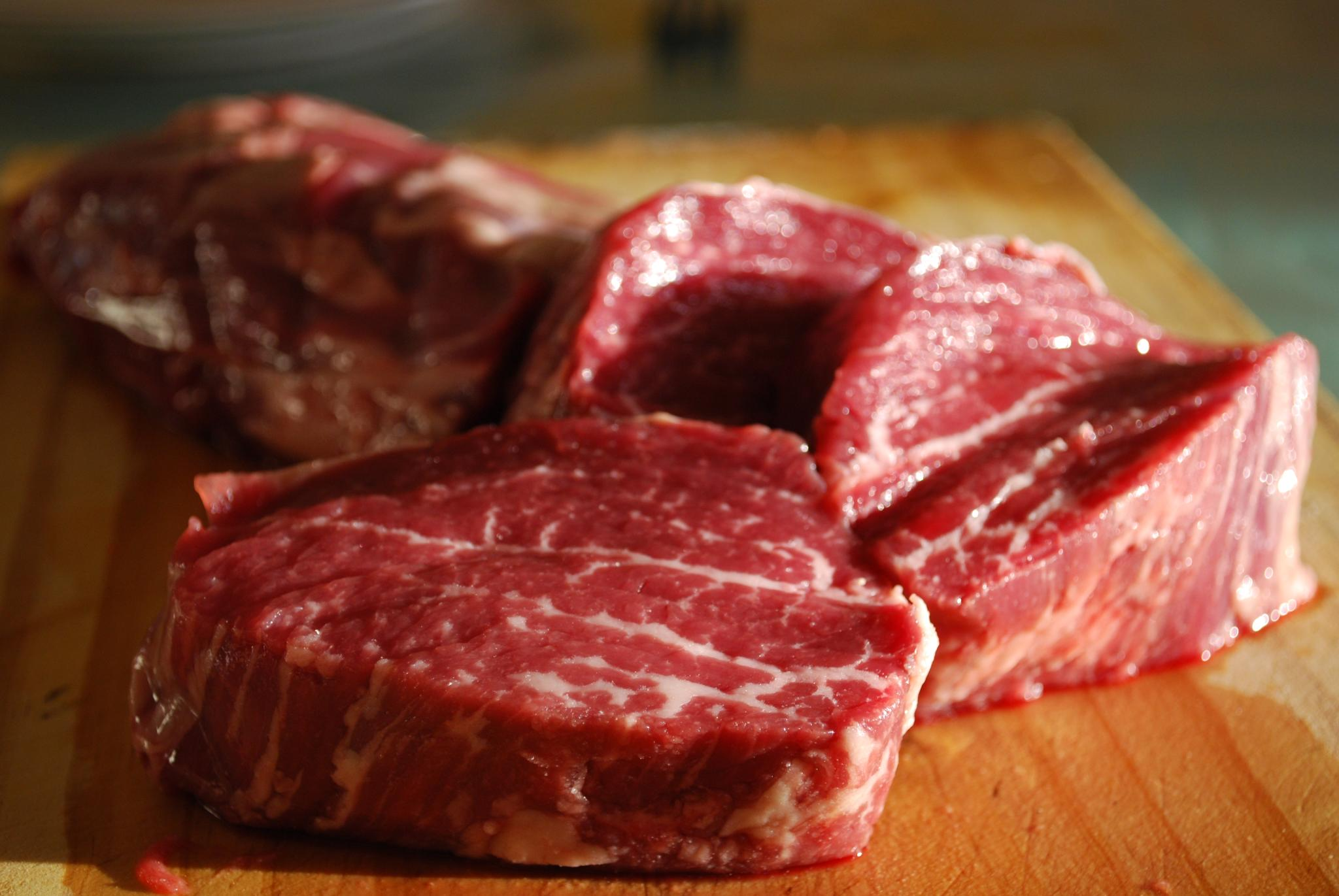
Un filet de bœuf, thème de cette dernière chance.

Les candidats des brigades de Paul Pairet et Michel Sarran ont tous été qualifiés lors des deux premières épreuves. Philippe Etchebest et Hélène Darroze doivent choisir le candidat qu'ils envoient en dernière chance. Pour la brigade rouge, la cheffe Darroze choisit Mohamed, qualifiant de fait Sarah et Chloé. Pour la brigade bleue, le chef Etchebest choisit Matthias, qualifiant ainsi Mathieu et Charline. Les deux candidats rejoignent Jarvis, qui ne s'est pas qualifié lors de la deuxième épreuve, et qui a donc directement été envoyé en dernière chance.
Les candidats disposent d'une heure pour cuisiner le filet de bœuf. Mohamed réalise une assiette à base de : tataki de bœuf, bouillon aromatique au céleri-branche, champignons et citronnelle, qu'il intitule Bœuf en tataki, bouillon à la citronnelle. Matthias réalise une assiette à base de : filet de bœuf rôti, tartare, jambon et jus de bœuf, céleri et fruits rouges, qu'il intitule Bœuf céleri framboise et basilic. Enfin, Jarvis réalise une assiette à base de : filet de bœuf en tartare, oursins, huîtres, moules, crème au jus de moules, chips de feuille de brick, qu'il intitule Tartare terre/mer, émulsion iodée.
Après la dégustation, les chefs dévoilent l'assiette qu'ils ont préférée : Bœuf céleri framboise et basilic, permettant ainsi à Matthias de se qualifier. La deuxième assiette qualifiée est celle de Mohamed. Par conséquent, Jarvis est éliminé, sans avoir intégré de brigade,,,,.

### 3eépisode
Cet épisode est diffusé pour la première fois le 24 février 2021.
Les douze candidats restants s'affrontent autour de deux épreuves.

#### 1reépreuve: la pomme de terre sucrée ou salée

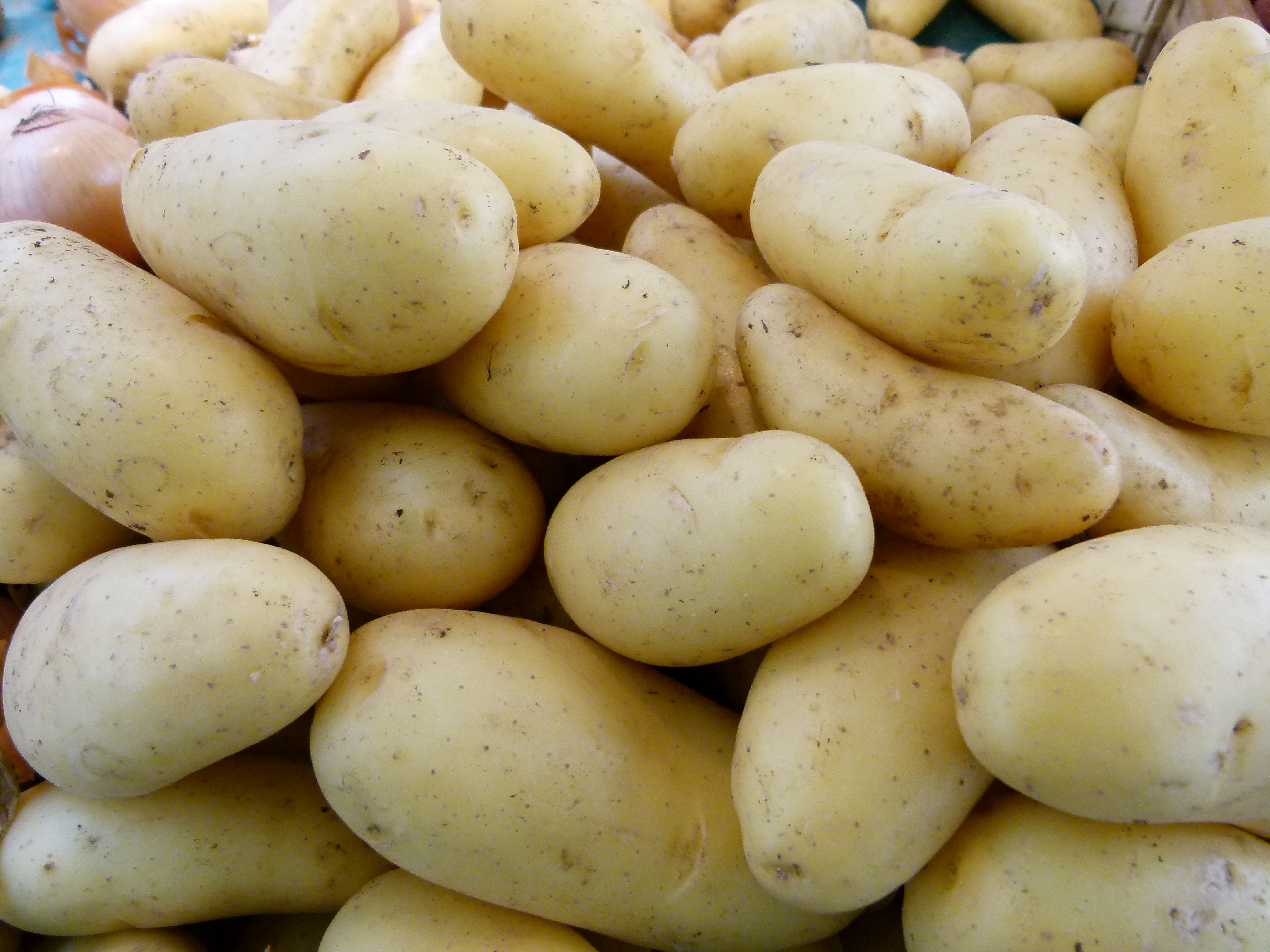
Des pommes de terre, thème de cette première épreuve.

La première épreuve se déroule dans les cuisines de Top Chef. Pour celle-ci, les brigades au complet s'affrontent, autour d'un produit unique : la pomme de terre. Ils sont jugés par les chefs doublement étoilés Jérôme Banctel et Sébastien Vauxion. Les brigades Pairet et Sarran s'affrontent autour de la pomme de terre en version sucrée et les brigades Darroze et Etchebest autour d'une version salée. Les chefs dégustent à l'issue de chaque duel et la brigade ayant réalisé la meilleure assiette est qualifiée dans son intégralité pour la semaine suivante, l'autre participant à la deuxième épreuve.
Pour le plat sucré, les brigades réalisent :
- Pour la brigade jaune, un mille-feuille de pomme de terre, crème, gaufrettes, billes de pommes de terre au miel et gel de vinaigre de cidre, jus miel-orange intitulé La patate dans ta bouche ;
- Pour la brigade violette, un mille-feuille de pomme de terre, tuile de pomme de terre à la fève tonka, crème pâtissière infusée avec les peaux de pomme de terre, caramel, pickles de prune, jus de prune à la bière intitulé Y’a pas vraiment millefeuille.

Pour le plat salé, les brigades réalisent :
- Pour la brigade rouge, des pommes de terre cuites dans une bisque, rouille, siphon de pomme de terre au citron, tartare de langoustines, spaghettis et poudre de peau de pomme de terre intitulé Pomme de terre à l’armoricaine et spaghetti au jus ;
- Pour la brigade bleue, des pommes de terre roulées au lard, purée de rattes, émulsion pomme de terre/ail, condiment rouille à base d'huître et herbes et tuile de pomme de terre intitulé Pomme de terre, huître et cochon.

À l'issue de la dégustation, les deux chefs choisissent, pour le plat sucré : Y’a pas vraiment millefeuille, de la brigade violette ; et, pour le plat salé : Pomme de terre à l’armoricaine et spaghetti au jus, de la brigade rouge. Ainsi, sont qualifiés, d'une part Baptiste, Pauline et Pierre et d'autre part Chloé, Mohamed et Sarah. Les autres candidats participent à la deuxième épreuve.

#### 2eépreuve: le trompe-l'œil

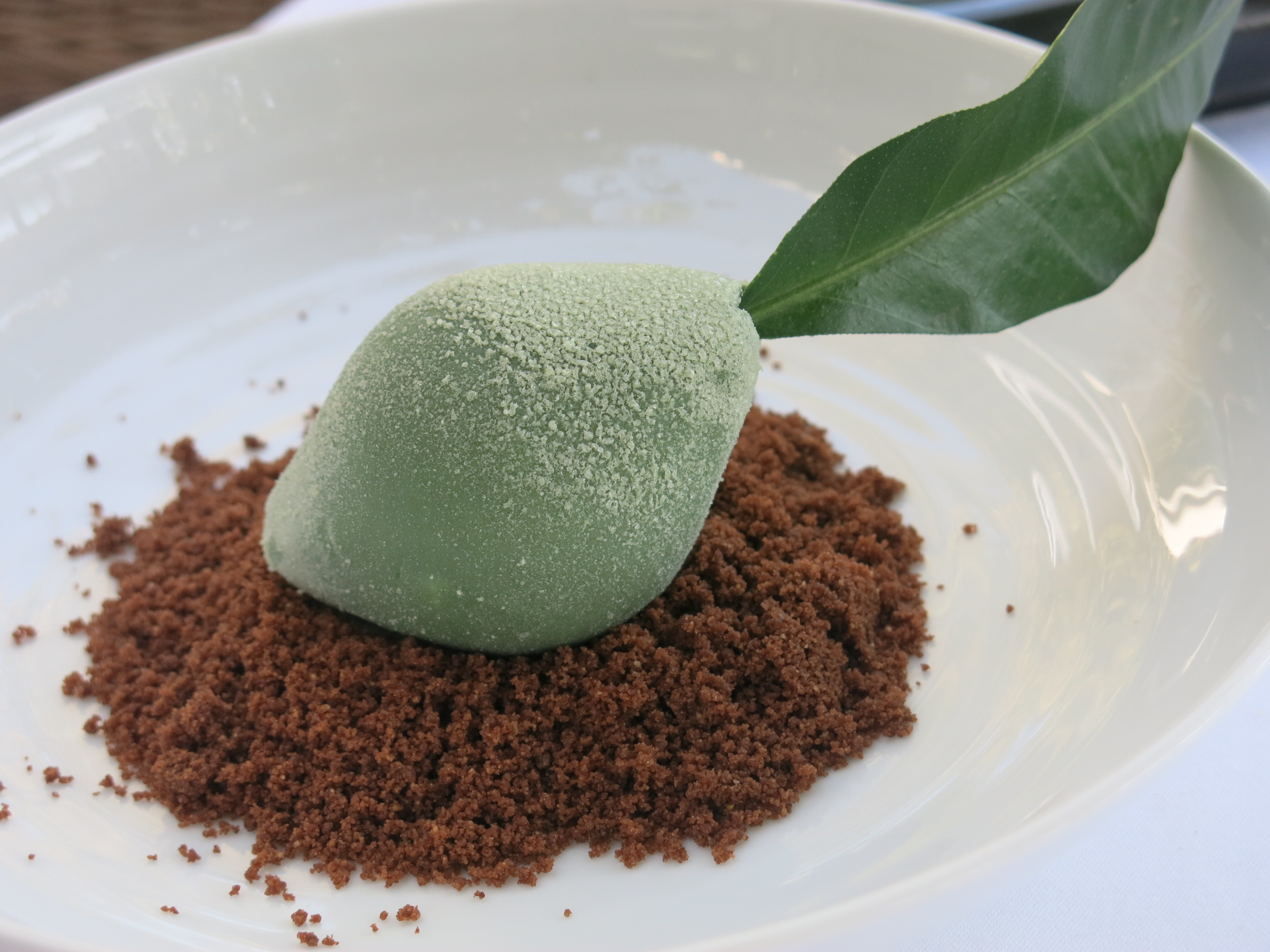
Un trompe-l'œil culinaire (ici, un citron vert), thème de cette deuxième épreuve.

Cette deuxième épreuve se déroule dans les cuisines de Top Chef. Elle est imaginée et jugée par le chef espagnol doublement étoilé Andoni Aduriz. Il demande aux candidats, en deux heures, de réaliser un plat en trompe-l'œil, avec, en visuel, une assiette ne paraissant pas comestible, mais qui contraste totalement avec le goût. Dans les six assiettes proposées, le chef commencera par en éliminer une simplement au visuel, puis, après dégustation, désignera la meilleure, qualifiant le candidats l'ayant réalisé, tous les autres étant placés sur la sellette.
Les candidats réalisent les plats suivants :
- Charline réalise une bougie en trompe-l'œil, avec un biscuit génoise, croustillant feuillantines, crémeux chocolat-cacahuète, enrobage chocolat blanc qu'elle intitule Vela Dulce ;
- Pour Mathieu, c'est une balade à la mer, avec tarte au citron meringuée pimentée, pâte sablée, crémeux au citron vert, meringue, infusion de citron, coriandre et poivre de timut, qu'il intitule Vamos a la playa ;
- Matthias travaille un chandelier, avec des rillettes de maquereaux fumés, insert pimenté aux anchois et aux olives, glaçage chocolat blanc et beurre de cacao, allumette de pâte brisée, piment et tomate, intitulé Tiens-moi la chandelle ;
- Arnaud décide de travailler une cuvette de toilettes, avec un crémeux au chocolat noir avec du piment d'Espelette, infusion de thé noir, cannelle, gingembre et amaretto, biscuit Joconde fourré à la nougatine de cacahuètes, feuille de lait, qu'il intitule sobrement Cuvette des toilettes ;
- Une éponge est travaillée par Bruno, avec une focaccia au curry, un sponge cake au basilic, mousse et émulsion de burrata, condiment anchois, olives et câpres qu'il intitule Vaisselle après une pizza ;
- Enfin, Thomas réalise un cigare, avec un biscuit vanillé, mousse à la fève de tonka, crémeux praliné, enrobage au cacao, crumble de lait en poudre déshydraté, qu'il intitule Le cendrier du lendemain.

À l'issue de la pré-sélection au visuel, le chef élimine l'assiette Papier toilette, réalisée par Arnaud. Après dégustation, il désigne le plat Tiens-moi la chandelle comme étant le meilleur, qualifiant de fait Matthias. Tous les autres candidats sont placés sur la sellette.

#### Dernière chance: la poire
Pour cette dernière chance, seuls Michel Sarran et Philippe Etchebest ont des candidats sur la sellette. Ils choisissent respectivement d'envoyer Arnaud et Mathieu. Les deux candidats ont une heure pour travailler un plat autour de la poire.
Arnaud réalise une assiette à base de : poires pochées, quartiers de poires rôties au beurre, pickles de peau de poire et pain toasté au beurre, qu'il intitule La bonne poire. Mathieu réalise une assiette à base de : poires caramélisées en pickles et cuites au barbecue, faisselle au citron vert et cidre, huile de cerfeuil, qu'il intitule Ma poire bien aimée.
Après la dégustation, les quatre chefs dévoilent l'assiette qu'ils ont préférée : La bonne poire, permettant ainsi à Arnaud de se qualifier. Par conséquent, Mathieu est éliminé,,,.

### 4eépisode
Cet épisode est diffusé pour la première fois le 3 mars 2021.
Les onze candidats toujours en compétition s'affrontent autour de deux épreuves.

#### 1reépreuve: un dessert de boulanger

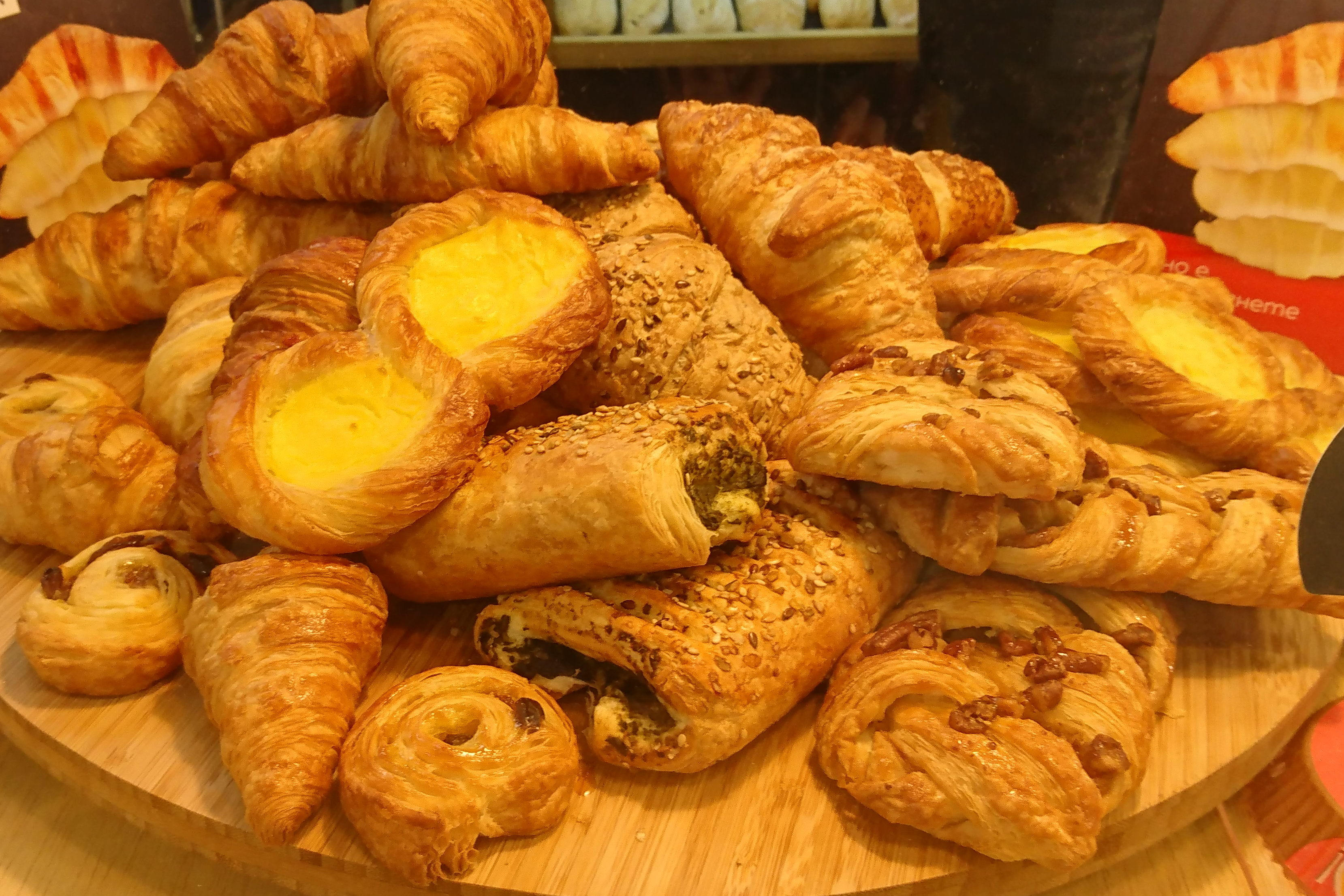
Des produits de la boulangerie (ici, des viennoiseries), thème principal de cette première épreuve.

La première épreuve se déroule dans les cuisines de Top Chef. Pour celle-ci, les brigades au complet s'affrontent. Elle est imaginée et jugée par Brandon Dehan, chef pâtissier d'un restaurant trois étoiles et élu « pâtissier de l'année 2020 ». Il demande aux candidats de réaliser un dessert, mais avec un garde-manger uniquement composé de produits de la boulangerie (du pain, des viennoiseries, etc.). Ils disposent, pour ce faire, d'une heure trente. À l'issue de l'épreuve, le chef déguste les plats, et la brigade ayant réalisé la meilleure assiette est qualifiée dans son intégralité pour la semaine suivante, les brigades se classant en deuxième et troisième position, participant à la deuxième épreuve et enfin, celle arrivant en dernière position étant directement envoyée sur la sellette.
À l'issue de la dégustation, Brandon Dehan établit le classement suivant (de la moins bonne à la meilleure assiette) : Bodding aux poires après le ski, Avec ceci ?, Croissant aux amandes de nos sorties d’école, Tatin de croissant, crème levure et multigraines. Ainsi, sont directement qualifiés Arnaud, Bruno et Thomas de la brigade jaune pour la semaine suivante. Les candidats de la brigade rouge et violette participent à la deuxième épreuve, et Charline et Matthias sont directement envoyés sur la sellette.

#### 2eépreuve: le soufflé

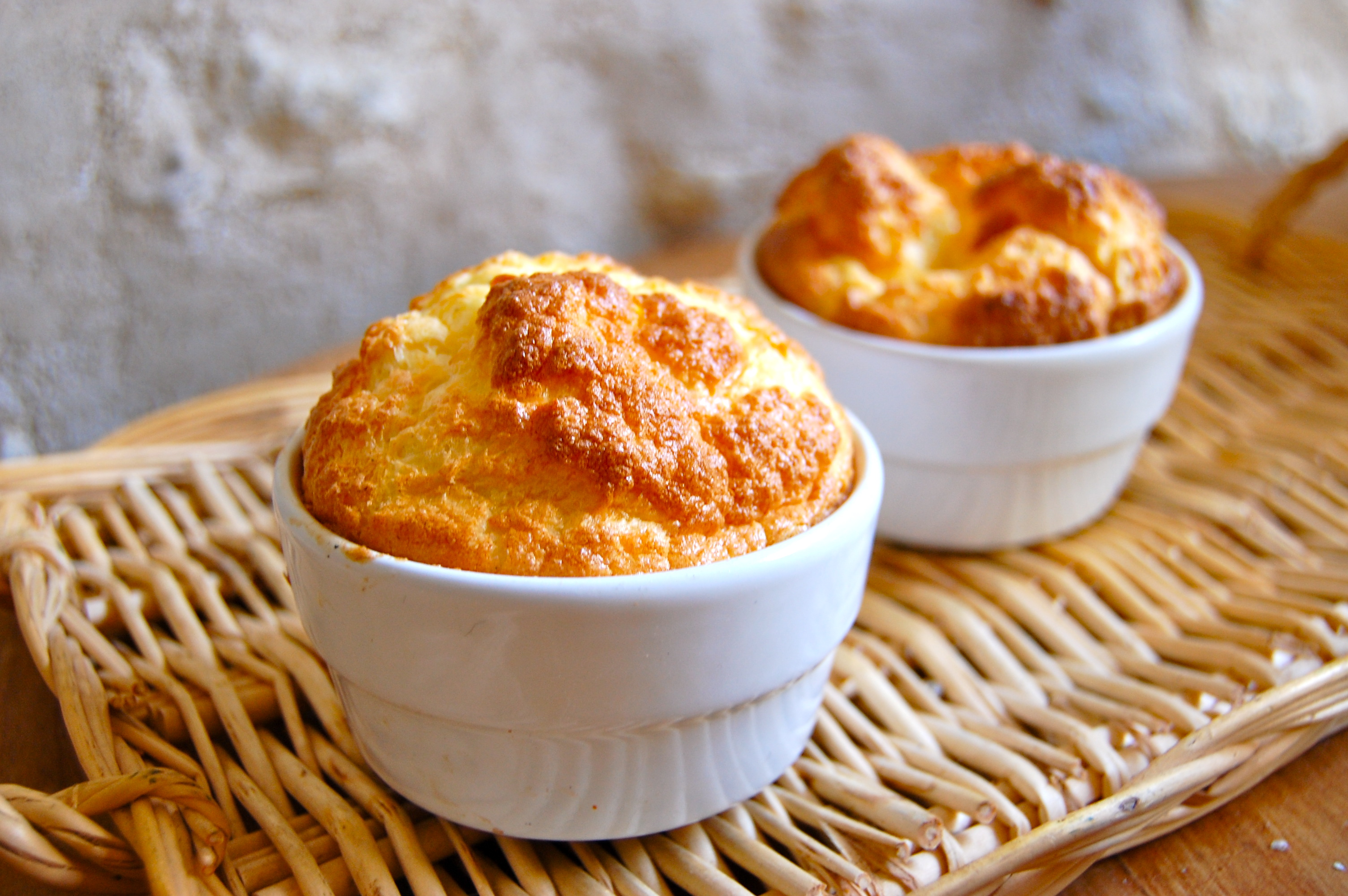
Un soufflé (ici, au fromage), thème de cette épreuve.

Pour cette deuxième épreuve, les candidats s'affrontent individuellement, et sont jugés par le chef 16 étoiles Pierre Gagnaire. Elle fait appel à la créativité et la technique des candidats, qui disposent d'une heure pour réaliser un soufflé, une recette qui demande une grande précision. Étant donné qu'un soufflé doit être dégusté directement à la sortie du four, les candidats participent à l'épreuve à tour de rôle et le chef déguste à l'issue de la prestation de chaque candidat. Le premier candidat dans l'ordre de passage est directement placé sur le podium. Ensuite, le chef décide si le soufflé qu'il vient de déguster, est meilleur que celui placé précédemment sur le podium, le détrônant de fait ; et ainsi de suite, jusqu'à que tous les candidats aient réalisé leur assiette. Le candidat se trouvant sur le podium à la fin de l'épreuve étant alors qualifié pour la semaine suivante, les autres candidats étant envoyés sur la sellette.
Après dégustation de toutes les assiettes, c'est Baptiste de la brigade violette qui parvient à se qualifier. Tous les autres candidats étant envoyés sur la sellette.

#### Dernière chance: la tomate
Pierre est éliminé,,,,.

### 5eépisode
Cet épisode est diffusé pour la première fois le 10 mars 2021.

#### 1reépreuve:Qui peut battre?
Pour cette première épreuve les brigades sont mélangées et les candidats s'affrontent dans la classique épreuve du Qui peut battre ? Habituellement, ils sont en concurrence avec le chef Philippe Etchebest seul, mais pour cette saison, ce dernier est accompagné de Paul Pairet. Les brigades disposent d'1 h 30 pour réaliser un plat autour du fromage. Les deux chefs ont le même objectif, mais ne disposent que de 45 min. À l'issue de l'épreuve, un classement à l'aveugle est établi par les chefs Darroze et Sarran, et tous les candidats se classant au-dessus des chefs Etchebest et Pairet se qualifient directement pour la semaine suivante. Les autres participant à la deuxième épreuve.

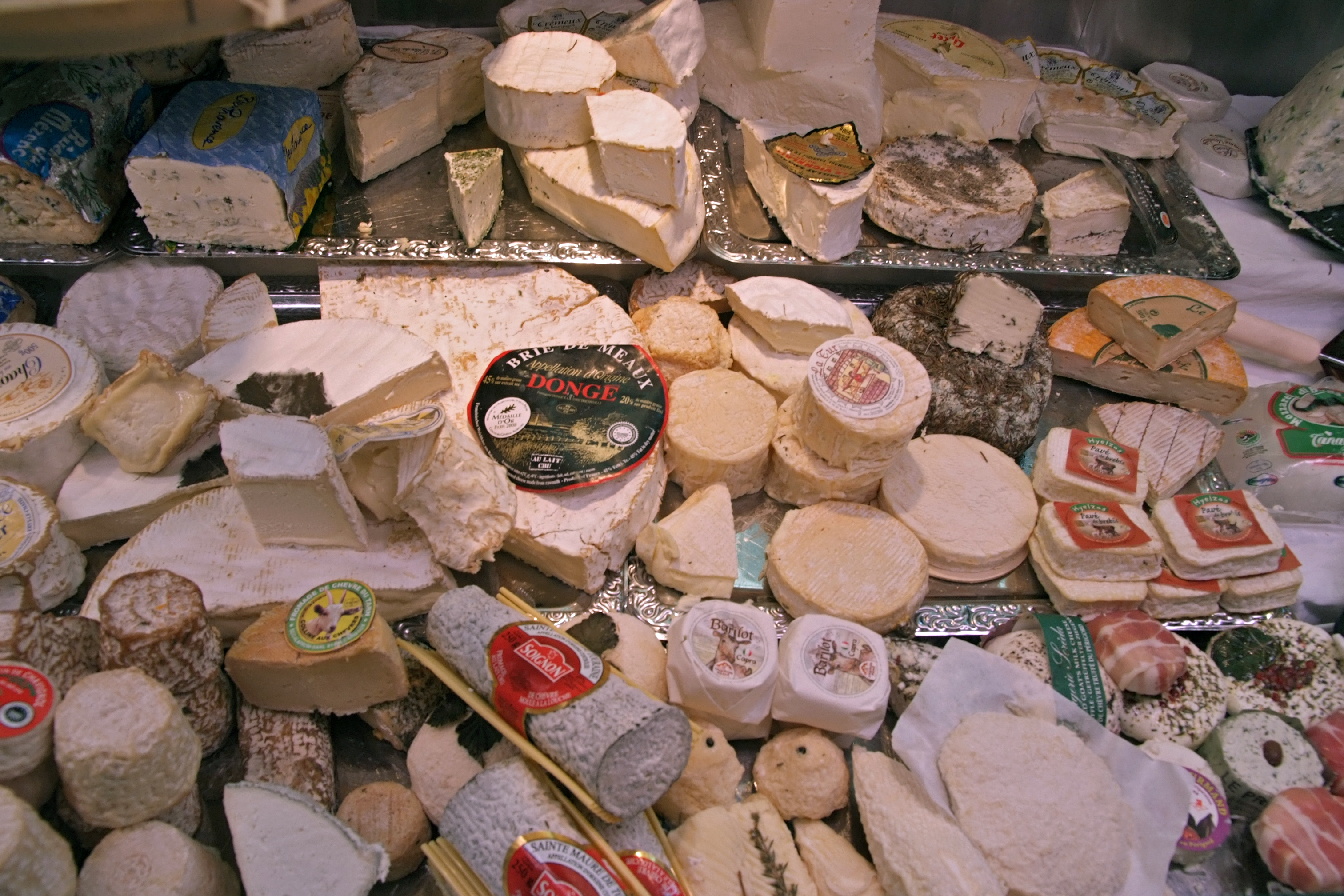
Pour cette épreuve du Qui peut battre ?, les candidats doivent réaliser une assiette à base de fromage.

Les candidats réalisent les plats suivants :
- Sarah (brigade Darroze) et Thomas (brigade Sarran) travaillent un millefeuille de beaufort-champignons, crackers avec purée de champignons et roquefort, bouillon de croûtes de parmesan et chutney de raisins blancs. Ils intitulent leur assiette Pressé de beaufort et champignons.
- Baptiste (brigade Pairet) et Mohamed (brigade Darroze) choisissent de revisiter la pizza quatre fromages, en réalisant un crémeux au Sainte-maure-de-touraine, un siphon scamorza, une émulsion de parmesan, du râpé de roquefort, un condiment piment-tomate, une pâte soufflée et de la poudre de pain ; et intitulent leur plat 4 fromages piment.
- Matthias (brigade Etchebest) et Chloé (brigade Darroze) intitulent leur assiette Comté, figues, harissa au pain brûlé, dans laquelle ils ajoutent une tuile et un siphon de comté, une gelée de croûtes et de pain brûlé, des figues et de la harissa au pain brûlé.
- Arnaud (brigade Sarran) et Pauline (brigade Pairet) travaillent de l'oignon caramélisé, un crémeux de rocamadour, une raviole de beaufort, une mousse scamorza, ainsi que des feuilles de pissenlit et pourpier, dans une assiette qu'ils intitulent Raviole de fromage frais, émulsion scamorza, mousse beaufort.
- Charline (brigade Etchebest) et Bruno (brigade Sarran) proposent un siphon mimolette, velouté de butternut, palets de céleri, tuiles de fromage ainsi qu'une marmelade orange et noisettes. Ils intitulent leur plat Velouté de Butternut et crémeux mimolette.
- Enfin, Philippe Etchebest et Paul Pairet intitulent leur plat Le Beau et le Fort, en travaillant un soufflé au beaufort, fourré avec une crème de beaufort, un voile de gelée de pomme, une tartine de cèpes et poitrine de porc gascon ainsi qu'un croustillant de parmesan.

À l'issue de l'épreuve, les quatre chefs se retrouvent et dégustent les assiettes à l'aveugle. Hélène Darroze et Michel Sarran ne se sont pas au courant que l'une des assiettes a été réalisée par les chefs Etchebest et Pairet. Après dégustation, les jurés classent les assiettes de la moins bonne à la meilleure, et seul les classements des chefs Darroze et Sarran sont pris en compte. Finalement, le duo Charline et Bruno se classe 2e ex-æquo avec les chefs et Thomas et Sarah terminent à la première place. Par conséquent, ils se qualifient pour le semaine suivante et les autres candidats participent à la deuxième épreuve.

#### 2eépreuve: la soupe

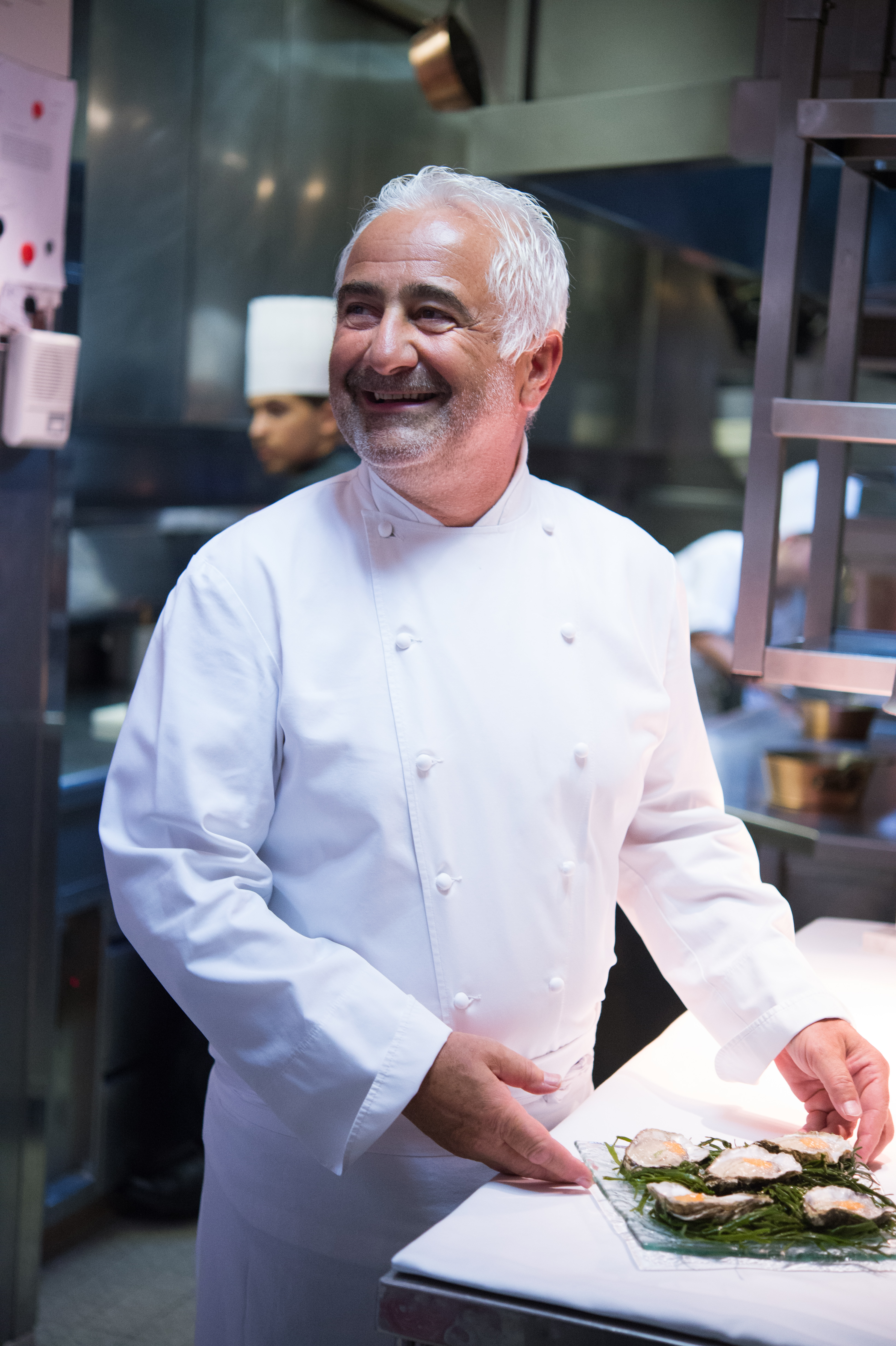
Le chef Guy Savoy propose et juge cette deuxième épreuve, placée sous le thème de la soupe.

Cette deuxième épreuve est proposée par le chef triplement étoilé Guy Savoy. Il demande aux candidats de sublimer la soupe et réaliser une assiette d'exception. Ils doivent aussi imaginer une façon originale de la dresser de sorte à surprendre le chef au moment de la dégustation. Pour ce faire, les candidats disposent d'1 h 30.
Les brigades au complet s'affrontent :
- Pour la brigade bleue, Matthias et Charline réalisent l'assiette Foie gras sous les cocotiers. Ils travaillent ainsi une soupe façon thaï, avec lait de coco, citronnelle, curry, combava, champignons et mangues sautés, écume de coco, et foie gras poêlé. Ils décident d'intégrer leur soupe dans une noix de coco vide, qu'ils vont percer au moment de la dégustation.
- Pour la brigade jaune, Bruno et Arnaud travaillent un bouillon de canard avec gingembre, citronnelle et pâte de miso, ainsi que des huîtres, du foie gras poêlé, du chou, et une gelée de champignons. Ils décident de faire infuser le bouillon à la minute, devant le chef, à l'aide d'une cafetière à siphon et intitulent leur assiette Bouillon de canard iodé, champignons et algues.
- Pour la brigade rouge, Chloé et Mohamed intitulent leur plat La poule qui mangeait du maïs, en travaillant un velouté de maïs et Saint-Jacques, un carpaccio de Saint-Jacques, du maïs grillé, de l'œuf et des pickles d'oignons rouges. Le duo décide de placer son velouté dans une coquille d'œuf préalablement vidée, qu'ils casseront devant le chef.
- Enfin, pour la brigade violette, Baptiste et Pauline préparent un bouillon fumé à base de poireaux, foin, anguille et lard, avec des billes de pommes de terre confites ainsi qu'un toast au beurre d'anguille. Ils font le choix de placer le bouillon directement dans une pomme de terre cuite et de fumer le tout, au foin, devant le chef. Ils intitulent leur plat Pomme de terre, anguille fumée cuite dans la braise.

À l'issue de la dégustation, le chef désigne l'assiette Foie gras sous les cocotiers comme étant la meilleure, qualifiant ainsi Matthias et Charline pour la semaine suivante. Les autres candidats se retrouvant sur la sellette.

#### Dernière chance: le magret de canard

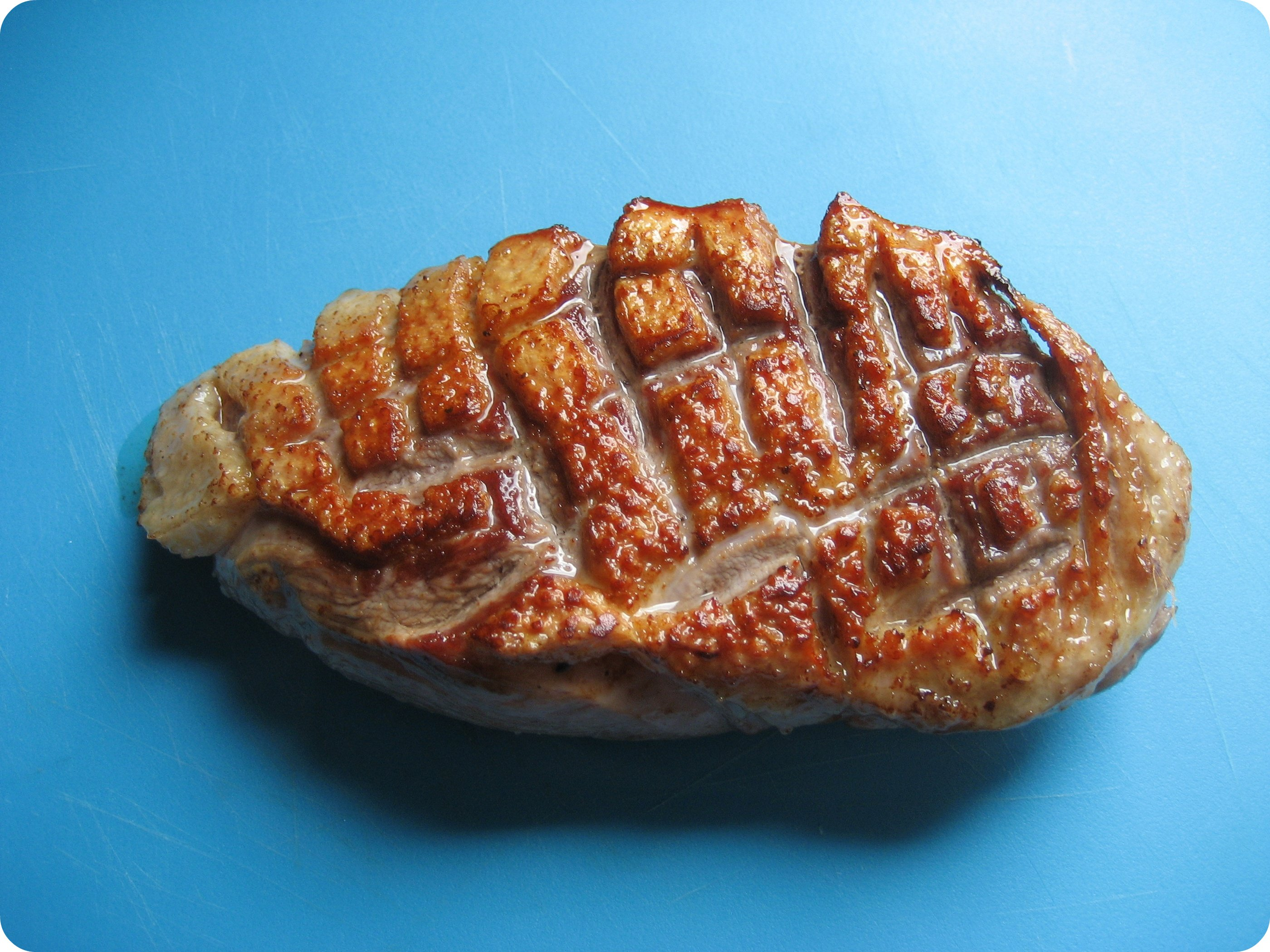
Un magret de canard (ici, cuit), thème de cette dernière chance.

Pour cette dernière chance, les chefs Darroze, Pairet et Sarran ont des candidats sur la sellette. Ils choisissent respectivement d'y envoyer Chloé, Baptiste et Bruno. Les trois candidats ont une heure pour travailler un plat autour du magret de canard.
- Chloé réalise une assiette à base de : magret de canard farci, céleri rôti, champignons, tuile de lin, chips de châtaigne, sauce au vin rouge, qu'elle intitule Magret des bois et jus de canard au vin rouge.
- Baptiste réalise une assiette à base de : magret de canard fumé, peau croustillante, jus de carotte-betterave-raisin-figue, qu'il intitule Magret fumé façon ceviche.
- Bruno réalise une assiette à base de : magret de canard aux épices, carottes au cumin, oignons au miel, purée de carottes au gingembre, jus aux épices, qu'il intitule Magret de canard, agrumes et épices.

Après la dégustation, les quatre chefs dévoilent qu'ils ont eu un coup de cœur pour l'assiette Magret fumé façon ceviche, qualifiant ainsi Baptiste. Ils indiquent ensuite que leur deuxième préférence va au Magret des bois et jus de canard au vin rouge, qualifiant ainsi Chloé. Par conséquent, Bruno est éliminé,,,,.

### 6eépisode
Cet épisode est diffusé pour la première fois le 17 mars 2021.

#### 1reépreuve: le riz
Pour cette première épreuve, les candidats sont répartis en binôme, excepté Chloé, qui reste seule. Le chef doublement étoilé Pascal Barbot leur demande de travailler une assiette ayant pour élément principal : le riz. Ils disposent pour cela d'1 h 30.

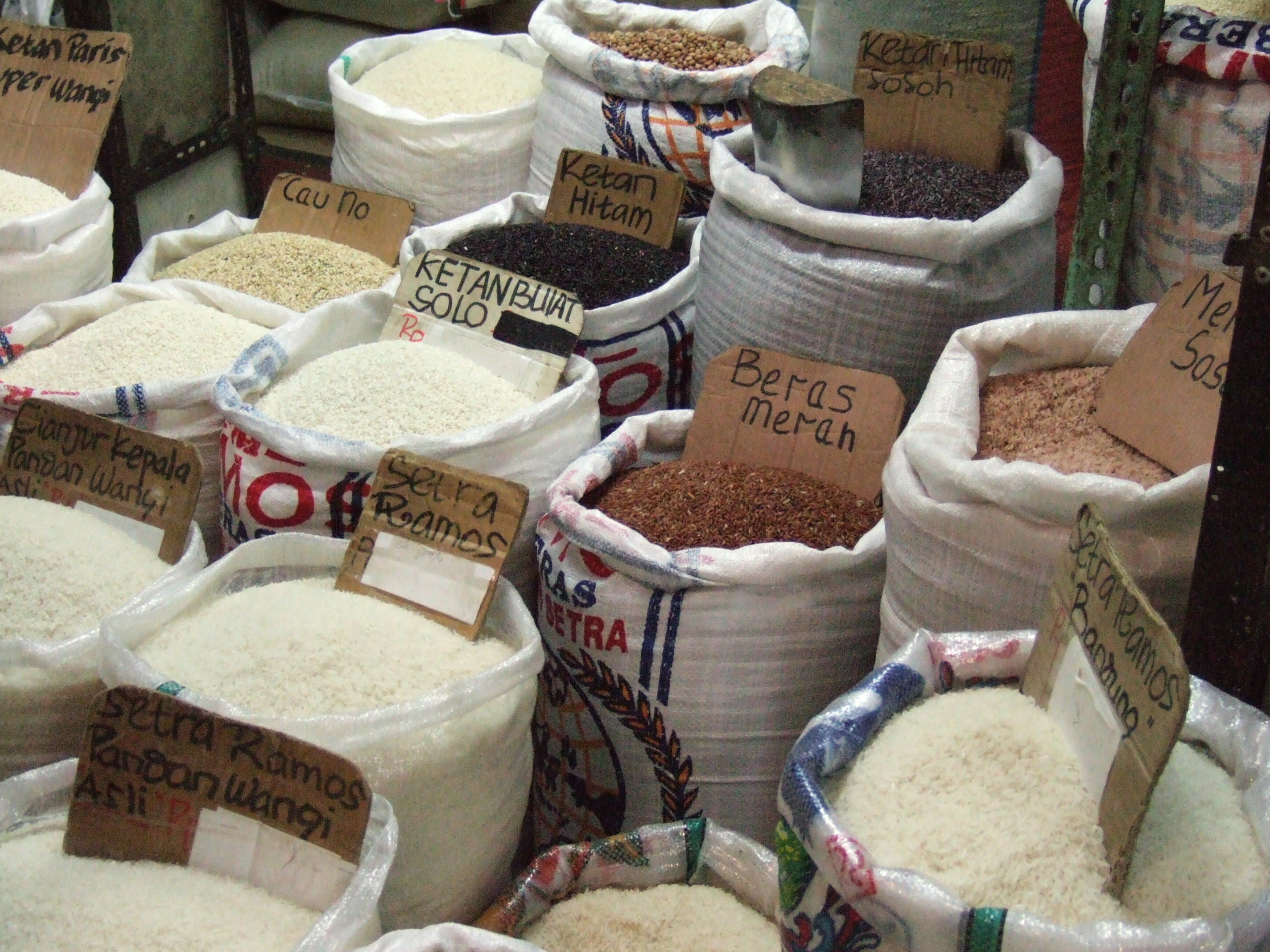
Différentes variétés de riz, thème de cette première épreuve.

Les candidats réalisent les plats suivants :
- Pour la brigade Darroze : Chloé décide de travailler le riz koshihikari, auquel elle ajoute du beurre blanc et trois condiments (riz-agrumes, riz-harissa et riz-herbes). Le tout complété par un bouillon de riz aux crevettes grise. Elle intitule cette assiette Riz Koshihikari et condiments liés au riz.
- Mohamed et Sarah de leur côté proposent une assiette en plusieurs services : bouillon congee, ravioles végétales farcies riz-agrumes et tartare de langoustines, tempura de riz. Ils intitulent leur plat L'Omakase de riz.
- Pour la brigade Pairet : Pauline et Baptiste intitulent leur assiette Onigiri maquereau aubergine et beurre blanc, puisqu'ils travaillent un onigiri de riz, farce maquereau-aubergine-orange, un beurre blanc miso, un siphon riz-algue nori, une tuile de riz noir et une raviole de riz.
- Pour la brigade Sarran : Arnaud et Thomas préparent un chou farci, riz rond et tartare de langoustines, ainsi qu'un siphon de riz vénéré, chips de riz et sauce crustacés. Ils intitulent cette assiette Riz rond et langoustines farcies, mousse vénéré et condiment agrumes.
- Pour la brigade Etchebest : Charline et Matthias intitulent leur plat Surprise de riz, langoustine et crevette. Ils cuisinent des boulettes de riz farcies à la langoustine et aux crevettes, riz vénéré soufflé et jus corsé de langoustine-piment. Le tout complété par un cordon de riz au guacamole, ainsi qu'un palet de riz croustillant.

À l'issue de l'épreuve, Pascal Barbot ainsi que son associé Christophe Rohat dégustent les assiettes à l'aveugle. Ils indiquent préférer les assiettes Surprise de riz, langoustine et crevette, ainsi que Riz Koshihikari et condiments liés au riz, réalisées respectivement par Chloé et Charline et Matthias. Ces trois candidats se qualifient ainsi directement pour la semaine suivante.

#### 2eépreuve: cuisson instantanée de produits de la mer
La deuxième épreuve, à laquelle participent tous les candidats qui ne se sont pas qualifiés lors de l'épreuve précédente, est imaginée et jugée par le chef espagnol Ángel León. Il leur demande de cuisiner des produits de la mer à l'aide d'un mode de cuisson instantané de leur invention, et qu'ils devront réaliser sous forme de show culinaire.

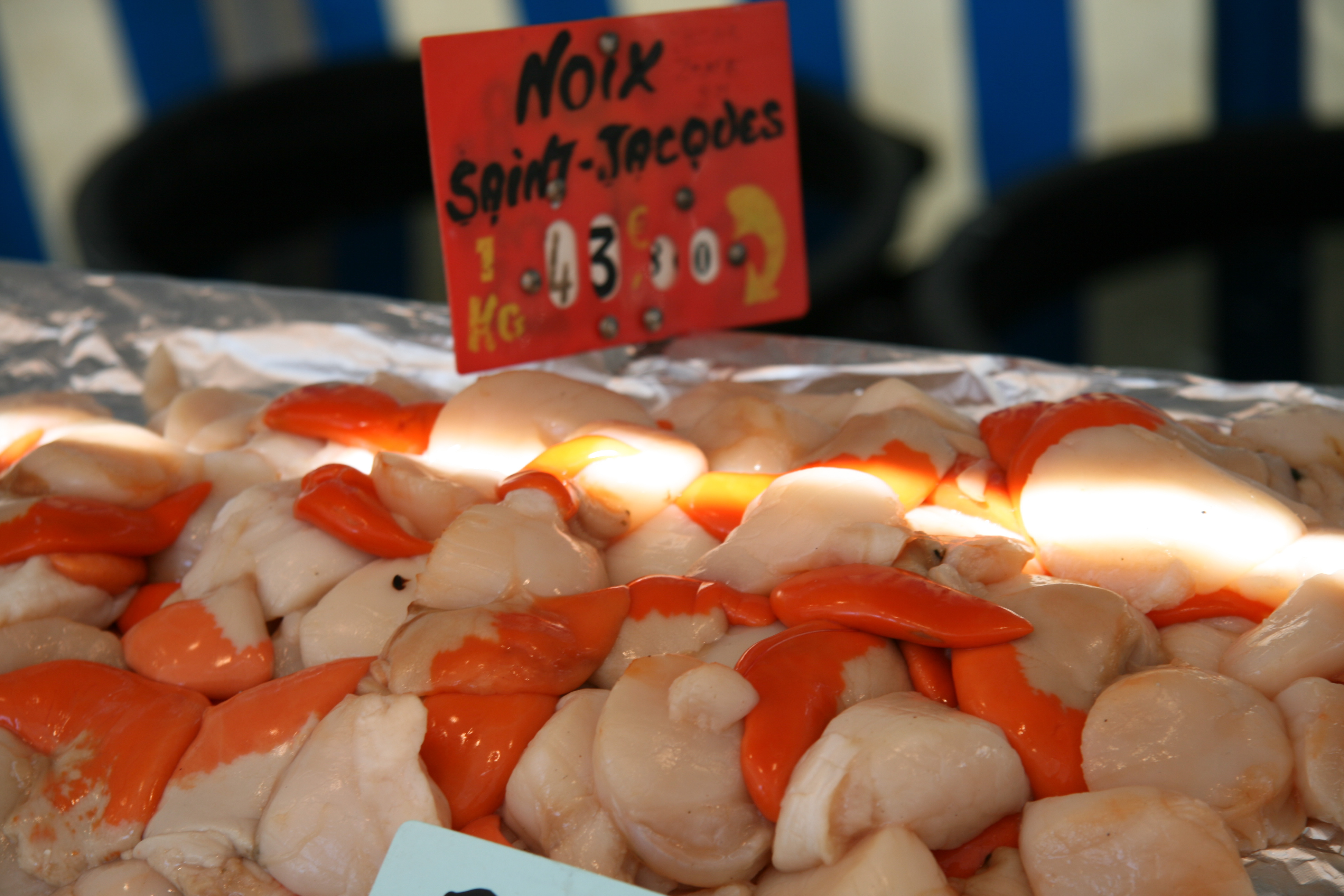
La Saint-Jacques est notamment travaillée par Baptiste et Arnaud, pour cette épreuve autour d'une cuisson instantanée innovante de produits de la mer.

Les candidats proposent les réalisations suivantes :
- Baptiste décide de cuire une Saint-Jacques enrobée de graisse de canard au calvados, sur un pavé parisien à haute température, le tout devant flamber. Il réalise en accompagnement une purée de butternut au miso ainsi qu'une salade butternut et sauce XO. Il intitule son plat Cuisson instantanée sur pavé parisien.
- Thomas veut cuire des gambas grâce à un choc thermique, en disposant celles-ci sur un lit de gros sel et en y versant un bouillon de crevettes épicé. La vapeur dégagée cuit les gambas et les imprègne en même temps des épices contenues dans le bouillon. Il ajoute une sphérification crème aigrelette et huile de ciboulette et intitule son assiette Gamberoso consommé de crevettes grises et sphérification crème aigrelette.
- Sarah réalise Les pieds dans le sable, en choisissant d'envelopper un bar dans une feuille de kombu, qu'elle place dans du sable chaud. Le tout accompagné de copeaux de céleri au sarrasin, tartare d'algues à la mélisse et beurre blanc aux algues.
- Arnaud, de son côté, choisit de placer des Saint-Jacques entre plusieurs pierres de lave, qu'il arrose de saké noix de coco. Il intitule ce plat Pierre de lave et réalise aussi un bouillon épicé d'algues, barbes de Saint-Jacques, champignons et pickles de choux.
- Pauline choisit de cuire un filet de rouget à l'aide d'un fer à caraméliser posé sur le poisson, avant de terminer la cuisson à l'aide d'un bouillon de poitrine de porc fumé. Pour compléter le tout, elle réalise une tartine de foie de rougets, pastèque grillée, salade iodée et un pesto basilic-shiso. Elle intitule sa réalisation Filet de rouget, pastèque grillée et bouillon au lard.
- Mohamed décide de cuire un pavé de saumon avec une pierre en terre cuite et du charbon, en le flambant au saké. Il intitule cette assiette Cuisson sur brique, et la complète par une purée de mangue et d'avocat, chutney échalote-soja et crème de hareng fumé.

Après dégustation des plats, le chef espagnol qualifie, dans l'ordre, les assiettes de : Baptiste, Thomas, Mohamed et Arnaud. Ces derniers sont donc qualifiés pour la semaine suivante et Sarah et Pauline sont directement envoyées en dernière chance.

#### Dernière chance: la moule

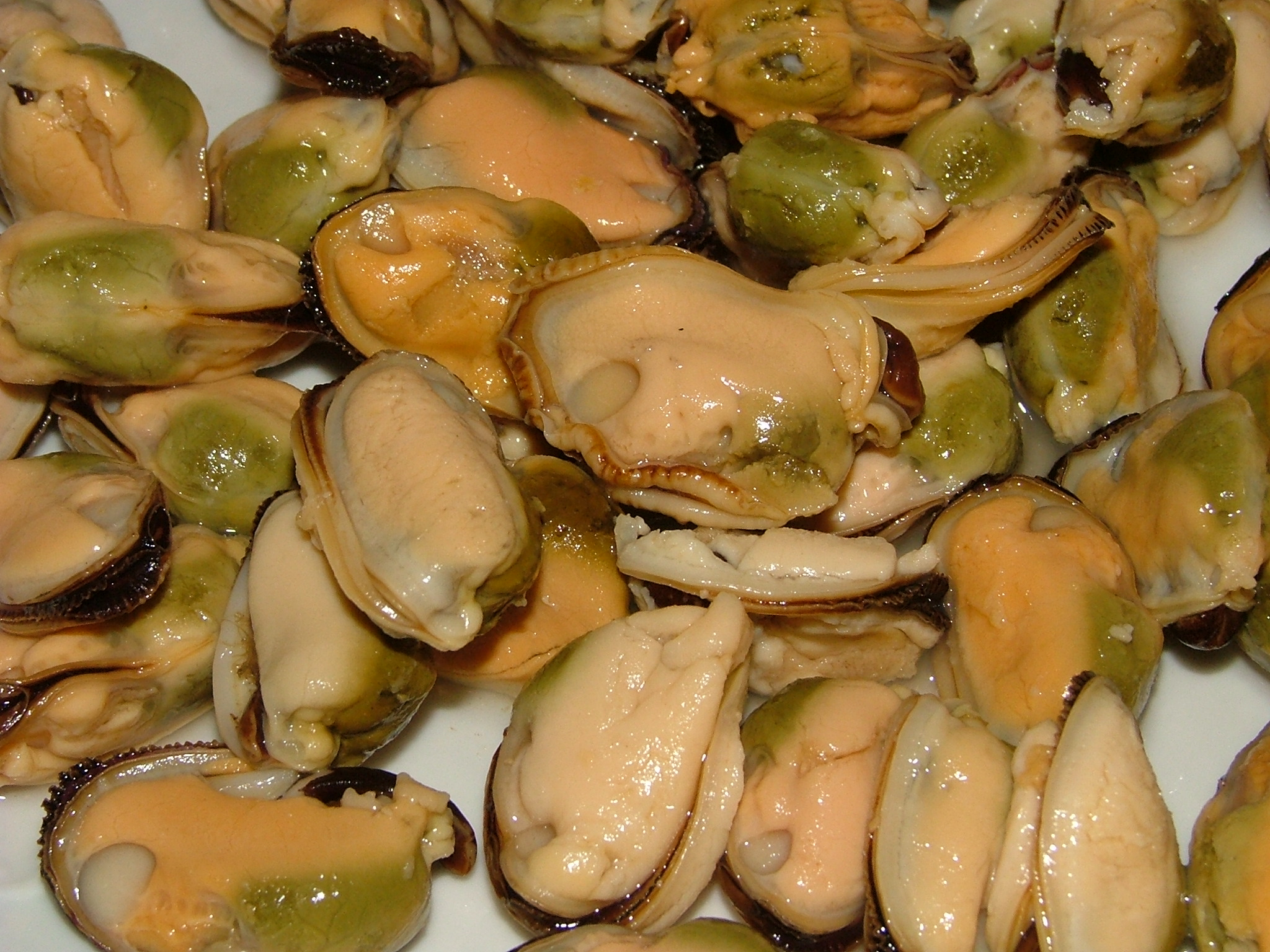
La moule est le thème de cette dernière chance en une bouchée.

Cette semaine, il n'y a pas de candidats sellette, puisque seules Sarah et Pauline ne sont pas qualifiées. L'occasion est ainsi donnée de rééquilibrer les brigades, puisque la candidate qui se qualifie (ré)intègrera la brigade violette. De fait, seul Paul Pairet déguste les yeux bandés et en une bouchée, les deux réalisations autour de la moule. Pour ce faire, Sarah et Pauline disposent de 45 minutes.
Elles réalisent les plats suivants :
- Sarah : jus de moule poivré, condiment feuille de capucine-céleri, moule farcie de poire hibiscus, purée de moule au vinaigre, qu'elle intitule Moule surprise.
- Pauline : moules vinaigre-salicorne, pickles de mûres, chutney de figue-gingembre, oignons au citron vert, émulsion de jus de moule, qu'elle intitule sobrement La moule.

À l'issue de la dégustation, le chef préfère la bouchée Moule surprise. Par conséquent, Pauline est éliminée et Sarah intègre la brigade violette,,,.

### 7eépisode
Cet épisode est diffusé pour la première fois le 24 mars 2021.

#### 1reépreuve: reproduire un plat de Glenn Viel
Pour cette première épreuve les candidats commencent par déguster un plat (Ris de veau boulé, carotte crue/cuite, jus amer) réalisé par Glenn Viel, qui se compose de carotte, ris de veau et d'une sauce, sans en savoir plus sur les étapes de la recette. Les candidats cuisinent en brigade et doivent reproduire le plus fidèlement possible le plat qu'ils viennent de déguster. Ils travaillent étape par étape (la carotte, le ris de veau puis la sauce) et un binôme est éliminé à chaque fois, jusqu'à qu'il n'en reste plus qu'un, qui se qualifie pour la semaine suivante.

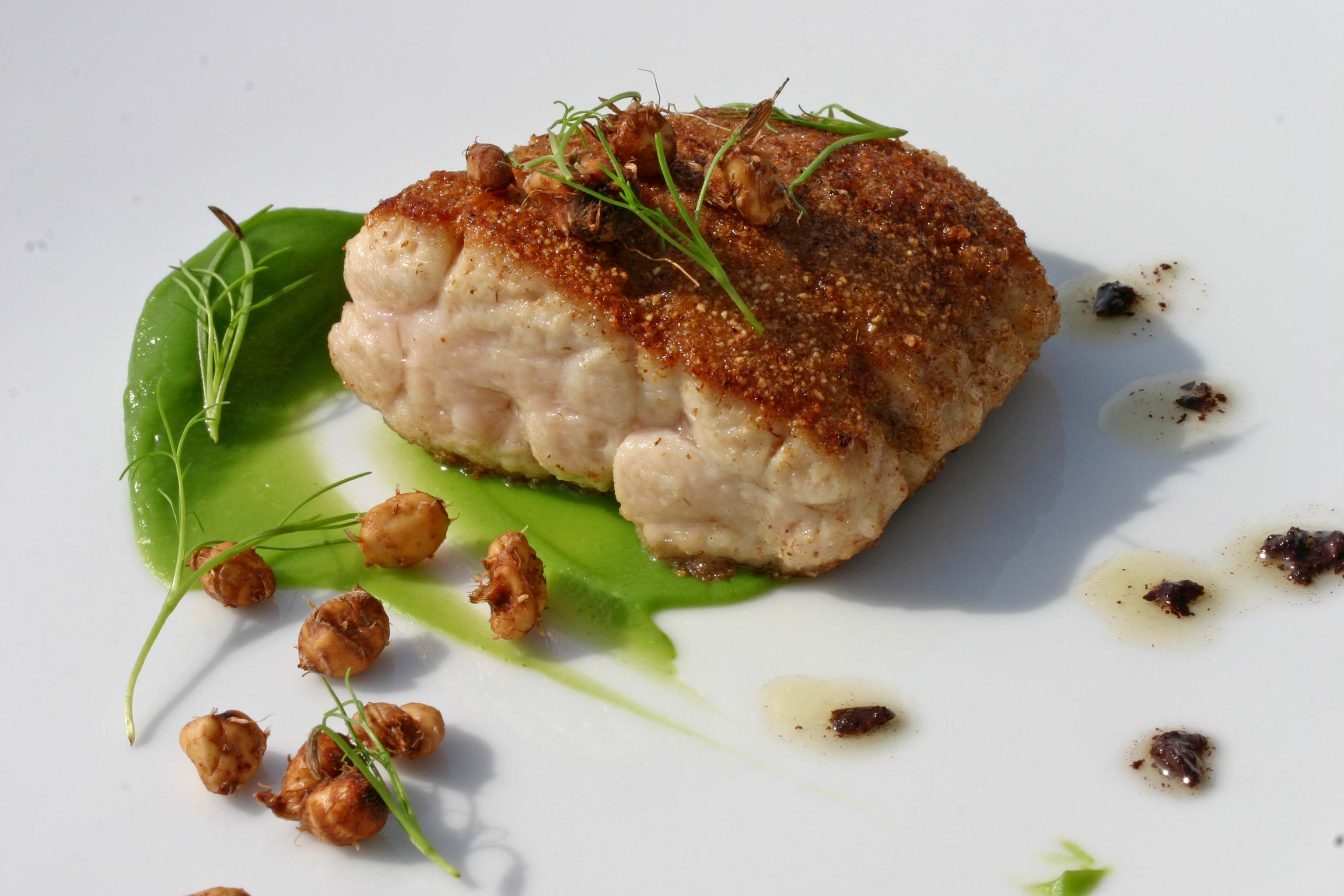
Le ris de veau (ici, cuisiné) est l'une des composantes du plat réalisé par Glenn Viel, que les candidats doivent reproduire.

Les réalisations sont les suivantes :
- Baptiste et Sarah (pour la brigade Pairet) choisissent de cuire la carotte dans son jus et ne trouvent pas comment réaliser le condiment, qui est fait à base de carotène. Ces derniers sont éliminés à la première étape.
- Thomas et Arnaud (pour la brigade Sarran) pensent à ajouter de la poudre d'amande au condiment carotte, ce qui s'éloigne de la version originale, mais convient tout de même au chef. Ces derniers se lancent donc dans la réalisation du ris de veau, qu'ils roulent dans du papier absorbant. Si le visuel est parfait, le morceau choisi par le duo est rempli de nerfs, ce qui ne leur permet pas de passer cette deuxième étape.
- Charline et Matthias (pour la brigade Etchebest) réalisent un condiment carotte proche de l'orignal grâce aux sucs de carotte qu'ils ont récupéré et passent la première étape. Le ris de veau est aussi semblable à l'original, mais est cuit dans un jus de carotte et non dans un jus de viande comme effectué par le chef. Cependant, ils passent cette étape et se retrouvent à travailler la sauce. Ils comprennent qu'il faut utiliser du pamplemousse.
- Chloé et Mohamed (pour la brigade Darroze) comprennent qu'il faut utiliser la carotène pour réaliser le condiment carotte et passent aisément la première étape. Pour le ris de veau, ils commencent par tenter de le bouler dans du film alimentaire, avant de se tourner vers le linge tissé. Si le visuel n'est pas parfait, le goût permet de les qualifier pour la dernière étape de la sauce. Ils trouvent qu'il faut y ajouter du pamplemousse, mais ne pensent pas à le faire brûler.

Finalement, Glenn Viel doit donc choisir qui de Charline et Matthias et Chloé et Mohamed ont réalisé l'assiette la plus proche de l'original. Il préfère l'assiette du binôme rouge, qui se qualifie ainsi pour la semaine suivante.

#### 2eépreuve: le champignon en dessert
La deuxième épreuve se déroule en forêt et est imaginée par les chefs père et fils Jacques et Régis Marcon. Ils demandent aux candidats de travailler un champignon imposé, en dessert.

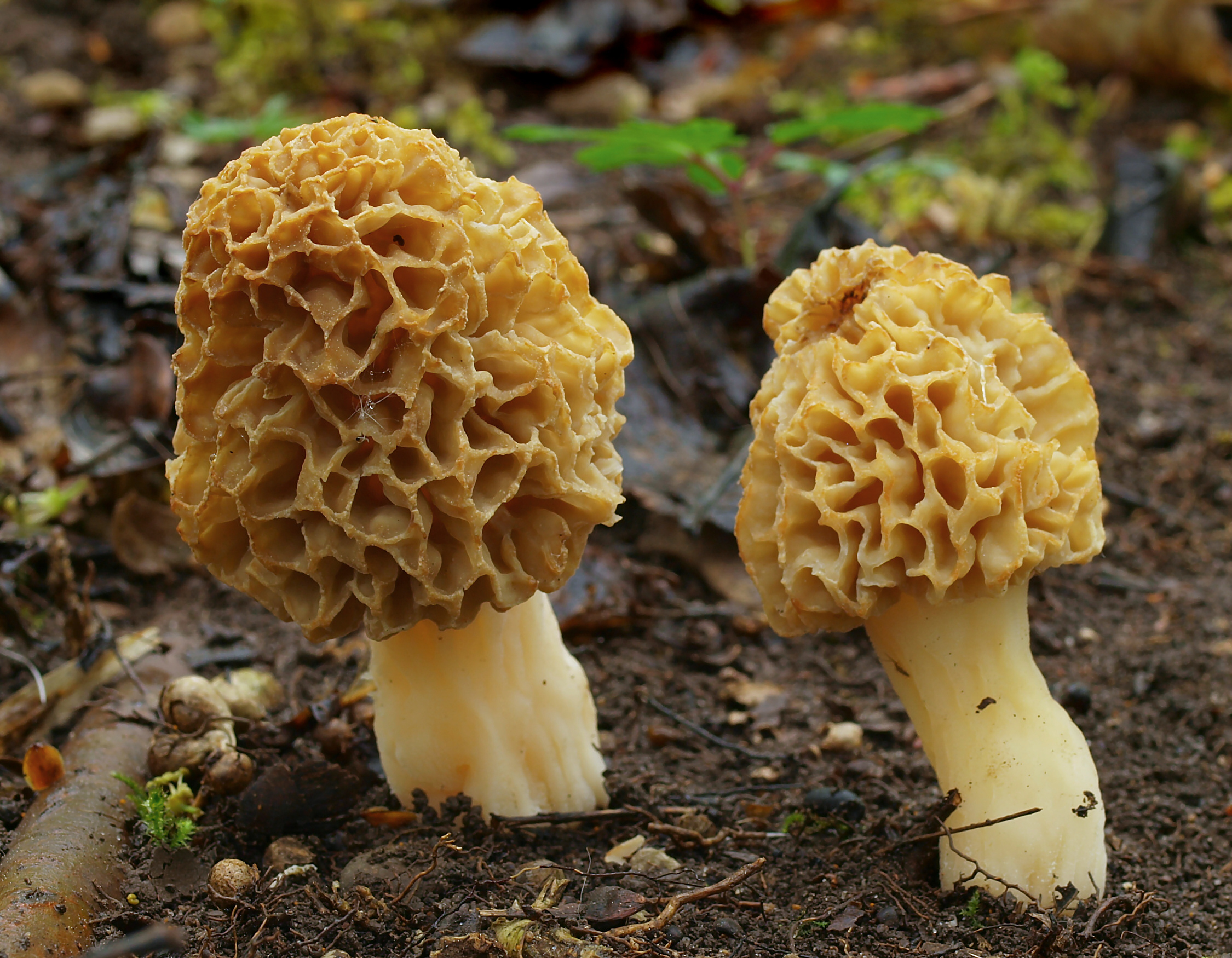
La morille blonde est l'un des différents champignons imposés aux candidats, pour cette épreuve en forêt.

Les assiettes suivantes sont réalisées :
- Matthias doit travailler les trompettes de la mort. Il réalise une crème brûlée aux trompettes de la mort, avec un siphon praliné, pickles de mûres et tuiles de trompettes. Il intitule cette assiette Trompettes de la vie.
- Charline doit travailler la morille blonde. Elle réalise Morille blonde, noisettes et agrumes, en pochant la morille aux agrumes, agrémentée d'un siphon de morille, compote d'orange et caramel déglacé à l'orange.
- Sarah hérite de la girolle. Elle part sur un pancake au sarrasin, purée de fruits et girolles, girolles au caramel et agrumes, ainsi qu'un brochette de girolles. Elle intitule son dessert Girolles, sarrasin et agrumes.
- Baptiste se voit attribuer le lactaire délicieux. Il travaille une omelette sucrée, avec lactaires rôtis, caramel champignon coings, fruit de la passion, et jaune d'œuf au sucre. Il intitule son assiette Omelette champignons.
- Arnaud compose avec le cèpe. Il intitule son assiette Cèpe rôti au caramel, crémeux chocolat et mendiant aux cèpes, qui se compose de cèpes rôtis au caramel et noisettes, crumble cèpes, gelée de cèpes brûlés au cacao et crémeux chocolat noir.
- Thomas doit sublimer la chanterelle. Il cuisine des chanterelles au sirop d'érable, avec une crème pâtissière et une tuile crêpe dentelle et intitule son assiette Chanterelles au sirop d'érable, gavotte et sauce ail noir.

À l'issue de l'épreuve les deux chefs dégustent et préfèrent l'assiette Girolles, sarrasin et agrumes. Cela permet ainsi à Sarah de se qualifier pour la semaine suivante, les autres candidats étant mis sur la sellette. De plus, Sarah remporte la possibilité que son dessert soit mis à la carte du restaurant tenu par les chefs Marcon.

#### Dernière chance: le poireau
Pour cette dernière chance, Hélène Darroze n'a pas de candidats sur la sellette, tous ses candidats s'étant déjà qualifiés. Baptiste est directement envoyé en dernière chance, puisqu'il est le seul de la brigade de Paul Pairet à ne pas être qualifié. Michel Sarran et Philippe Etchebest choisissent d'envoyer respectivement Thomas et Charline, qualifiant de fait Arnaud et Matthias pour la semaine suivante. Les trois candidats qui s'affrontent ont une heure pour réaliser une assiette autour du poireau.
Ils réalisent les plats suivants :

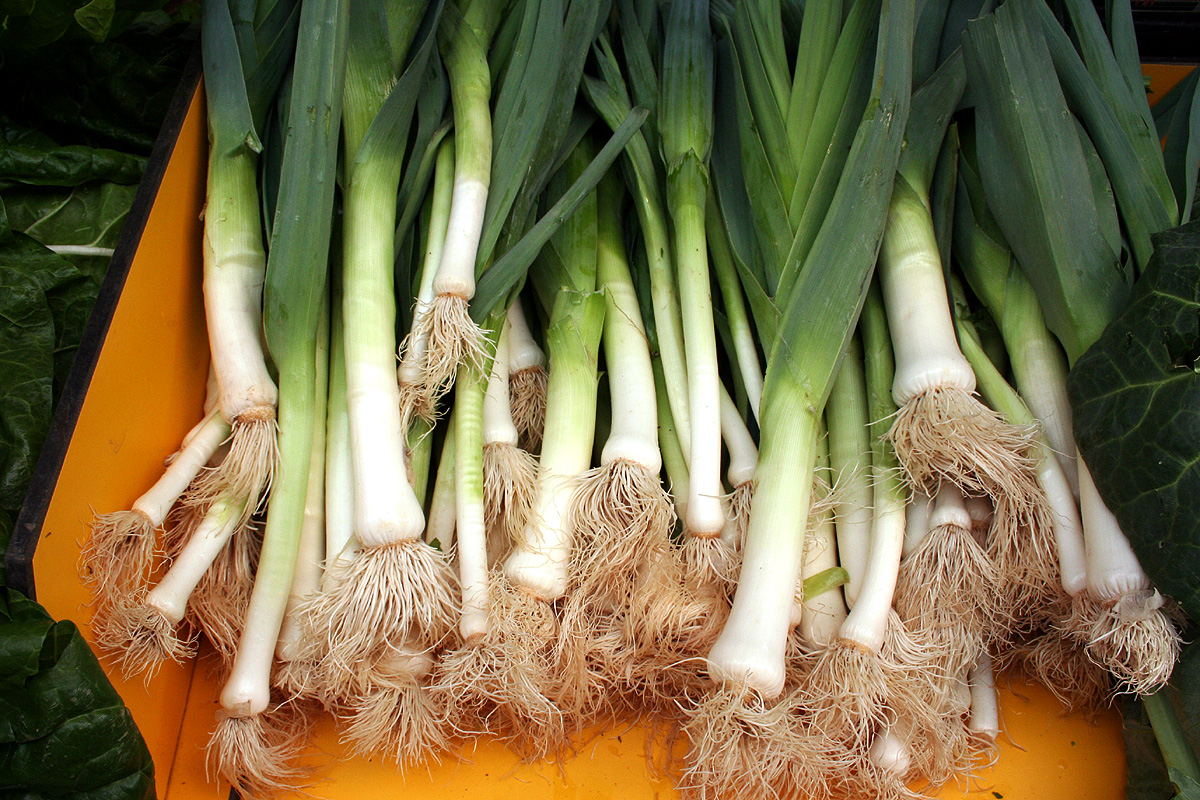
Le poireau est le thème de cette dernière chance.

- Thomas : poireau braisé, sauce mousseline fumée, huile fumée, huile de poireau, huître, croûtons de pain et citron confit, qu'il intitule Poireaux braisés, mousseline fumée et condiment iodé.
- Baptiste : poireaux rôtis, vinaigrette persil-coriandre-citron, ceviche poireau, triple jus tranché, qu'il intitule Poireaux et triple jus tranché : jus détox, crème fumée et huile de poireaux.
- Charline : poireau poché aux épices, poireau crayon au barbecue, vin rouge aux agrumes, qu'elle intitule Poireaux vinaigrette revisités au vin chaud.

À l'issue de la dégustation à l'aveugle, les quatre chefs ont une large préférence pour Poireaux braisés, mousseline fumée et condiment iodé, qualifiant ainsi Thomas. Ils hésitent ensuite entre les deux assiettes restantes, mais préfèrent tout de même Poireaux et triple jus tranché : jus détox, crème fumée et huile de poireaux, qualifiant Baptiste. Par conséquent, Charline est éliminée,,,,.

### 8eépisode
Cet épisode est diffusé pour la première fois le 1er avril 2021.

#### 1reépreuve: lastreet food
Pour cette première épreuve, le chef doublement étoilé Christophe Pelé demande aux candidats de travailler un plat de street food, dans une version gastronomique. Le chef commencera par éliminer une assiette seulement sur le visuel et en qualifiera deux après dégustation. Les candidats disposent d'1 h 30 et travaillent en brigades :
Ils réalisent les plats suivants :

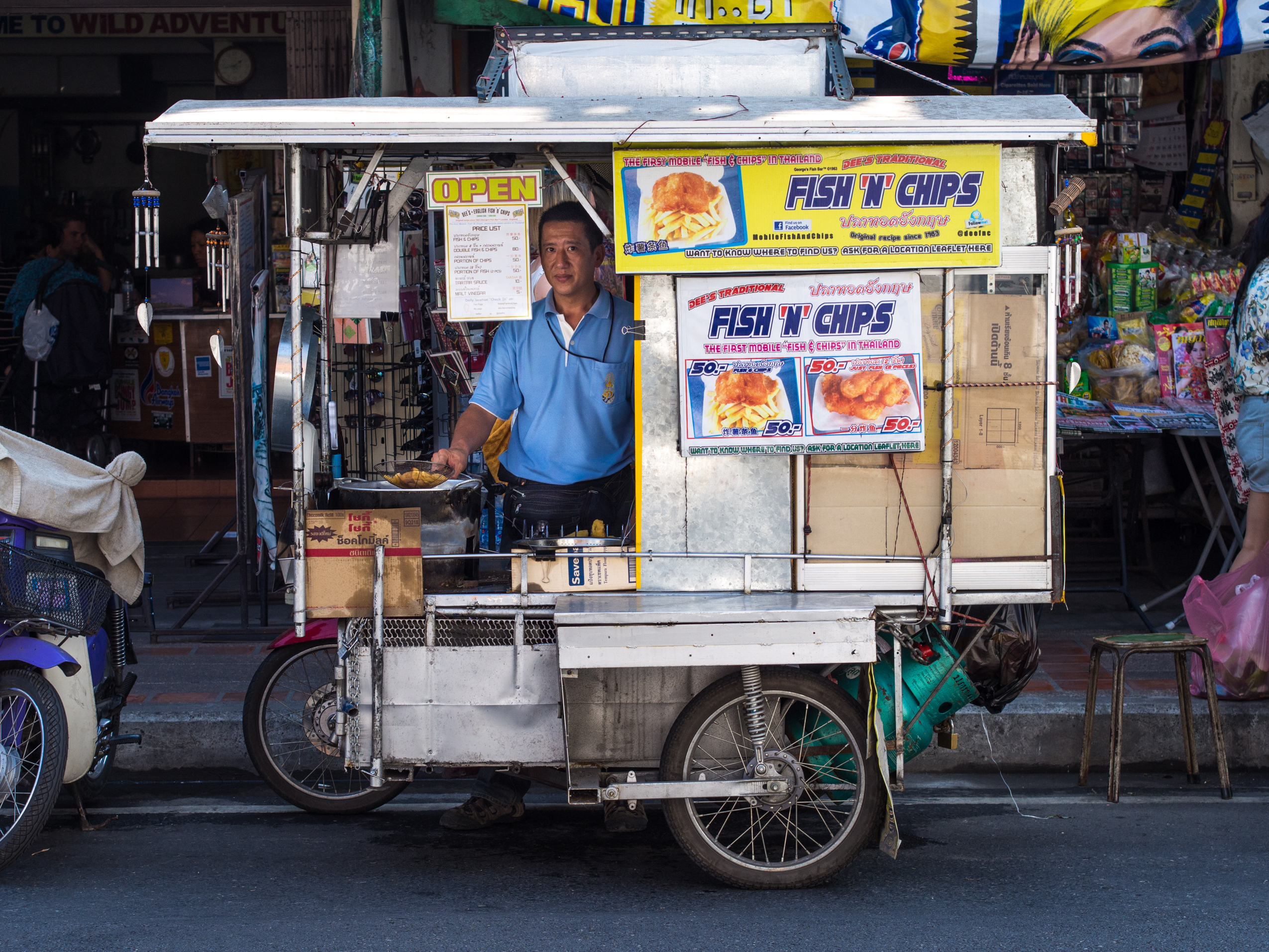
Le fish and chips et l'un des exemples de street food que peuvent sublimer les candidats pour cette épreuve.

- Baptiste et Sarah (brigade Pairet) décident de travailler à la fois le taco et la galette-saucisse en cuisinent : une galette de sarrasin, saucisse ter-mer, compotée d'oignons, ketchup coings-curry et pickles de pommes de terre. Ils intitulent leur plat Tacos galette currywurst.
- Matthias (brigade Etchebest) souhaite revisiter le fish and chips. Il réalise pour cela une ballotine de farce fine de lieu jaune pané, salade de couteaux et coques, pommes de terre et condiment aux herbes et intitule son plat Fish'n chips coquillages.
- Arnaud et Thomas (brigade Sarran) s'inspirent des nuggets. Ils préparent ainsi des nuggets de caille et de cabillaud aux épices cajun, mayonnaise aux oignons grillés, gel de bière, jus de caille et herbes et intitulent leur assiette Caille-billaud aux épices Cajun.
- Mohamed et Chloé (brigade Darroze) choisissent de revisiter le kebab dans une version végétarienne, en préparant du céleri et ananas cuits à broche, pain pita, sauce blanche, pickles d'oignons, concombre, harissa. Ils intitulent cette assiette Charwarma de céleri cuit à la broche.

Au visuel, Christophe Pelé est moins séduit par le plat de la brigade rouge. Après dégustation, il préfère Fish'n chips coquillages et Tacos galette currywurst, qualifiant ainsi Matthias et Sarah et Baptiste pour la semaine suivante. Tous les autres candidats participent à la deuxième épreuve.

#### 2eépreuve: un dessert 100% lait (Retour des éliminés)
Pour cette deuxième épreuve, Stéphane Rotenberg demande aux quatre candidats de rendre leurs manchettes de couleur : ils ne font plus partie d'aucune brigade et devront de nouveau se battre pour retrouver une place dans une brigade, pas forcément leur brigade d'origine. Il explique ensuite que cette épreuve est éliminatoire, puisqu'il n'y a, exceptionnellement, pas de dernière chance cette semaine. Les candidats sont ensuite rejoints par Pierre et Bruno, qui ont une chance, grâce à cette épreuve, de réintégrer le concours.

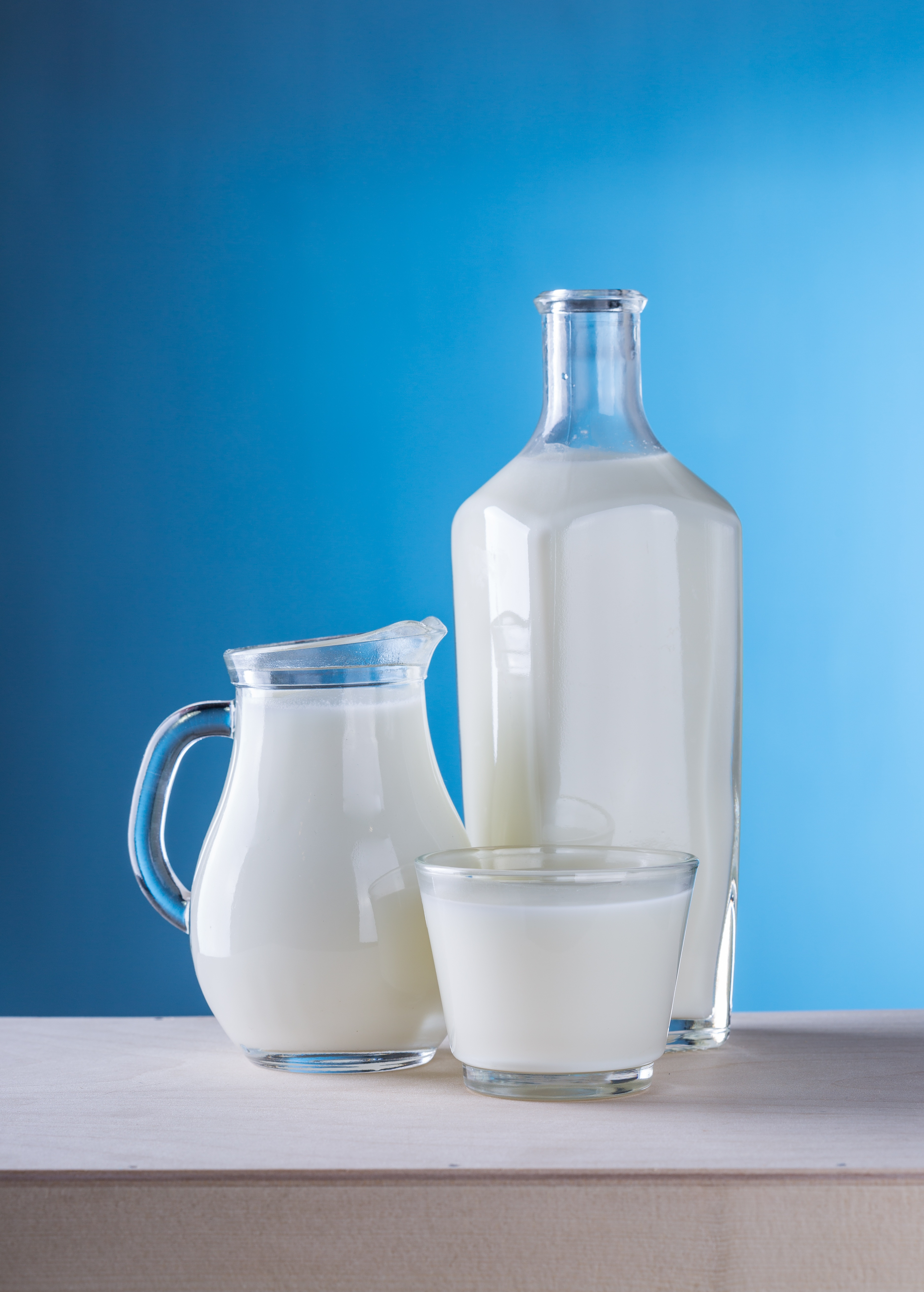
Pour cette deuxième épreuve, les candidats doivent réaliser un dessert 100 % lait.

L'épreuve est imaginée par les chefs triplement étoilés René et Maxime Meilleur, père et fils, qui demandent aux candidats de réaliser, en 2 h, un dessert 100 % lait avec plusieurs textures.
Les candidats réalisent les assiettes suivantes :
- Chloé : panna cotta au lait fumé, sorbet fromage blanc, siphon riz au lait, tuile de lait, gelée d'eau de lait, lait caillé et confiture de lait. Elle intitule son assiette Lait fumé et laurier.
- Mohamed : tuile de peau de lait, crémeux de lait infusé au foin, riz au lait à la fleur d'oranger et meringue à la fève de tonka. Il intitule son assiette Riz au lait ribot et fleur d’oranger, siphon de brebis au foin et caramel de lait.
- Arnaud : royale au chocolat infusée aux céréales, écume de lait, mousse de lait d'amande-miel-vanille, gelée de lait fermenté et shortbread. Il intitule son assiette Bol de mon enfance, céréales biscuits neige de lait.
- Thomas : caramel de lait, panna cotta, crumble de lait déshydraté, crémeux et écume de lait. Il intitule son assiette Qui a fini les flocons de maïs ?
- Pierre : siphon de lait de riz, dulce de leche, glace au yaourt de brebis, gâteau vapeur au chèvre et fromage de brebis. Il intitule son assiette Quand la chèvre rencontre le riz.
- Bruno : glace chocolatée à la fève de tonka, chips de peau de lait, brioche perdue, compotée citron-thym et praliné de graines torréfiées. Il intitule son assiette Mousse lactée thym citron et confiture de lait.

Les quatre chefs du jury, qui n'ont pas assisté à l'épreuve, dégustent les six plats individuellement. Michel Sarran choisit le plat de Pierre, qui intègre sa brigade. Hélène Darroze et Philippe Etchebest sélectionnent tous les deux le plat de Bruno, qui choisit de rejoindre la brigade bleue. Hélène Darroze se rabat sur le plat de Thomas, qui intègre sa brigade.
C'est ensuite au tour des chefs René et Maxime Meilleur de déguster les desserts des trois candidats restants. Ils qualifient le dessert Riz au lait ribot et fleur d’oranger, siphon de brebis au foin et caramel de lait, de Mohamed, qui choisit de réintégrer la brigade rouge. Ils retiennent ensuite le dessert Bol de mon enfance, céréales biscuits neige de lait d'Arnaud, qui devient candidat solitaire. Chloé, seule candidate non choisie, est éliminée,,,,.

### 9eépisode
Cet épisode est diffusé pour la première fois le 7 avril 2021.

#### 1reépreuve: les trois bouchées
Pour cette première épreuve, Christian Le Squer demande aux candidats de réaliser un menu complet (entrée, plat, dessert) en seulement trois bouchées, inspirées de plats connus. Il déguste et élimine un binôme à chaque étape, jusqu'à qu'il n'en reste plus qu'un, qui se qualifie pour la semaine suivante.

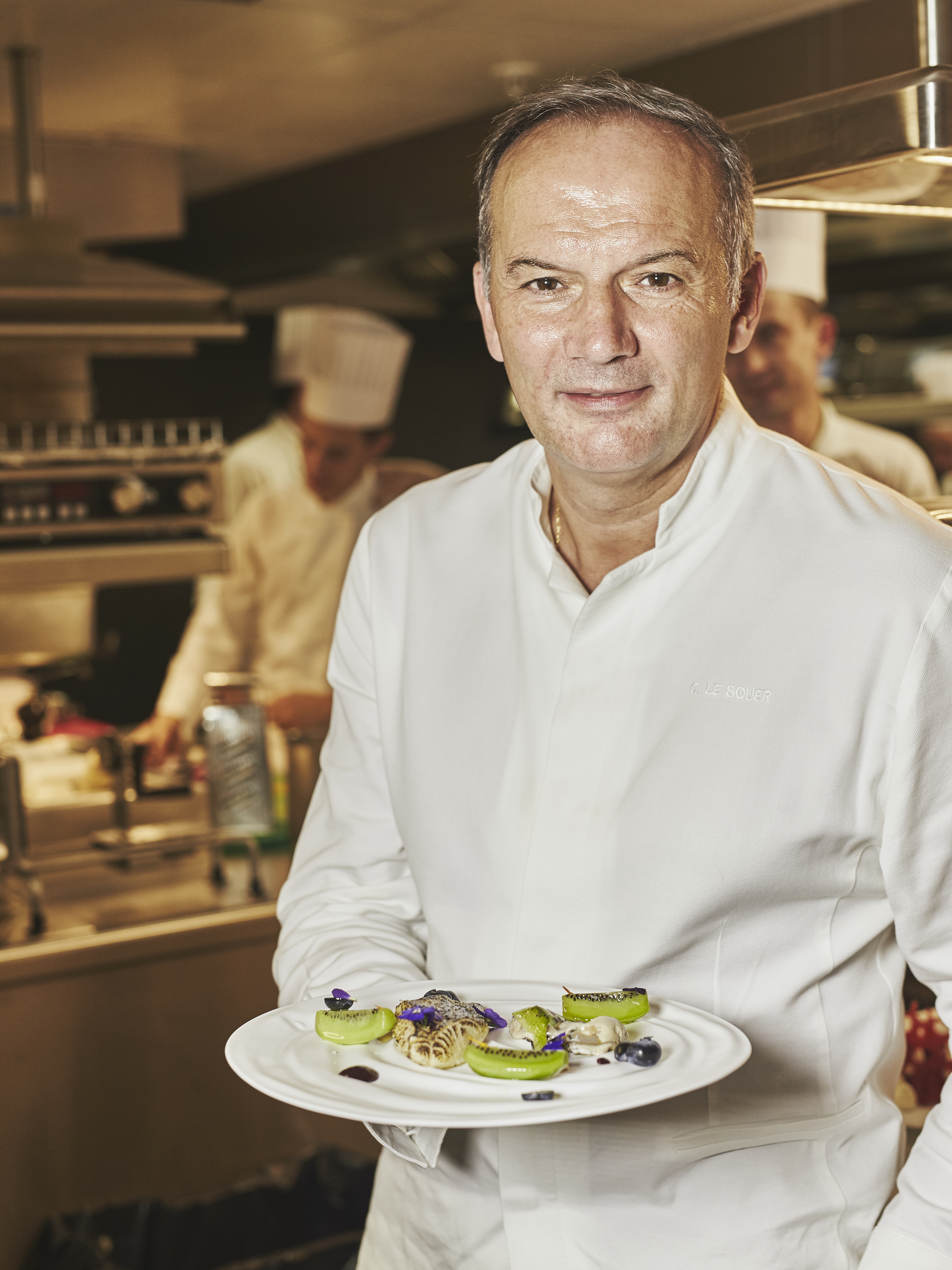
Christian Le Squer imagine et juge cette première épreuve.

Les réalisations sont les suivantes :
- Mohamed et Thomas (brigade Darroze) souhaitent revisiter en entrée le pan con tomate. Pour ce faire, ils travaillent un cromesquis de beurre, farce de concassée de tomates et lard fumé, ainsi que croûtons de pain et intitulent leur assiette Pan con tomate en 1 bouchée. Celle-ci plaît le moins au chef et le duo est éliminé à la première étape.
- Pierre (brigade Sarran) choisit de travailler l'huître pour son entrée : sphère de crème d'huître à l'échalote et vinaigre de vin rouge, gelée d'eau de mer et panko. Il intitule sa bouchée Huître de Cancale. Il passe la première étape et choisit de travailler la galette complète pour son plat : appareil à la farine de blé noir, brouillade d'œufs, dés de jambon et gel de cidre à l'emmental, qu'il intitule Galette complète. Celle-ci plaît le moins au chef et Pierre est éliminé à la deuxième étape.
- Sarah et Baptiste (brigade Pairet) décident de travailler le Radis croque en sel pour leur entrée : cône de pâte phyllo, brunoise de salicornes et radis, beurre fouetté à la capucine à la fleur de sel. Ils passent cette étape et revisitent le lapin à la moutarde pour leur plat, en travaillant : lapin, foie gras, champignons, pain poêlé et sauce moutarde. Ils intitulent explicitent leur bouchée Lapin à la moutarde et passent cette étape. Pour leur dessert, le binôme souhaite travailler le citron, avec un cake citron givré, glace citron vert au lait de coco et sirop d'estragon et intitulent leur bouchée Cake au citron.
- Matthias et Bruno (brigade Etchebest) choisissent de revisiter la Tarte à l'oignon pour leur entrée, en travaillant : feuille de brick et herbes, compotée d'oignons, condiment anchois et olives. Ils passent cette étape et pour le plat, ils s'inspirent de la bouillabaisse en cuisinant des gambas marinées et sautées, panier de pommes de terre, gelée de bouillabaisse et condiment rouille. Leur Gelée de bouillabaisse gambas juste saisies leur permet de passer cette étape et pour le dessert, le duo souhaite revisiter la Tarte au citron meringuée, en proposant une sphère chocolat blanc, beurre de cacao, meringue, gel citron et crumble aux zestes de citron vert.

Finalement, Christian Le Squer doit donc choisir qui de Sarah et Baptiste et Matthias et Bruno ont réalisé le meilleur dessert. Il préfère la bouchée du binôme bleu, qui se qualifie ainsi pour la semaine suivante.

#### 2eépreuve: un plat engagé pour la défense de l'environnement
Les candidats sont accueillis par le chef triplement étoilé Mauro Colagreco dans les jardins de l'hôtel de Roquelaure, siège du Ministère de la Transition écologique et solidaire. Ils doivent réaliser un plat qui porte un message pour la défense de l'environnement.

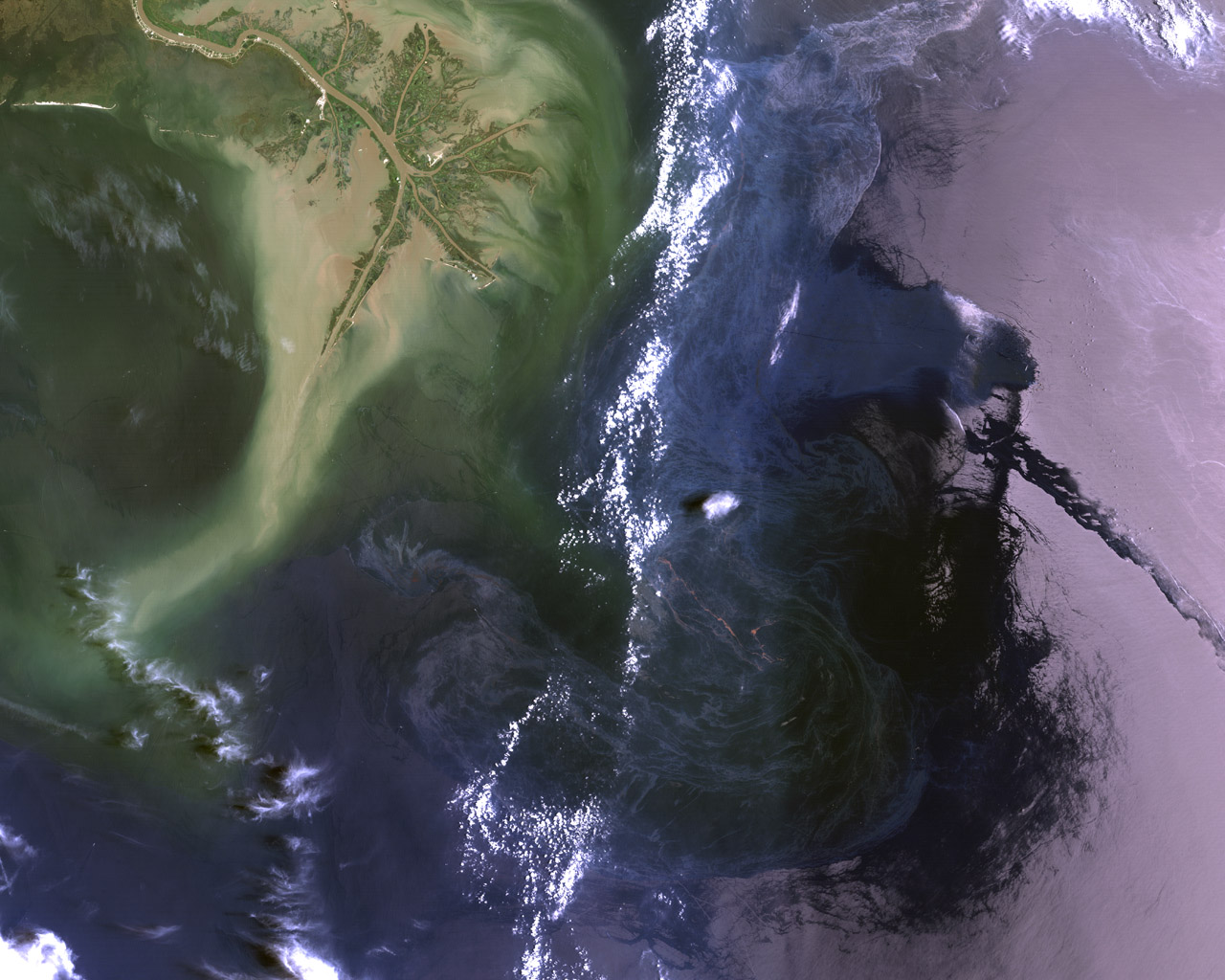
Lors de cette épreuve, les candidats doivent réaliser un plat engagé pour la défense de l'environnement. Certains choisissent notamment les marées noires.

Les candidats travaillent les assiettes suivantes :
- Arnaud (candidat solitaire) choisit de travailler un cabillaud confit, sauce encre de seiche, tartare moules-salicornes-raisins de mer et tuile encre de seiche, afin de dénoncer les marées noires, qu'il intitule Cabillaud mazouté.
- Thomas (brigade Darroze) travaille un monochrome gris, qu'il intitule Cabillaud au plomb sauce Mercure, où il intègre un cabillaud poché à l'encre de seiche et au charbon, une purée grise de chou-fleur, un chou-fleur au lait noir ainsi que des copeaux de chou-fleur sarrasin. Il souhaite dénoncer la contamination des eaux au plomb.
- Sarah (brigade Pairet) décide de dénoncer la surutilisation des pesticides dans l'agriculture. Pour ce faire, elle travaille une tempura de shiso, un caviar de fourmis noires, des fourmis rouges frites, des grillons au piment d'Espelette, des carottes rôties, du cresson et des escargots. Elle appelle son assiette : Mille et une pattes.
- Mohamed (brigade Darroze) cuisine un ragoût de coques-couteaux-pommes de terre-algues, maquereau en portefeuille, sauce encre de seiche, tellines et d'éperlans frits, et souhaite dénoncer les marées noires en Bretagne. Il intitule donc son assiette Ces marées noires qui ont marqué la Bretagne.
- Baptiste (brigade Pairet) veut dénoncer la surpêche. Il cuisine un Sashimi de légumes avec : betterave rouge, daïkon, carotte jaune, jus betterave-raifort-gingembre, sauce vinaigrette.
- Pierre (brigade Sarran) travaille un tartare de Saint-Jacques, coques, couteaux et salicornes, un bouillon de barbes et encornets et gelée de coques marinières et encre de seiche. Il intitule son assiette De l'Amoco à la Thaïlande et souhaite dénoncer les dégazages illégaux.

Après dégustation à l'aveugle par le chef Colagreco et par la ministre Barbara Pompili, ces derniers préfèrent l'assiette Cabillaud mazouté d'Arnaud. Ce dernier se qualifie donc pour la semaine suivante.

#### Dernière chance: le chou

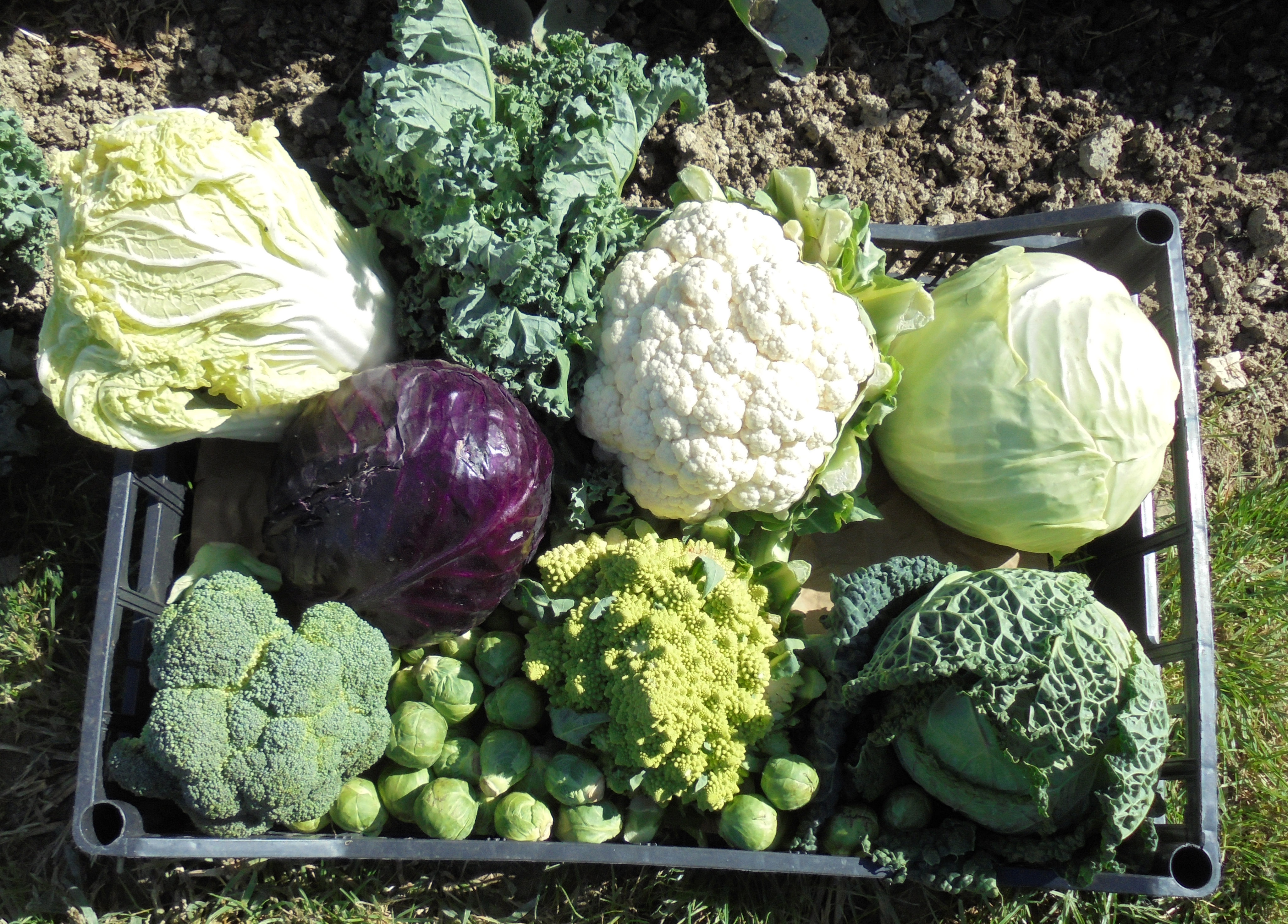
Différentes variétés de choux, thème de cette dernière chance.

Pour cette dernière chance, Philippe Etchebest n'a pas de candidat sur la sellette, tous ses candidats s'étant déjà qualifiés. Michel Sarran, Hélène Darroze et Paul Pairet choisissent d'envoyer respectivement Pierre, Thomas et Baptiste. Les trois candidats qui s'affrontent ont une heure pour réaliser une assiette autour du chou.
Ils réalisent les plats suivants :
- Pierre : risotto de chou-fleur, ravioles de chou-rave, crème de chou-fleur citron anguille, consommé de chou kale-anguille, pickles de chou romanesco, qu'il intitule Anguille et salade de choux.
- Baptiste : feuilles de chou, embeurrée de chou-seiche-veau, écume de baies de genièvre, jus d'oignons rôtis, salade de choux de Bruxelles, qu'il intitule Choux farcis terre/mer, écume et sauce genièvre et oignons.
- Thomas : chou chinois grillé, choux de Bruxelles frits, chou kale frit, condiment jaune d'œuf, écume de jambon, qu'il intitule Chou chinois grillé, jaune d’œuf et lard.

À l'issue de la dégustation à l'aveugle, les quatre chefs ont le moins aimé l'assiette Chou chinois grillé, jaune d’œuf et lard. Par conséquent, Thomas est éliminé et Pierre et Baptiste se qualifient,,,,. Arnaud, le candidat solitaire cette semaine, intègre la brigade rouge à la place de Thomas.

### 10eépisode
Cet épisode est diffusé pour la première fois le 14 avril 2021.

#### 1reépreuve: sauce en deux textures
Cette première épreuve est imaginée et jugée par le chef triplement étoilé Arnaud Donckele. Ce dernier demande aux candidats de transcender du blanc de volaille avec deux sauces de leur choix. Il commence d'abord par déguster individuellement les sauces et qualifie quatre assiettes, qu'il déguste dans leur entièreté.

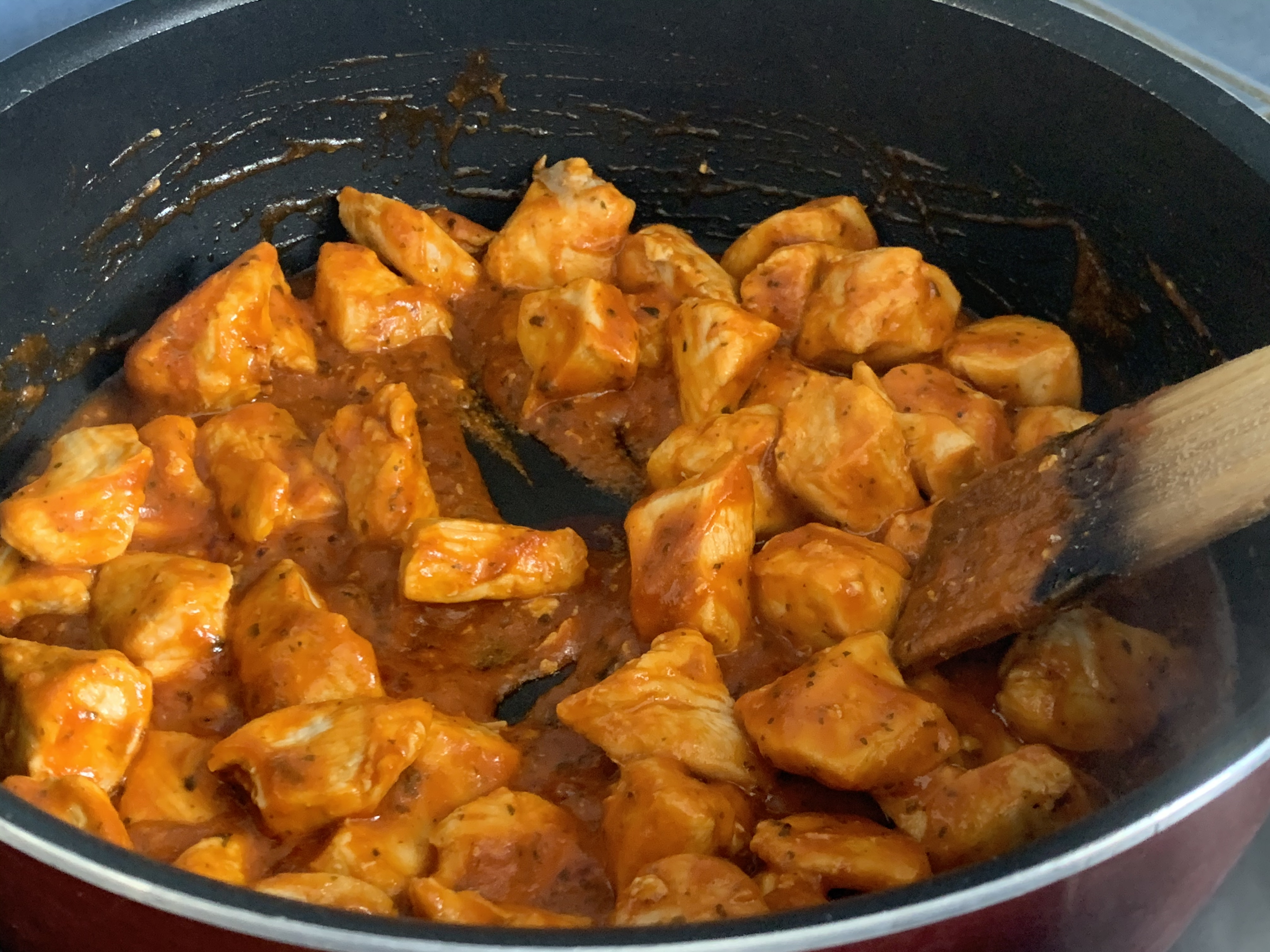
De la volaille en sauce (ici, sauce tomate), thème de cette première épreuve.

Les réalisations sont les suivantes :
- Pierre (brigade Sarran) travaille un fond blanc de volaille émulsionné green curry, puis un jus de volaille vinaigré avec tomates, marjolaine et tourteaux, qu'il intitule Suprême de volaille cuit en barigoule, jus de volaille condiment marjolaine, émulsion végétale dans l’esprit d’un green curry.
- Matthias (brigade Etchebest) cuisine une sauce poulette au vin jaune et pickles d'oignons, puis une huile végétale à base de céleri branche et persil, qu'il intitule Suprême de volaille, sauce poulette, oursin, céleri.
- Bruno (brigade Etchebest) réalise trois sauces : bouillon crémé de volaille safrané avec chorizo et fleur de capucine ; huile d'herbes à base de céleri branche, persil et basilic ; et coulis de poivron rouge, qu'il intitule Crème de volaille chorizo et fleurs de capucine.
- Sarah (brigade Pairet) concocte un jus corsé de volaille anisé, puis une crème mousseuse aux herbes, avec persil, estragon et aneth, complété par de citron brûlé, qu'elle intitule Volaille, daïkon rôti, jus corsé et émulsion d'herbes.
- Baptiste (brigade Pairet) intitule son assiette Volaille, moule, betterave, et travaille un jus de volaille, cochon, betterave et poivre du Sichuan, puis un jus crémeux de moules.
- Arnaud (brigade Darroze) cuisine un sabayon au vin jaune, puis un jus de volaille, cardamome, vanille et intitule son assiette Volaille, vin jaune, pomme de terre, champignon et épices.
- Mohamed (brigade Darroze) réalise un jus de roche à base de sardines, oursins et rougets, puis une émulsion aux herbes, citron vert, céleri, menthe, basilic et Granny Smith et intitule son assiette Volaille glacée, jus corsé aux oursins, émulsion aux herbes fraîches.

Arnaud Donckele déguste alors les sauces des candidats et ne retient pas les réalisations de Sarah, Matthias et Bruno. Après dégustation des autres assiettes dans leur intégralité, il préfère l'assiette Suprême de volaille cuit en barigoule, jus de volaille condiment marjolaine, émulsion végétale dans l’esprit d’un green curry, permettant ainsi à Pierre de se qualifier pour la semaine suivante.

#### 2eépreuve: laboîte noire
Pour la deuxième épreuve, les six candidats non qualifiés sont répartis en deux équipes et participent à la traditionnelle épreuve de la boîte noire. Ils doivent reproduire un plat réalisé par le chef triplement étoilé Gilles Goujon, qui s'avère être un monochrome noir, composé de poulpes, seiche, calamar et pistes de Méditerranée. L'identité du chef ne leur est pas dévoilée jusqu'à la dégustation.
Arnaud, Baptiste et Matthias composent une première équipe et sont épaulés par Michel Sarran et Paul Pairet. Ainsi, Sarah, Mohamed et Bruno forment une autre équipe et sont épaulés par Philippe Etchebest et Hélène Darroze.
L'épreuve débute et ce sont Mohamed et Bruno d'un côté, et Arnaud et Baptiste de l'autre, qui sont les premiers de chaque équipe à pouvoir entrer dans la boîte noire. Ils en ressortent et rapportent à leur équipe ce qu'ils pensent avoir dégusté. Par la suite, ce sont les tandems de chefs qui ont l'occasion de déguster à leur tour et peuvent réajuster la recette. En fin d'épreuve, Matthias et Sarah ont la possibilité de voir le plat à la lumière pendant quelques secondes, afin que le visuel puisse être au mieux reproduit.
Gilles Goujon déguste alors les deux réalisations, et trouve que celle de l'équipe de Sarah, Mohamed et Bruno ressemble le plus à son assiette. Ces trois candidats sont donc qualifiés pour la semaine suivante.

#### Dernière chance: les légumes oubliés
Pour cette dernière chance, à laquelle participent Arnaud, Matthias et Baptiste, les candidats ont une heure pour réaliser une assiette autour de légumes oubliés, que sont notamment le panais, le topinambour, ou encore le salsifis.
Les assiettes sont les suivantes :

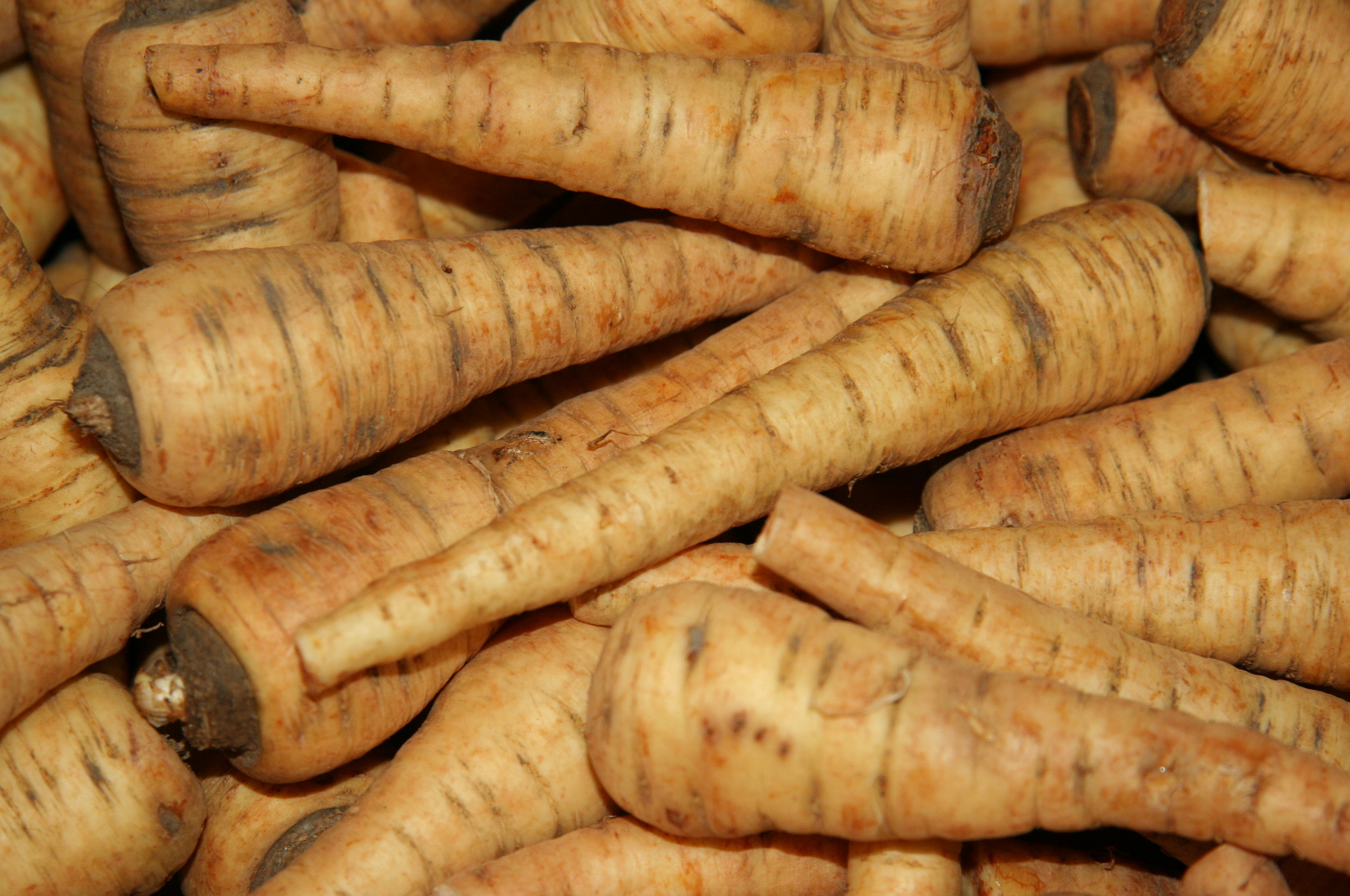
Le panais est considéré comme un légume oublié, thème de cette dernière chance.

- Arnaud : panais caramélisé, purée de panais, rutabaga glacé, chips de salsifis et émulsion café-anis, qu'il intitule Jardin oublié, rutabaga au jus et lait de panais.
- Matthias : panais rôti, purée de panais au poivre de Timut, condiment agrumes, agrumes frais et chips de panais, qu'il intitule Panais rôtis, condiment agrumes amers et poivre de Timut.
- Baptiste : purée de topinambours confits et ciboulette, chips de topinambour, émulsion de lait de macadamia aux herbes, Lardo, qu'il intitule Topinambours Lardo di colonnata macadamia.

À l'issue de la dégustation à l'aveugle, les quatre chefs préfèrent Jardin oublié, rutabaga au jus et lait de panais, qualifiant ainsi Arnaud. Ils hésitent ensuite entre les deux assiettes restantes, mais préfèrent tout de même Panais rôtis, condiment agrumes amers et poivre de Timut, qualifiant Matthias. Par conséquent, Baptiste est éliminé,,,,.

### 11eépisode
Cet épisode est diffusé pour la première fois le 21 avril 2021.

#### Unique épreuve: Laguerre des restos
Cette semaine, une seule épreuve est organisée, puisque les candidats participent à la traditionnelle guerre des restos. Ceux-ci ont quarante-huit heures pour créer leur propre restaurant à Aulnay-sous-Bois. Afin de soutenir les restaurateurs impactés par la pandémie de Covid-19, dont les établissements demeurent fermés au moment de la diffusion, la production a souhaité adapter l'épreuve. En effet, en plus de la dégustation en restaurant par les chefs de brigade, les candidats doivent réfléchir à une version à emporter de leur menu (principe du click and collect), notamment pratiqué par les professionnels du secteur.

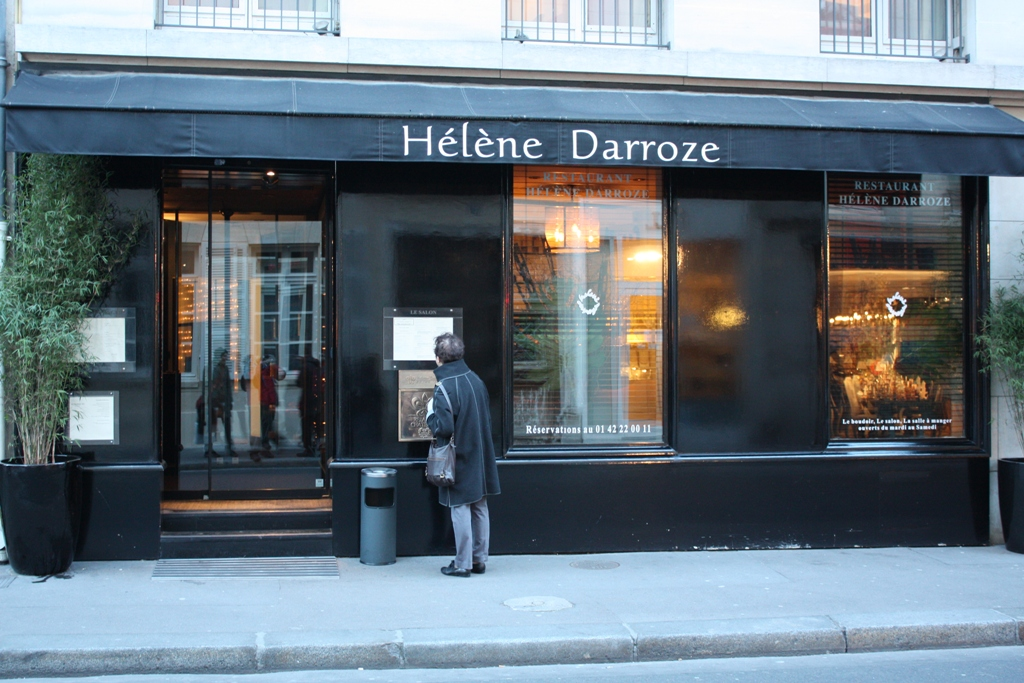
La devanture d'un restaurant (ici, celui d'Hélène Darroze), thème de cette unique épreuve.

Un tirage au sort est effectué, afin que trois binômes soient composés : Sarah et Arnaud ; Matthias et Mohamed ; Bruno et Pierre. L'épreuve débute par la visite des restaurants, en compagnie de Stéphane Rotenberg. Trois établissements sont donc proposés : un restaurant italien avec une grande devanture rouge et une petite salle, un restaurant polonais à la devanture plutôt austère et à l'intérieur sommaire, enfin, un bistrot français à l'ambiance colorée. Les binômes se mettent d'accord concernant la répartition des établissements : Bruno et Pierre choisissent le restaurant polonais, Arnaud et Sarah préfèrent le bistrot français, Mohamed et Matthias travaillent dans le restaurant italien.

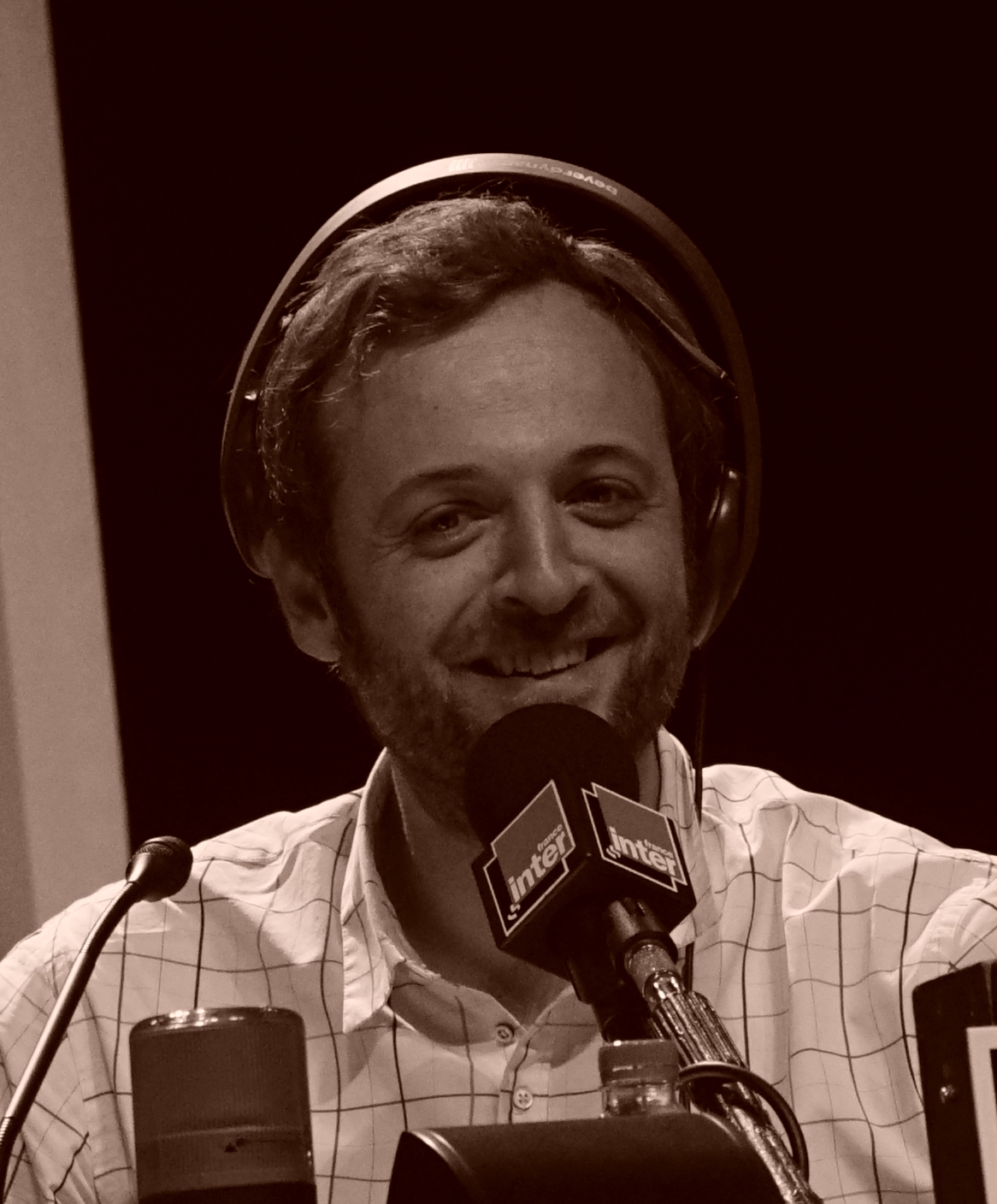
Le critique culinaire François-Régis Gaudry est chargé de juger les restaurants.

Les candidats réfléchissent ensuite au concept et au menu qu'ils souhaitent proposer. Bruno et Pierre s'accordent pour La Coloc', un restaurant avec une ambiance domestique et des plats familiaux. Mohamed et Matthias optent pour Nomade, et une cuisine d'inspiration berbère, avec une décoration évoquant une tente saharienne. Enfin, Sarah et Arnaud se mettent d'accord pour Bouillon urbain, où ils proposent de la street food gastronomique, avec une décoration empruntant à l'univers de la rue.
Après vingt-quatre heures, la décoration des restaurants est bien entamée. Les binômes sont alors rejoints par d'anciens candidats, afin d'être épaulés en cuisine. Mathieu aide Matthias et Mohamed, Baptiste renforce Bruno et Pierre et Pauline rejoint Sarah et Arnaud. Ils réalisent alors les menus suivants :
- Mohamed et Matthias. En entrée : maquereau mariné et flambé, crème d'huîtres, pickles de concombres et condiment citron. En plat : Épaule d'agneau marinée et braisée, houmous de pois chiches et bouillon de chorba. En dessert : Crémeux citron et fleur d'oranger, sponge cake pistache-basilic et suprêmes d'agrumes flambés.
- Sarah et Arnaud. En entrée : Nuggets de cuisses de grenouille, mousseline de cuisses de grenouille, pâte à tempura verte et sauce gribiche. En plat : Tacos de sarrasin, bœuf bourguignon, sauce carottes-oignons, crème épaisse citron et croquant d'herbes. En dessert : Donut paris-brest, crèmes pâtissière pralinée, noisettes et zestes de citrons confits.
- Pierre et Bruno. En entrée : Œuf mollet, mousseline de pommes de terre fumée au haddock, salade de pommes de terre, huile d'herbes et pickles d'oignons. En plat : Pot-au-feu, bouillon rafraîchi aux herbes et au gras de foie gras, mayonnaise, purée de pommes de terre et wasabi. En dessert : Tarte Tatin pommes-poires, caramel au beurre salé, vanille et crème fouettée à la cire d'abeille.

Après deux jours de préparatifs, les restaurants sont prêts à être ouverts. Dans un premier temps, le critique culinaire François-Régis Gaudry a pour mission de sélectionner deux restaurants qui vont effectivement ouvrir, en les jugeant simplement sur leur aspect extérieur et leur menu. Après avoir fait le tour des trois établissements, il décide de retenir Nomade et Bouillon urbain. Ainsi, La Coloc' n'ouvre pas et Pierre et Bruno sont directement envoyés en dernière chance.
La dégustation peut ensuite commencer. En restaurant se retrouvent : les chefs de brigade Hélène Darroze, Philippe Etchebest, Michel Sarran et Paul Pairet, ainsi que François-Régis Gaudry et Elvira Masson. Neuf chroniqueurs culinaires, sont, quant à eux, à leur domicile et testent la version du menu à emporter. À l'issue de la dégustation, tous doivent voter pour le restaurant qu'ils ont préféré.
Les candidats se retrouvent tous dans les cuisines de Top Chef, où ils prennent connaissance du résultat. Bouillon urbain obtient cinq voix de la part des jurés présents en restaurant, contre une voix pour Nomade. Cependant, les chroniqueurs ayant dégusté à domicile votent tous pour Nomade, qui amasse ainsi neuf points supplémentaires et l'emporte. Matthias et Mohamed se qualifient donc pour la semaine suivante, tandis que Sarah et Arnaud sont envoyés en dernière chance.

#### Dernière chance: la salade
Les quatre candidats non qualifiés, à savoir Sarah, Arnaud, Pierre et Bruno, participent à cette dernière chance. Ceux-ci ont une heure, pour réaliser un plat autour de la salade.
Les assiettes sont les suivantes :

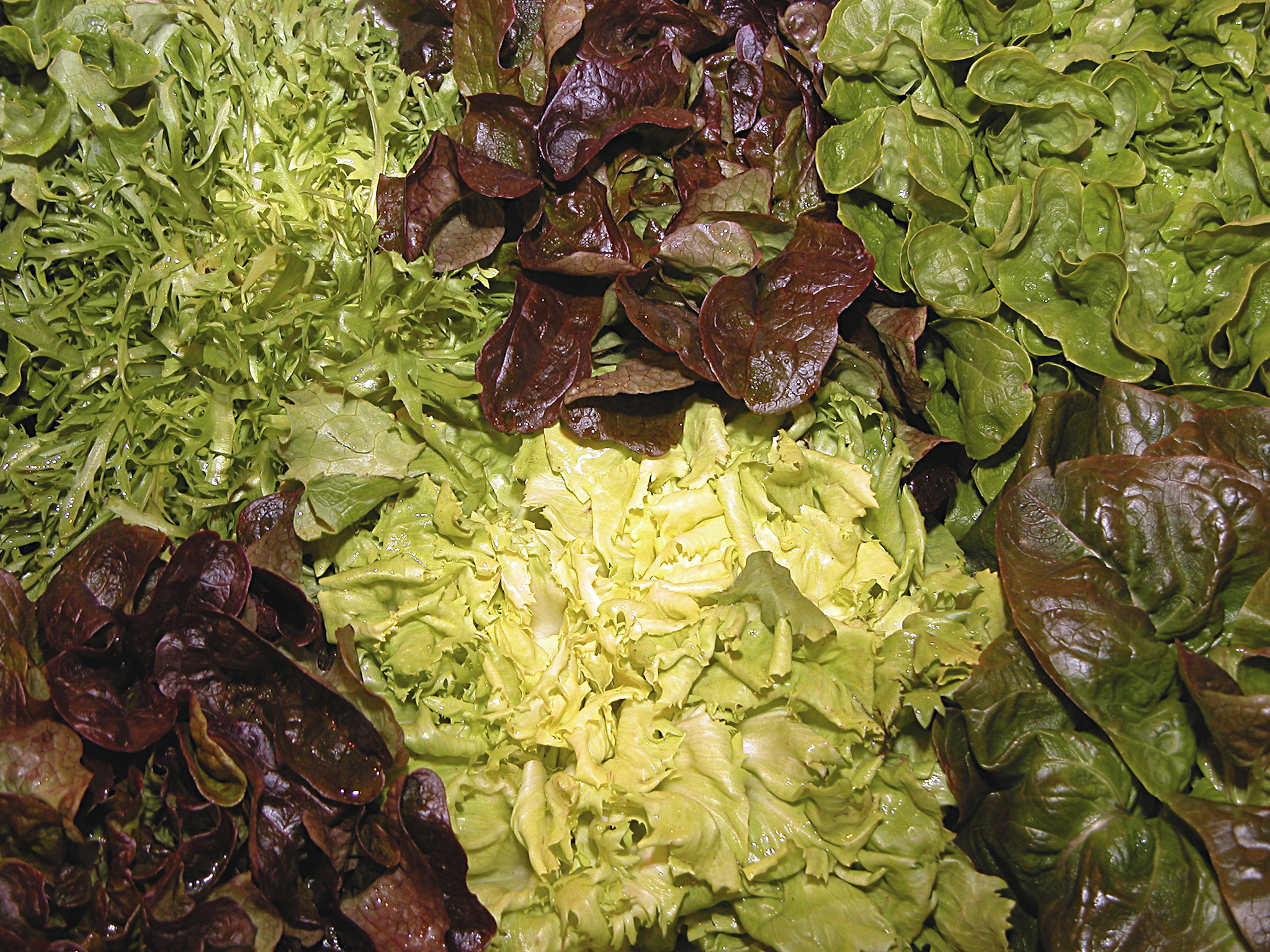
La salade est le thème de cette dernière chance.

- Arnaud : tartine de salades variées, sucrine rôtie au barbecue, mayonnaise de salade mizuna, qu'il intitule Salade plurielle, condiment mizuna, tartine végétale.
- Pierre : sucrine rôtie au barbecue glacée au wasabi, pesto de roquette et cresson, coulis d'oseille, émulsion cresson-macadamia, qu'il intitule Sucrine grillée, coulis d’oseille, émulsion cresson macadamia.
- Bruno : salade rôtie, farce algues-champignons-anchois, condiment gingembre-citronnelle et coulis vert, qu'il intitule Salade rôtie condiment citronnelle.
- Sarah : purée cresson encre de seiche, pain perdu salé, condiment pomme-salade brûlée.

À l'issue de la dégustation à l'aveugle, les quatre chefs préfèrent largement l'assiette de Sarah, ce qui lui permet de se qualifier aisément. Ils ont moins aimé l'assiette Salade plurielle, condiment mizuna, tartine végétale d'Arnaud, qui est donc éliminé,,,,.

### 12eépisode
Cet épisode est diffusé pour la première fois le 28 avril 2021.

#### 1reépreuve: la multiple cuisson
Cette première épreuve est imaginée et jugée par le chef triplement étoilé Alexandre Mazzia. Celui-ci demande aux candidats de travailler une assiette avec un produit imposé et au moins trois cuissons différentes. Pour ce faire, ils disposent de deux heures.
Les réalisations sont les suivantes :
- Matthias (brigade Etchebest) doit travailler la volaille. D'une part, il propose une marinade à froid aux agrumes, gingembre, oignons nouveaux, verveine fraîche, sauce soja, vin rouge et jus de citron. Ensuite, il travaille une grillade barbecue au charbon de bois et termine avec un laquage de réduction de marinade et jus de volaille ainsi qu'une caramélisation au chalumeau. Il complète le tout par une garniture avocat, kiwi, verveine et condiment guakiwi. Il intitule son assiette Volaille en trois cuissons, guakiwi et verveine.
- Pierre (brigade Sarran) doit cuisiner la gambas. Il réalise d'abord une marinade à l'huile de sésame, sésame torréfié, vinaigre de riz, algues shiso et grué de cacao. Ensuite, il pense à une cuisson sous terre à l'étouffée avec de la terre et du grué de cacao chauffés au charbon binchōtan. Enfin, il choisit de snacker sa gambas sur le charbon. Le tout est complété par une purée de daikon et un chawanmushi de jus de têtes de gambas. Il intitule son assiette Gambas cuites sous terre, marinade citron sésame, snackée au binchōtan. Purée de daïkon, grué de cacao. Chawanmushi de tête.
- Sarah (brigade Pairet) doit cuisiner le bœuf. Pour cela, elle commence par une marinade à l'orange avec citron, kumquat, origan et thym. Elle réalise ensuite un fumage au foin et aux feuilles de châtaignier, le tout complété par une grillade au barbecue et un rôtissage au beurre. En accompagnement, elle réalise une marmelade de kumquats confits avec des lactaires et chanterelles. Elle intitule son assiette Bœuf en quadruple cuisson, lactaires, marmelade de kumquats, pickles d'oignons grelots.
- Mohamed (brigade Darroze) doit travailler le cabillaud. Il intitule son assiette Dos de cabillaud saké café, salsifis, jus corsé, et choisit de cuisiner le poisson en marinade avec du gros sel et du café, le tout complété par une cuisson à la vapeur de café et de saké, avant de réaliser un glaçage à chaud dans un jus de poisson et de le griller au barbecue binchōtan. À côté, il propose une purée de salsifis, un condiment gingembre-citron-ciboulette, des éclats de noix torréfiées et des endives glacées.
- Bruno (brigade Etchebest) se voit imposer le canard. Ainsi, il réalise un pochage entier dans un bouillon thé-verveine, un rôtissage sur coffre avec beurre, ail et thym puis des suprêmes snackés au barbecue. Le tout complété par une purée d'oignons et verveine ainsi qu'un jus de canard. Il intitule son plat Magret sur coffre, verveine, oignons, jus à la réglisse.

Après dégustation, le chef Mazzia préfère l'assiette Gambas cuites sous terre, marinade citron sésame, snackée au binchōtan. Purée de daïkon, grué de cacao. Chawanmushi de tête, ce qui permet à Pierre de se qualifier directement pour les quarts de finale.

#### 2eépreuve: révolutionner la dégustation
Cette deuxième épreuve est imaginée par Paul Pairet. Il demande aux candidats de révolutionner la dégustation, en proposant une expérience inédite. Étant donné que la dégustation est assurée, à l'aveugle, par les quatre jurés, les candidats sont épaulés par d'autres chefs.
- Mohamed (brigade Darroze) est coaché par Pierre Gagnaire. Il choisit de faire revenir les chefs en enfance, en s'appuyant sur la cuisine moléculaire. Pour cela, il réalise une meringue mentholée, tétine au gel framboise-agrumes, sucre pétillant et bulles de cola, et intitule son assiette Souvenirs d'enfance : Bonbon à la menthe glaciale, bulle de soda, tétine acidulée.
- Matthias (brigade Etchebest) est épaulé par Pascal Barbot. Il choisit de travailler séparément quatre saveurs, que sont l'acide, le sucré, le gras et l'épicé. Ainsi, pour le côté trop acide, il réalise un gel citron ; pour le côté trop sucré, il réalise une ganache au chocolat blanc ; pour la partie trop grasse, il cuisine un beurre pommade zesté et enfin, pour la partie épicée, voire pimentée, il travaille un ketchup poivron-tomate. Il réalise ensuite une tartelette sucrée, où toutes les saveurs sont équilibrées : crème de citron, coque en chocolat blanc et poudre de piment. Il intitule son plat L'apologie de l'excès.
- Sarah (brigade Pairet) est suivie par Glenn Viel. Celle-ci décide de proposer une balade en forêt, en réalisant un terreau comestible, une sauce escargot, des champignons laqués, du chevreuil et un condiment cranberry placé dans une noix. Elle intitule sobrement son assiette Sous la feuille.
- Bruno (brigade Etchebest) est aidé par Arnaud Donckele. Il choisit de proposer trois bouchées à déguster d'une façon différente. D'abord, une purée carotte-gingembre à lécher. Ensuite, une langoustine rôtie au piment d'Espelette à gober. Enfin, un bouillon de têtes citronnelle-gingembre et une huile de bergamote, à boire. Le tout complété par de la poudre de langoustine. Il intitule son plat Langoustine comme quand j'étais gosse.

Après dégustation à l'aveugle, les quatre chefs préfèrent largement L'apologie de l'excès. Ils le considèrent comme le « meilleur plat de la saison » et Philippe Etchebest décide de s'incliner devant Matthias, qui se qualifie donc pour les quarts de finale. Ils préfèrent ensuite Sous la feuille de Sarah, ce qui lui permet, elle aussi, de se qualifier.

#### Dernière chance: les agrumes
Seuls Mohamed et Bruno ne se sont pas qualifiés lors des deux précédentes épreuves. Ainsi, ils participent à cette dernière chance. Ils ont une heure pour réaliser une assiette à base d'agrumes.
Les assiettes sont les suivantes :
- Mohamed : crémeux au citron, gel yuzu-timut-amaretto, clémentines rôties, amandes caramélisées, condiment citron confit-moutarde, qu'il intitule Agrumes crus cuits, condiment citron confit, moutarde amaretto, gel Timut.
- Bruno : haddock poché au lait infusé d'agrumes, panais confit au jus d'orange, vinaigrette miel-agrumes-basilic, qu'il intitule Agrumes haddock.

À l'issue de la dégustation à l'aveugle, les quatre chefs préfèrent Agrumes crus cuits, condiment citron confit, moutarde amaretto, gel Timut, qualifiant ainsi Mohamed pour les quarts de finale. De fait, Bruno est éliminé,,.

### 13eépisode(quarts de finale)
Cet épisode est diffusé pour la première fois le 5 mai 2021.

#### 1reépreuve: association impossible
La première épreuve est imaginée et jugée par le chef britannique Heston Blumenthal. Les candidats disposent d'1 h 30 pour associer deux produits, qui ne peuvent normalement pas se marier.
- Matthias cuisine la banane et le persil.
- Sarah : bleu/chocolat.
- Pierre : asperge/réglisse.
- Mohamed : fraise/olive.

Après dégustation, le chef préfère l'assiette de Matthias. Ce dernier remporte donc le premier pass de ces quarts de finale.

#### 2eépreuve: moderniser l'agneau en croûte et accompagnement
La deuxième épreuve se déroule aux Baux-de-Provence, dans le restaurant de Jean-André Charial. Elle est imaginée et jugée par les chefs Glenn Viel et Heston Blumenthal. Les candidats disposent d'1 h 30 pour moderniser l'agneau en croûte et son accompagnement.
Après dégustation, les chefs préfèrent l'assiette de Pierre. Ce dernier remporte donc un premier pass.

### 14eépisode(quarts de finale, suite)
Cet épisode est diffusé pour la première fois le 12 mai 2021.

#### 3eépreuve: cuisson à l'étuvée moderne
La troisième épreuve de ces quarts de finale est imaginée et jugée par Anne-Sophie Pic. Les candidats disposent d'1 h 30 pour réaliser une cuisson à l'étuvée dans une version moderne et sont épaulés par la cheffe.
- Mohamed décide de cuire dans un potimarron.
- Sarah dans un oignon.
- Pierre dans un pamplemousse.
- Matthias dans un potimarron.

Après dégustation, la cheffe préfère l'assiette de Sarah. Cette dernière remporte donc un premier pass.

#### 4eépreuve: l'œuf dans une version inédite
La quatrième épreuve se déroule au palace Bristol et est imaginée et jugée par Éric Frechon. Les candidats disposent d'1 h 30 pour cuisiner un œuf, dans une version inédite (de par une cuisson, une saveur ou une texture particulière).
À l'issue de la dégustation, le chef préfère l'assiette de Mohamed. Ce dernier remporte donc un premier pass.

### 15eépisode(quarts de finale, suite)
Cet épisode est diffusé pour la première fois le 19 mai 2021.

#### 5eépreuve: l'algue
Le chef Lionel Giraud demande aux candidats de réaliser une assiette, avec l'algue comme élément principal.
Après dégustation, le chef préfère l'assiette de Sarah. Cette dernière remporte donc un second pass, et se qualifie pour la demi-finale.

#### 6eépreuve: le petit pois
Stéphanie Le Quellec demande aux candidats de réaliser, en 1 h 30, une assiette végétale, ayant pour élément principal le petit pois.
Après dégustation, la cheffe préfère l'assiette de Matthias. Ce dernier remporte donc un second pass, et se qualifie pour la demi-finale.

#### Épreuvecoup de feu: la carotte
Afin de départager Mohamed et Pierre, qui n'ont tous deux qu'un seul pass, ces derniers participent à une ultime épreuve coup de feu. Pour celle-ci, Stéphanie Le Quellec leur demande de travailler la carotte en une bouchée. Pour ce faire, ils disposent seulement d'une demi-heure.
Après dégustation, la cheffe préfère la bouchée de Mohamed. Ce dernier remporte donc un second pass, et se qualifie pour la demi-finale. Par conséquent, Pierre, qui n'a réussi à cumuler qu'un seul pass à l'issue de ces quarts de finale, est éliminé,,,,.

### 16eépisode(demi-finale)
Cet épisode est diffusé pour la première fois le 26 mai 2021.
En demi-finale, chaque candidat impose le thème d'une des trois épreuves. Ce candidat ne peut marquer de point sur son épreuve. Ses adversaires marquent un point si leur plat est classé devant celui du candidat ayant imposé le thème de l'épreuve, à l'issue de dégustations à l'aveugle dont le jury comprend systématiquement Michel Sarran, qui n'a plus de candidat en compétition.

#### Épreuve de Mohamed: les macaronis farcis
Mohamed impose le thème de la première épreuve : les candidats ont deux heures pour réaliser un plat de macaronis farcis comprenant au moins deux « étages » de macaronis et au moins deux sauces différentes.
Les plats sont dégustés à l'aveugle par Michel Sarran et le Meilleur ouvrier de France et chef triplement étoilé Christophe Bacquié. Le jury classe l'assiette de Sarah en première place suivie par celle de Mohamed et celle de Matthias. Sarah marque donc un point, étant parvenue à battre Mohamed sur son épreuve.

#### Épreuve de Sarah: le dessert aux quatre produits imposés
Sarah impose le thème de la seconde épreuve : il s'agit de réaliser un dessert comprenant de l'os à moëlle, de l'oursin, des agrumes et du pollen. Les candidats ont une heure trente et n'ont pas accès au garde-manger (sauf quelques ingrédients de pâtisserie).
Les plats sont dégustés à l'aveugle par Michel Sarran et le chef triplement étoilé Romain Meder. Le plat de Sarah est classé en dernier. Mohamed (dont le plat est classé en première place) et Matthias marquent donc un point chacun.
À l'issue des deux premières épreuves, les trois candidats sont ex æquo avec un point chacun.

### 17eépisode(demi-finale, suite)
Cet épisode est diffusé pour la première fois le 2 juin 2021.

#### Épreuve de Matthias
Matthias impose le thème de la troisième épreuve.
Matthias est finalement éliminé,,,,. Mohamed et Sarah se qualifient donc pour la finale.

### 18eépisode(finale)
Cet épisode est diffusé pour la première fois le 9 juin 2021.
La finale de cette saison se déroule dans l'hôtel George-V à Paris. Mohamed et Sarah s'affrontent au cours d'un marathon culinaire. Ils disposent de 10 h pour réaliser un menu complet (entrée, plat, dessert) pour soixante-dix bénévoles de la Croix-Rouge française.
Cette édition est finalement remportée par Mohamed, avec 54,86 % des voix, contre 45,14 % pour Sarah. Celui-ci empoche donc 54 860 €, proportionnellement au pourcentage de points obtenus,,,,,,,.

## Audiences et diffusion
En France, l'émission est diffusée les mercredis, sur M6, du 10 février 2021 au 9 juin 2021. Un épisode dure environ 2 h 15 (publicités incluses), soit une diffusion de 21 h 5 à 23 h 20. En raison de la diffusion, le mercredi 31 mars 2021, du match de football éliminatoire de la Coupe du monde de 2022, opposant la France à la Bosnie-Herzégovine, la diffusion du huitième épisode est décalée au lendemain, soit le jeudi 1er avril 2021,. Cette douzième saison réalise le meilleur démarrage historique du programme Top Chef en France, toutes saisons confondues.
En Belgique, l'émission est diffusée une semaine après la France, les lundis, du 15 février 2021 au 10 juin 2021 (la finale est exceptionnellement diffusée un jeudi, le lendemain de la diffusion française). L'épisode est le même, sa durée est identique, mais il est diffusé à partir de 20 h 15.

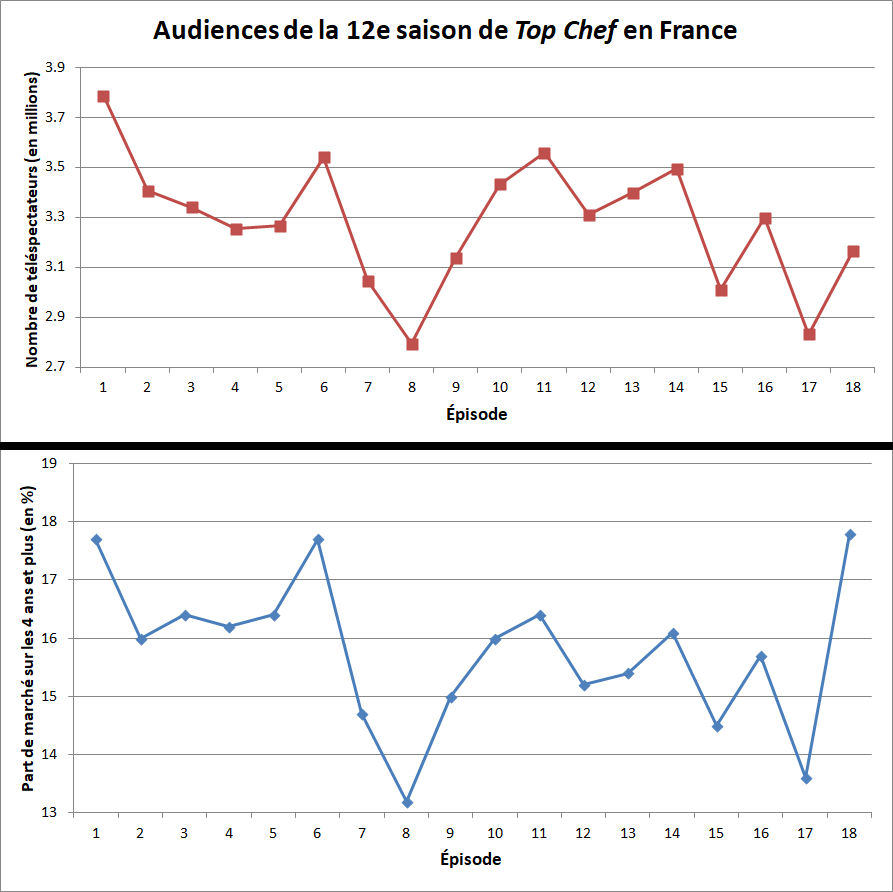
Graphique présentant l'évolution des audiences de cette saison en France.

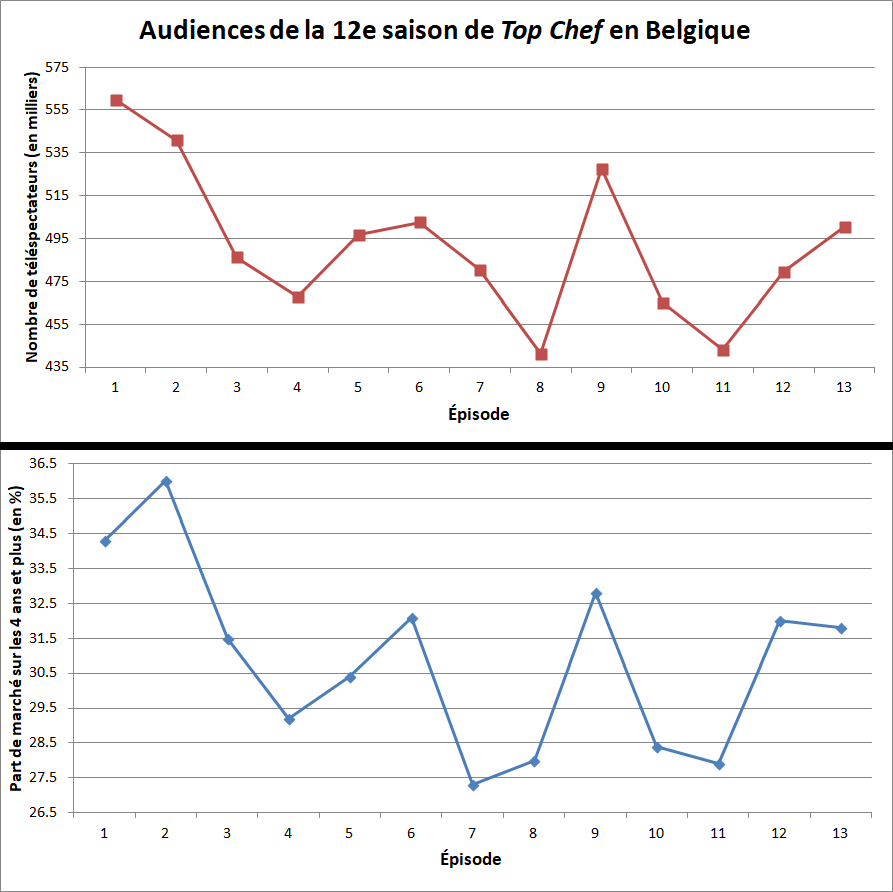
Graphique présentant l'évolution des audiences de cette saison en Belgique.

| Épisode            | Jour et horaire de diffusion             | Nombre de téléspectateurs | Part de marché | Part de marché | Classement des audiences | Réf.       |
| Épisode            | Jour et horaire de diffusion             | Nombre de téléspectateurs | (4ans et plus) | (FRDA-50)      | Classement des audiences | Réf.       |
| ------------------ | ---------------------------------------- | ------------------------- | -------------- | -------------- | ------------------------ | ---------- |
| 1                  | Mercredi 10 février 2021 (21:05 - 23:20) | 3 785 000                 | 17,7 %         | 30,2 %         | 2e                       | [ 205 ]    |
| 1                  | Mercredi 10 février 2021 (23:20 - 00:05) | Non connu.                | Non connu.     | Non connu.     | Non connu.               | Non connu. |
| 2                  | Mercredi 17 février 2021 (21:05 - 23:20) | 3 406 000                 | 16 %           | 29,7 %         | 2e                       | [ 206 ]    |
| 3                  | Mercredi 24 février 2021 (21:05 - 23:20) | 3 340 000                 | 16,4 %         | 28,3 %         | 2e                       | [ 207 ]    |
| 4                  | Mercredi 3 mars 2021 (21:05 - 23:20)     | 3 253 000                 | 16,2 %         | 30,3 %         | 1er                      | [ 208 ]    |
| 5                  | Mercredi 10 mars 2021 (21:05 - 23:20)    | 3 266 000                 | 16,4 %         | 29,5 %         | 1er                      | [ 209 ]    |
| 6                  | Mercredi 17 mars 2021 (21:05 - 23:20)    | 3 540 000                 | 17,7 %         | 32,3 %         | 1er                      | [ 210 ]    |
| 7                  | Mercredi 24 mars 2021 (21:05 - 23:20)    | 3 047 000                 | 14,7 %         | 29,3 %         | 3e                       | [ 211 ]    |
| 8                  | Jeudi 1er avril 2021 (21:05 - 23:20)     | 2 793 000                 | 13,2 %         | 26 %           | 2e                       | [ 212 ]    |
| 9                  | Mercredi 7 avril 2021 (21:05 - 23:20)    | 3 139 000                 | 15 %           | 26,2 %         | 1er                      | [ 213 ]    |
| 10                 | Mercredi 14 avril 2021 (21:05 - 23:20)   | 3 432 000                 | 16 %           | 28,5 %         | 1er                      | [ 214 ]    |
| 11                 | Mercredi 21 avril 2021 (21:05 - 23:20)   | 3 558 000                 | 16,4 %         | 28,5 %         | 1er                      | [ 215 ]    |
| 12                 | Mercredi 28 avril 2021 (21:05 - 23:20)   | 3 309 000                 | 15,2 %         | 29,5 %         | 1er                      | [ 216 ]    |
| 13                 | Mercredi 5 mai 2021 (21:05 - 23:20)      | 3 397 000                 | 15,4 %         | 28,6 %         | 1er                      | [ 217 ]    |
| 14                 | Mercredi 12 mai 2021 (21:05 - 23:20)     | 3 495 000                 | 16,1 %         | 28,9 %         | 1er                      | [ 218 ]    |
| 15                 | Mercredi 19 mai 2021 (21:05 - 23:20)     | 3 009 000                 | 14,5 %         | 27,9 %         | 3e                       | [ 219 ]    |
| 16                 | Mercredi 26 mai 2021 (21:05 - 23:20)     | 3 297 000                 | 15,7 %         | 29,1 %         | 2e                       | [ 220 ]    |
| 17                 | Mercredi 2 juin 2021 (21:05 - 23:20)     | 2 832 000                 | 13,6 %         | 26 %           | 2e                       | [ 221 ]    |
| 18 (finale)        | Mercredi 9 juin 2021 (21:05 - 23:20)     | 3 164 000                 | 17,8 %         | 30,1 %         | 1er                      | [ 222 ]    |
|                    |                                          |                           |                |                |                          |            |
| Bilan de la saison | Bilan de la saison                       | 3 280 000                 | 15,8 %         | 28,8 %         | –                        | [ 223 ]    |

| Épisode     | Jour et horaire de diffusion          | Nombre de téléspectateurs          | Part de marché (4 ans et plus)     | Réf.                               |
| ----------- | ------------------------------------- | ---------------------------------- | ---------------------------------- | ---------------------------------- |
| 1           | Lundi 15 février 2021 (20:15 - 22:30) | 559 953                            | 34,3 %                             | [ 224 ]                            |
| 1           | Lundi 15 février 2021 (22:30 - 23:15) | Non connu.                         | Non connu.                         | [ 224 ]                            |
| 2           | Lundi 22 février 2021 (20:15 - 22:30) | 540 976                            | 36 %                               | [ 224 ]                            |
| 3           | Lundi 1er mars 2021 (20:15 - 22:30)   | 486 246                            | 31,5 %                             | [ 224 ]                            |
| 4           | Lundi 8 mars 2021 (20:15 - 22:30)     | 467 919                            | 29,2 %                             | [ 224 ]                            |
| 5           | Lundi 15 mars 2021 (20:15 - 22:30)    | 496 892                            | 30,4 %                             | [ 224 ]                            |
| 6           | Lundi 22 mars 2021 (20:15 - 22:30)    | 502 694                            | 32,1 %                             | [ 224 ]                            |
| 7           | Lundi 29 mars 2021 (20:15 - 22:30)    | 480 524                            | 27,3 %                             | [ 224 ]                            |
| 8           | Lundi 5 avril 2021 (20:15 - 22:30)    | 441 144                            | 28 %                               | [ 224 ]                            |
| 9           | Lundi 12 avril 2021 (20:15 - 22:30)   | 527 549                            | 32,8 %                             | [ 224 ]                            |
| 10          | Lundi 19 avril 2021 (20:15 - 22:30)   | 465 069                            | 28,4 %                             | [ 224 ]                            |
| 11          | Lundi 26 avril 2021 (20:15 - 22:30)   | 443 048                            | 27,9 %                             | [ 224 ]                            |
| 12          | Lundi 3 mai 2021 (20:15 - 22:30)      | 479 421                            | 32 %                               | [ 224 ]                            |
| 13          | Lundi 10 mai 2021 (20:15 - 22:30)     | 500 567                            | 31,8 %                             | [ 224 ]                            |
| 14          | Lundi 17 mai 2021 (20:15 - 22:30)     | 494 038                            | 32,6 %                             | [ 224 ]                            |
| 15          | Lundi 24 mai 2021 (20:15 - 22:30)     | 517 361                            | 33,1 %                             | [ 224 ]                            |
| 16          | Lundi 31 mai 2021 (20:15 - 22:30)     | 480 745                            | 34,7 %                             | [ 224 ]                            |
| 17          | Lundi 7 juin 2021 (20:15 - 22:30)     | 481 688                            | 39,1 %                             | [ 224 ]                            |
| 18 (finale) | Jeudi 10 juin 2021 (20:15 - 22:30)    | Publication des audiences à venir. | Publication des audiences à venir. | Publication des audiences à venir. |

Légende :
- plus hauts scores d'audiences
- plus bas scores d'audiences